# Liste der von der Hakluyt Society veröffentlichten Reisewerke

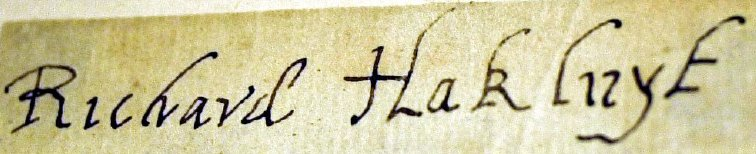

Dies ist eine Liste der von der Hakluyt Society veröffentlichten Werke (Works issued by the Hakluyt Society). Die Veröffentlichungen der 1846 gegründeten, nach Richard Hakluyt benannten Gesellschaft machen ältere wertvolle, seltene oder ungedruckte Reisewerke zugänglich, die von ihr herausgegeben und manchmal auch übersetzt wurden. Von wenigen Ausnahmen abgesehen, erschienen sie in London. Der erste Band der vorbildlich edierten Buchreihe erschien 1847.
Es gibt mehrere Publikationsreihen der Hakluyt Society, die erste und zweite Reihe sind jeweils in zwei Teile untergliedert.
Die erste Reihe (First series), von 1847 bis 1899, besteht aus 100 Büchern, die veröffentlichte oder bisher unveröffentlichte Werke von Autoren von Christoph Kolumbus bis Francis Drake enthalten, und umfasst Reisen in die Neue Welt, nach China und Japan, nach Russland sowie nach Afrika und Indien. Die zweite Reihe (Second series), von 1899 bis 2000, besteht aus 190 Büchern. Die dritte Reihe (Third series) erscheint seit 1999. Außerdem gibt es eine Extra-Reihe (Extra series) u.a.
First Series: 1
2
3
4
5
6
7
8
9
10
11
12
13
14
15
16
17
18
19
20
21
22
23
24
25
26
27
28
29
30
31
32
33
34
35
36
37
38
39
40
41
42
43
44
45
46
47
48
49
50
51
52
53
54
55
56
57
58
59
60
61
62
63
64
65
66
67
68
69
70
71
72
73
74
75
76
77
78
79
80
81
82
83
84
85
86
87
88
89
90
91
92
93
94
95
96
97
98
99
100
Second Series: 1
2
3
4
5
6
7
8
9
10
11
12
13
14
15
16
17
18
19
20
21
22
23
24
25
26
27
28
29
30
31
32
33
34
35
36
37
38
39
40
41
42
43
44
45
46
47
48
49
50
51
52
53
54
55
56
57
58
59
60
61
62
63
64
65
66
67
68
69
70
71
72
73
74
75
76
77
78
79
80
81
82
83
84
85
86
87
88
89
90
91
92
93
94
95
96
97
98
99
100
101
102
103
104
105
106
107
108
109
110
111
112
113
114
115
116
117
118
119
120
121
122
123
124
125
126
127
128
129
130
131
132
133
134
135
136
137
138
139
140
141
142
143
144
145
146
147
148
149
150
151
152
153
154
155
156
157
158
159
160
161
162
163
164
165
166
167
168
169
170
171
172
173
174
175
176
177
178
179
180
181
182
183
184
185
186
187
188
189
190
Third Series: 1
2
3
4
5
6
7
8
9
10
11
12
13
14
15
16
17
18
19
20
21
22
23
24
25
Extra Series …

## Übersicht
Die Buchreihe ist folgendermaßen untergliedert:
First series, Part 1
First series, Part 2
Second series, Part 1
Second series, Part 2
Third series
Extra series …
Die folgende Übersicht gibt die Buchtitel mit den wichtigsten Angaben der ersten Titelseite wieder und liefert einige weitere Angaben zu den jeweiligen Ausgaben. Der Hauptteil des Titels wurde in deutscher Übersetzung wiedergegeben.
Wo verfügbar, wurden Links zu Digitalisaten angegeben.
Innerhalb der aufgeführten Buchtitelübersetzungen wurden weiterführende Links nach folgendem Muster gestaltet: [[Christoph Kolumbus|Christopher Columbus]].
Innerhalb dieser Seite wurden in den Anmerkungen auch einige Querverweise nach dem folgenden Muster vorgenommen: [[#1/1|Richard Hawkins]] bzw. [[#1/1|1/1]] oder …, um die Anlage der gesamten Reihe auf bequeme Weise transparent zu machen.
Bei Übersetzungen wurde darauf geachtet, eine heute übliche Schreibung (z. B. Afonso de Albuquerque, statt: Afonso Dalboquerque) zu verwenden. Eine Vereinheitlichung dabei ist angestrebt.
Die Hinweise konzentrieren sich auf den Inhalt der Bände zu den Reisebeschreibungen, weitere Informationen zu Interna der Gesellschaft (Jahresberichte, etc.) wurden in der Übersetzung ausgeklammert, ebenso Hinweise auf Seitenzahlen (auch des Vorwortes und der Einleitung etc.), Karten und Illustrationen.
Die Hinweise ab der Extra-Reihe sollen nur kurz die thematische Vielfalt der Gesellschaft andeuten.
Neben dem möglichst vollständig wiedergegebenen Originaltitel (d. h. den Informationen der Titelseite), wird eine Titelübersetzung (in Kurzfassung) wiedergegeben, eine kurze Inhaltsbeschreibung sowie Hinweise auf weitere Artikel zum Themenfeld (unter siehe auch, auch auf Artikel in weiteren Sprachversionen) sowie Weblinks (mit Digitalisaten u. a.) und Artikel in fremdsprachigen Wikipedia-Artikeln.
Hinweise auf ergänzendes Material zur Gesellschaft, das in den Bänden mit enthalten ist, sowie Hinweise auf Jahresberichte etc. wurden weggelassen. Im Mittelpunkt stehen die Reisebeschreibungen.

### First Series

#### Part I.1 (Nos. 1–50 (1847–1873))
1/1
The Observations of Sir Richard Hawkins, Knt., in his Voyage into the South Sea in the Year 1593. Reprinted from the Edition of 1622. Edited by C. R. Drinkwater Bethune, Captain R.N. 1847. Pages xvi, 246. (Digitalisat – Internet Archive)
Die Beobachtungen von Sir Richard Hawkins, Knt., bei seiner Reise in die Südsee im Jahr 1593.
Der Originaltext wurde herausgegeben with only such slight alterations as were necessary where the sense of the author had been obviously marred by a misprint (XV f.). Zu einer zweiten Ausgabe, siehe 1/57.
Richard Hawkins
1/2
Select Letters of Christopher Columbus, with other Original Documents, relating to his Four Voyages to the New World. Translated and Edited by R. H. Major, Esq., of the British Museum. 1847. Pages xc, 240. (Digitalisat – Internet Archive)
Ausgewählte Briefe von Christoph Kolumbus mit weiteren Originaldokumenten bezüglich seiner Vier Reisen in die Neue Welt. Übersetzt und herausgegeben von R. H. Major.
Fünf Briefe von Kolumbus, die seine erste, dritte und vierte Reise beschreiben; ein weiterer von dem Arzt Dr. Chanca, der die zweite Reise beschreibt; und ein Auszug aus dem Testament von Diego Méndez, eines Offiziers von Kolumbus auf der vierten Reise. Mit spanischen Texten. Zu einer zweiten Auflage, siehe unten 1/43, für eine dritte Auflage, siehe 2/65 und 2/70.
Entdeckungsreisen von Christoph Kolumbus Richard Henry Major
1/3
The Discovery of the Large, Rich, and Beautiful Empire of Guiana, with a Relation of the Great and Golden City of Manoa (which the Spaniards call El Dorado), etc. Performed in the Year 1595, by Sir W. Ralegh, Knt., Captain of Her Majesty's Guard, Lord Warden of the Stanneries, and Her Majesty's Lieutenant-General of the County of Cornwall. Reprinted from the Edition of 1596, with some Unpublished Documents relative to that Country. Edited, with Copious Explanatory Notes and a Biographical Memoir, by Sir Robert H. Schomburgk, Ph.D., Knight of the Royal Prussian Order of the Red Eagle, of the Royal Saxon Order of Merit, of the French Order of the Legion of Honour, etc. 1849 (1848). Pages lxxxv, 240 + 1 map. (Digitalisat – Internet Archive)
Die Entdeckung des großen, reichen und schönen Reiches von Guyana, mit einem Bericht über die große und goldene Stadt Manoa (das die Spanier El Dorado nennen) usw. Durchgeführt im Jahr 1595, von Sir W. Raleigh, Knt., Captain der Garde Ihrer Majestät, Lord Warden of the Stanneries, und ihrer Majestät Lieutenant-General of the County of Cornwall. Nachdruck aus der Ausgabe von 1596, mit einigen unveröffentlichten Dokumenten in Bezug auf dieses Land.
Mit dem anonymen 'Of the Voyage for Guiana' (Von der Reise nach Guiana), wahrscheinlich 1596 geschrieben, Raleighs Tagebuch von der zweiten Reise 1617 bis 1618 und verschiedenen Dokumenten. 
Entdeckung Guyanas
1/4
Sir Francis Drake his Voyage, 1595, by Thomas Maynarde, together with the Spanish Account of Drake's Attack on Puerto Rico. Edited, from the Original Manuscripts, by W. D. Cooley. 1849 (1848). Pages 12, viii, 65. (Digitalisat – Internet Archive)
Sir Francis Drake und seine Reise 1595, von Thomas Maynarde, zusammen mit dem spanischen Bericht von Drakes Angriff auf Puerto Rico
Mit einer Übersetzung des spanischen Dokuments. 
1/5
Narratives of Voyages towards the North-West, in Search of a Passage to Cathay and India. 1496 to 1631. With Selections from the early Records of the Honourable the East India Company and from MSS. in the British Museum. [Edited] By Thomas Rundall, Esq. 1849. Pages 8, 4, xx, 260 + 2 maps. (Digitalisat – Internet Archive)
Berichte von den Reisen von Cabot, Davis, Frobisher und anderen, vor allem Auszüge aus den Werken von Hakluyt, Purchas, Harris und Foxe.
1/6
The Historie of Travaile into Virginia Britannia; expressing the Cosmographie and Commodities of the Country, together with the Manners and Customes of the People. Gathered and observed as well by those who went first thither as collected by William Strachey, Gent., the first Secretary of the Colony. Now First Edited, from the Original Manuscript, in the British Museum, by R. H. Major, of the British Museum. 1849. Pages xxxvi, 203 + 1 map, 6 illustrations. (Digitalisat – Internet Archive)
Die Geschichte der Reise nach Virginia Britannia; die Kosmographie und Handelsgüter des Landes darstellend, zusammen mit den Sitten und Bräuchen der Menschen. Gesammelt und beobachtet auch von denen, die zuerst dorthin gingen, wie sie von William Strachey, Gent., dem ersten Sekretär der Kolonie, gesammelt wurden. Herausgegeben von R. H. Major.
Aus der British Library, Sloane MS 1622
William Strachey, Colony of Virginia
1/7
Divers Voyages touching the Discovery of America and the Islands adjacent. Collected and published by Richard Hakluyt, Prebendary of Bristol, in the Year 1582. Edited, with Notes and an Introduction, by John Winter Jones of the British Museum. 1850 (1849). Pages cxi, 171, 6, 8 + 2 maps, 1 illustration. (Digitalisat – Internet Archive)
Verschiedene Reisen im Zusammenhang mit der Entdeckung Amerikas und der benachbarten Inseln. Gesammelt und herausgegeben von Richard Hakluyt, Prebendary of Bristol, veröffentlicht im Jahr 1582
Der originale gedruckte Text.
1/8
Memorials of the Empire of Japon in the XVI and XVII Centuries. Edited, with Notes, by Thomas Rundall. 1850. Pages 4, 8, xxxviii, 187 + 1 map, 5 illustrations. (Digitalisat – Internet Archive)
Dokumente, darunter eine Beschreibung von Japan im sechzehnten Jahrhundert und die Briefe von William Adams, 1611–1617.
1/9
The Discovery and Conquest of Terra Florida, by Don Ferdinando de Soto and six hundred Spaniards his Followers, written by a Gentleman of Elvas, employed in all the Action, and translated out of Portuguese, by Richard Hakluyt. Reprinted from the Edition of 1611. Edited, with Notes and an Introduction and a Translation of a Narrative of the Expedition by Luis Hernandez de Biedma, Factor to the same, by William B. Rye, of the British Museum. 1851. Pages 4, 8, lxvii, 200, v + 1 map. (Digitalisat – Internet Archive)
Die Entdeckung und Eroberung von Terra Florida durch Hernando de Soto und sechshundert Spaniern seiner Anhänger, geschrieben von einem Gentleman aus Elvas, der bei den Geschehnissen dabei war, und aus dem Portugiesischen übersetzt von Richard Hakluyt.
Zu Hakluyts Übersetzung, siehe The Hakluyt Handbook 2/144-5 (unten), S. 42 und 252-5. Die Übersetzung von Hernández de Biedmas Bericht wurde nach Ternaux-Compans, Recueil de pièces sur la Floride, Paris, 1841, erstellt.
(Digitalisat)
Luis Hernandez de Biedma
Henri Ternaux-Compans
1/10
Notes upon Russia: Being a Translation of the earliest Account of that Country, entitled Rerum Muscoviticarum commentarii, by the Baron Sigismund von Herberstein, Ambassador from the Court of Germany to the Grand Prince Vasiley Ivanovich, in the years 1517 and 1526. Translated and Edited, with Notes and an Introduction, by R. H. Major, … . Volume I. 1851. Pages 8, clxii, 116, errata slip + 2 illustrations. (Digitalisat – Internet Archive)
Notizen über Russland: Eine Übersetzung des frühesten Berichtes über dieses Land, mit dem Titel Rerum Muscoviticarum commentarii, von Baron Sigismund von Herberstein, Botschafter des Hofes von Deutschland beim Großfürsten Wassili Iwanowitsch, in den Jahren 1517 und 1526. Übersetzt, mit Anmerkungen und einer Einführung von R. H. Major.
Die erste Ausgabe der Commentarii erschien 1549 in Wien, es ist aber nicht klar, welche Ausgabe für diese Übersetzung verwendet wurde. Fortsetzung in 1/12.
Rerum moscoviticarum commentarii (Digitalisat); (Digitalisat)
1/11
The Geography of Hudson's Bay: Being the Remarks of Captain W. Coats, in many Voyages to that Locality, between the Years 1727 and 1751. With an Appendix containing Extracts from the Log of Capt. Middleton on his Voyage for the Discovery of the North-West Passage in H.M.S. "Furnace," in 1741- 2. Edited by John Barrow, Esq., F.R.S., F.S.A. 1852 (1851). Pages x, 147, 8. (Digitalisat – Internet Archive)
Die Geographie der Hudson Bay.
Eine umfassendere Dokumentation der Reisen von Middleton und damit verbundener Reisen in die Hudson Bay liefert 2/177 und 2/181 unten.
1/12
Notes upon Russia … . Volume II. 1852. Pages 4, iv, 266 + 2 maps, 1 illustration.
Notizen über Russland. Band 2
Mit einem Anhang von Dokumenten, übersetzt und zum Teil gesammelt von Richard Eden und gedruckt von der Ausgabe 1577 seiner History of Travayle in the West and East Indies (Geschichte der Reisen in West- und Ostindien), überarbeitet von Richard Willes. 
Fortsetzung von 1/10.
1/13
A true Description of three Voyages by the North-East towards Cathay and China, undertaken by the Dutch in the Years 1594, 1595, and 1596, by Gerrit de Veer. Published at Amsterdam in the Year 1598, and in 1609 translated into English by William Phillip. Edited by Charles T. Beke, Phil.D., F.S.A. 1853. Pages 8, cxlii, 291 + 4 maps, 12 illustrations. (Digitalisat – Internet Archive)
Eine wahre Beschreibung der drei Reisen über den Nordosten nach Cathay und China, unternommen von den Holländern im Jahre 1594, 1595 und 1596, von Gerrit de Veer. Veröffentlicht in Amsterdam im Jahr 1598 und im Jahr 1609 ins Englische übersetzt von William Phillip.
Mit einem Anhang von Dokumenten gedruckt von Hakluyt und Purchas. Revidiert in 1/54.
Nordostpassage
1/14
The History of the great and mighty Kingdom of China and the Situation Thereof. Compiled by the Padre Juan Gonzalez de Mendoza, and now Reprinted from the early Translation of R. Parke. Edited by Sir George T. Staunton, Bart. With an Introduction by R. H. Major, Esq., of the British Museum, Honorary Secretary of the Hakluyt Society. [Volume 1]. 1853 (1854 [sic]). Pages 4, 8, lxxxiii, 172. (Digitalisat – Internet Archive)
Neue Beschreibung des Königreichs China. Zusammengestellt von Padre Juan González de Mendoza.
Fortsetzung in 1/15.
1/15
The History of the great and mighty Kingdom of China. … Volume II. 1854. Pages 8, 350.
Neue Beschreibung des Königreichs China, s.o.
Fortsetzung von 1/14.
1/16
The World Encompassed by Sir Francis Drake; being his next voyage to that to Nombre de Dios. Collated with an unpublished manuscript of Francis Fletcher, chaplain to the expedition. [Edited] with Appendices illustrative of the Same Voyage, and Introduction, by William Sandys Wright Vaux. 1854 (1855 [sic]). Pages 8, xl, 295 + 1 map. (Digitalisat – Internet Archive)
The World Encompassed by Sir Francis Drake; dies ist die nächste Reise nach Nombre de Dios. Zusammengetragen mit einem unveröffentlichten Manuskript von Francis Fletcher, dem Geistlichen der Expedition.
Nach der Ausgabe 1628 'collected out of the notes of Master Francis Fletcher' („aus den Notizen von Master Francis Fletcher“) verglichen mit dem Manuskript Sloane MS 61 der British Library
1/17
History of the two Tartar Conquerors of China, including the two Journeys into Tartary of Father Ferdinand Verbiest in the Suite of the Emperor Kang-hi: From the French of Père Pierre Joseph d'Orléans, of the Company of Jesus. To which is added Father Pereira's Journey into Tartary in the Suite of the same Emperor, From the Dutch of Nicholaas Witsen. Translated and Edited by the Earl of Ellesmere. With an Introduction by R. H. Major, … . 1854. Pages 4, xv, vi, 153. (Digitalisat – Internet Archive)
Geschichte der beiden tatarischen Eroberungen Chinas, enthaltend die beiden Reisen in die Tatarei von Pater Ferdinand Verbiest im Gefolge des Kaisers Kangxi: Aus dem Französischen von Père Pierre Joseph d'Orléans, aus der Gesellschaft Jesu. Hinzugefügt wurde Pater Pereiras Reise in die Tatarei im Gefolge des gleichen Kaisers, aus dem Niederländischen von Nicolaas Witsen. Übersetzt und herausgegeben vom Earl of Ellesmere. Mit einer Einführung von R. H. Major.
Der erste Text stammt aus der Ausgabe Paris 1688; die Erzählung von Pater Pereiras Reise und der Text der beiden Briefe von Pater Verbiest stammt aus der Ausgabe Amsterdam 1692.
Thomas Pereira, Pierre-Joseph d'Orléans
1/18
A Collection of Documents on Spitzbergen & Greenland, comprising a translation from F. Martens' Voyage to Spitzbergen: a Translation from Isaac de la Peyrère's Histoire du Groenland: and God's Power and Providence in the Preservation of Eight Men in Greenland nine Months and twelve Dayes. Edited by Adam White, Esq., of the British Museum. 1855 (1856 [sic]). Pages 4, xvi, 288 + 2 maps. (Digitalisat – Internet Archive)
Eine Sammlung von Dokumenten über Spitzbergen & Grönland, mit einer Übersetzung von F. Martens' Reise nach Spitzbergen: eine Übersetzung von Isaac de La Peyrères Geschichte Grönlands, und Gottes Macht und Vorsehung beim Schutz der acht Männer in Grönland über neun Monate und zwölf Tage.
Das erste Dokument stammt aus einer 1694 veröffentlichten englischen Sammlung, das zweite aus Relation du Groenland, Paris, 1663, das dritte ist der Text von Edward Pelhams Traktat, London, 1631.
1/19
The Voyage of Sir Henry Middleton to Bantam and the Maluco islands; being the Second Voyage set forth by the Governor and Company of Merchants of London trading into the East-Indies. From the Edition of 1606. Annotated and Edited by Bolton Corney, M.R.S.L. 1855 (1856). Pages 4, 8, xii, 83, 52, viii + 3 maps. (Digitalisat – Internet Archive)
Die Reise von Sir Henry Middleton nach Bantam und den Molukken; dies ist die zweite Reise dargelegt vom Gouverneur und der Company of Merchants of London im Ostindien-Handel.
Die Titelseite von 1606 beginnt: Die letzte Ostindien-Reise. Der Anhang enthält Kommissionen, von Jakob I. an ausländische Herrscher gerichtete Briefe und andere Dokumente. Eine zweite Ausgabe ist unten unter 2/88 aufgeführt.
Merchant Adventurer, Company of Merchant Adventurers, Jakob I.
1/20
Russia at the Close of the Sixteenth Century. Comprising the Treatise "Of the Russe Common Wealth," by Dr Giles Fletcher; and The Travels of Sir Jerome Horsey, Knt., now for the first time printed entire from his own Manuscript. Edited by Edward A. Bond, Assistant Keeper of the Manuscripts in the British Museum. 1856 (1857). Pages cxxxiv, 392. (Digitalisat – Internet Archive)
Russland am Ende des sechzehnten Jahrhunderts. Bestehend aus der Abhandlung Of the Russe Common Wealth (Vom russischen Commonwealth) von Dr. Giles Fletcher; und den Reisen des Sir Jerome Horsey, Knt., jetzt zum ersten Mal gedruckt, ganz aus seinem eigenen Manuskript.
Giles Fletcher; Jerome Horsey
1/21
History of the New World, by Girolamo Benzoni, of Milan. Shewing his Travels in America, from A.D. 1541 to 1556: with some Particulars of the Island of Canary. Now First Translated, and Edited by Rear-Admiral W. H. Smyth, K.S.F., D.C.L., etc etc etc. 1857. Pages 4, iv, 280 + 19 illustrations.
Geschichte der Neuen Welt, von Girolamo Benzoni, von Mailand. Seine Reisen in Amerika (Historia del Mondo nuovo), von 1541 bis 1556: mit einigen Angaben zu den Kanaren. Nun zum ersten Mal übersetzt und herausgegeben von Rear-Admiral W. H. Smyth, K.S.F., D.C.L., etc etc etc.
Der ursprüngliche Text wurde 1572 in Venedig veröffentlicht.
1/22
India in the Fifteenth Century. Being a Collection of Narratives of Voyages to India in the Century preceding the Portuguese Discovery of the Cape of Good Hope; from Latin, Persian, Russian, and Italian Sources, now first Translated into English. Edited, with an introduction, by R. H. Major, Esq., F.S.A. 1857 (1558). Pages xc, 49, 39, 32, 10, [8]. (Digitalisat – Internet Archive)
Indien im fünfzehnten Jahrhundert. Eine Sammlung von Berichten über Reisen nach Indien in dem Jahrhundert, das der portugiesischen Entdeckung des Kaps der Guten Hoffnung vorausging, aus lateinischen, persischen, russischen und italienischen Quellen, nun erstmals ins Englische übersetzt.
Die Reisen von Abd al-Razzaq, Nicolò Conti, Athanasius Nikitin und Hieronimo di Santo Stefano.
Abdur Razzaq; Niccolo di Conti; Afanassi Nikitin; Hieronymus von Santo Stefano (ein Genuese); (Digitalisat)
1/23
Narrative of a Voyage to the West Indies and Mexico in the years 1599-1602, With Maps and Illustrations. By Samuel Champlain. Translated from the Original and Unpublished Manuscript, with a Biographical Notice and Notes, by Alice Wilmere. Edited by Norton Shaw. 1859 (1858). Pages 4, xcix, 48, 8 (loose) + 4 maps, 5 illustrations. (Digitalisat – Internet Archive)
Bericht von einer Reise nach Westindien und Mexiko in den Jahren 1599–1602, mit Karten und Illustrationen. Von Samuel Champlain.
Text geschrieben ca. 1602 (“now considered an invention”). 
1/24
Expeditions into the Valley of the Amazons, 1539, 1540, 1639. Translated and Edited, with Notes, by Clements R. Markham, F.R.G.S., Author of "Cuzco and Lima". 1859. Pages 4, 8, lxiv, 190 + 1 map. (Digitalisat – Internet Archive)
Expeditionen in das Tal des Amazonas 1539, 1540, 1639. Übersetzt und herausgegeben, mit Anmerkungen, von Clements R. Markham, F.R.G.S., Autor von "Cuzco and Lima".
Die Expeditionen von Gonzalo Pizarro, Francisco de Orellana und Pater Cristóbal de Acuña. Mit einer "Liste der wichtigsten Stämme im Tal des Amazonas".
Cristóbal Diatristán de Acuña
1/25
Early Voyages to Terra Australis, now called Australia: a Collection of Documents, and Extracts from early Manuscript Maps, illustrative of the History of Discovery on the Coasts of that vast Island, from the Beginning of the Sixteenth Century to the Time of Captain Cook. Edited, with an Introduction, by R. H. Major, … . 1859. Pages cxix, 200 + 5 maps. (Digitalisat – Internet Archive)
Frühe Reisen zur Terra Australis, heute Australien genannt: eine Sammlung von Dokumenten und Auszüge aus frühen Manuskripten und Karten veranschaulichend die Geschichte der Entdeckung an den Küsten dieser riesigen Insel, vom Anfang des sechzehnten Jahrhundert bis zur Zeit von Captain Cook.
Aus spanischen und niederländischen Quellen und über die spanischen und niederländischen Unternehmungen. Eine separate Broschüre, datiert 1861, mit einem Artikel von Major über die Entdeckung von Australien durch die Portugiesen im Jahre 1601, ein Reprint aus Archaeologia, 38, 1860, wurde 'zur Einfügung als Supplement' zu HS 25 verteilt
Richard Henry Major
1/26
Narrative of the Embassy of Ruy Gonzalez de Clavijo to the Court of Timour, at Samarcand, A.D. 1403-6. Translated, for the First Time, with Notes, a Preface, and an Introductory Life of Timour Beg, by Clements R. Markham, F.R.G.S. 1859 (1860 [sic]). Pages lvi, 200 + 1 map. (Digitalisat – Internet Archive)
Bericht von der Gesandtschaft von Ruy González de Clavijo zum Hof Timurs, in Samarkand 1403–1406. Zum ersten Mal übersetzt, mit Anmerkungen, einem Vorwort und einer Einführung zum Leben von Timur Beg versehen von Clements R. Markham.
1/27
Henry Hudson the Navigator: the Original Documents in which his Career is recorded. Collected, partly Translated, and Annotated, with an Introduction, by G. M. Asher, LL.D. 1860. Pages 4, 8, ccxviii, 292 + 2 maps. (Digitalisat – Internet Archive)
Henry Hudson, der Seefahrer: Die Originaldokumente, in denen seine Karriere aufgezeichnet ist. Gesammelt, teilweise übersetzt und kommentiert, mit einer Einführung versehen von G. M. Asher, LL.D. 1860.
1/28
The Expedition of Pedro de Ursua & Lope de Aguirre in Search of El Dorado and Omagua in 1560-1. Translated from Fray Pedro Simon's "Sixth historical Notice of the Conquest of Tierra Firme". By William Bollaert, Esq., F.R.G.S. With an Introduction by Clements R. Markham. 1861. Pages 4, 8, lii, 237 + 1 map. (Digitalisat – Internet Archive)
Die Expedition von Pedro de Ursúa & Lope de Aguirre auf der Suche nach Eldorado und Omagua 1560-1.
Aus dem 1627 in Cuenca veröffentlichten spanischen Text.
1/29
The Life and Acts of Don Alonzo Enriquez de Guzman, a Knight of Seville, of the Order of Santiago, A.D. 1518 to 1543. Translated from an Original and Inedited Manuscript in the National Library at Madrid; with Notes and an Introduction, by Clements R. Markham, F.S.A., F.R.G.S., Corr. Mem. of the University of Chile. Author of "Cuzco and Lima". 1862. Pages 3, 8, xxv, 168 + 1 illustration. (Digitalisat – Internet Archive)
Leben und die Taten des Don Alonso Enríquez de Guzmán, eines Ritters aus Sevilla, aus dem Santiagoorden 1518–1543. Übersetzt aus dem Original und unveröffentlichten Manuskripten in der Nationalbibliothek in Madrid; mit Anmerkungen und einer Einführung von Clements R. Markham.
Enthält Berichte über Reisen in Europa und Peru.
1/30
The Discoveries of the World, from their First Original unto the Year of Our Lord 1555, by Antonio Galvano, governor of Ternate. Corrected, Quoted and Published in England, by Richard Hakluyt, (1601). Now Reprinted, With the Original Portuguese Text; and Edited by Vice-Admiral Bethune, C.B. 1862. Pages iv, viii, 242. (Digitalisat – Internet Archive)
The Discoveries of the World, from their First Original unto the Year of Our Lord 1555, von Antonio Galvano, Gouverneur von Ternate. Korrigiert, wiedergegeben und publiziert in England, von Richard Hakluyt, (1601). Neu gedruckt, mit dem originalen portugiesischen Text; und herausgegeben von Vice-Admiral Bethune, C.B. 1862.
António Galvão
1/31
Mirabilia Descripta. The Wonders of the East, by Friar Jordanus, of the Order of Preachers and Bishop of Columbum in India the Greater, (circa 1330). Translated from the Latin Original, as published at Paris in 1839, in the Recueil de Voyages et de mémoires, of the Society of Geography, with the Addition of a Commentary, by Colonel Henry Yule, C.B., F.R.S.G., late of the Royal Engineers (Bengal). 1863 (1862). Pages 4, 8, iv, xvii, 68. (Digitalisat – Internet Archive)
Mirabilia descripta. Die Wunder des Ostens, von Bruder Jordanus aus dem Predigerorden und Bischof von Columbum (Quilon) in India the Greater (Großindien), (circa 1330). Übersetzt aus dem lateinischen Original, wie es in Paris 1839 in den Recueil de Voyages et de Mémoires der Société de géographie (Gesellschaft für Geographie) veröffentlicht wurde, mit einem zusätzlichen Kommentar von Colonel Henry Yule.
(eingeschränkte Vorschau in der Google-Buchsuche); Mirabilia descripta (Seite nicht mehr abrufbar, festgestellt im August 2019. Suche in Webarchiven)
1/32
The travels of Ludovico de Varthema in Egypt, Syria, Arabia Deserta and Arabia Felix, in Persia, India, and Ethiopia, A.D. 1503 to 1508. Translated from the Original Italian Edition of 1510, with a Preface, by John Winter Jones, Esq., F.S.A. And Edited, with Notes and an Introduction, by George Percy Badger, late Government Chaplain in the Presidency of Bombay, Author of "The Nestorians and their rituals," etc, etc, etc. 1863 (1864 [sic]). Pages cxxii, 321 + 2 maps. (Digitalisat – Internet Archive)
George Percy Badger
Die Reisen von Ludovico de Varthema in Ägypten, Syrien, Arabia Deserta und Arabia Felix, in Persien, Indien und Äthiopien 1503–1508.
Übersetzt aus der originalen italienischen Ausgabe von 1510, mit einem Vorwort von John Winter Jones, Esq., F.S.A. und herausgegeben, mit Anmerkungen und einer Einleitung, von George Percy Badger, ehemals Government Chaplain in der Presidency of Bombay, Autor von " The Nestorians and their rituals" (The Nestorianer und ihre Rituale) usw.
George Percy Badger
1/33
The Travels of Pedro de Cieza de León, A.D. 1532-50, contained in the First Part of his Chronicle of Peru. Translated and Edited, with Notes and an Introduction, by Clements R. Markham, F.S.A., F.R.G.S., Author of "Cuzco and Lima," "Travels in Peru and India," and a "Quichua Grammar and Dictionary". Volume I. 1864. Pages 4, 12, xvi, lvii, 438. (Digitalisat – Internet Archive)
Die Reisen des Pedro de Cieza de León 1532–1550 enthalten im ersten Teil seiner Chronik von Peru. Übersetzt und herausgegeben, mit Anmerkungen und einer Einleitung, von Clements R. Markham.
Aus der Ausgabe Antwerpen 1554. Fortsetzung von einer anderen Quelle in 1/68.
1/34
Narrative of the Proceedings of Pedrarias Davila in the Provinces of Tierra Firme or Castilla del Oro, and of the Discovery of the South Sea and the Coasts of Peru and Nicaragua. Written by the Adelantado Pascual de Andagoya. Translated and Edited, with Notes and an Introduction, by Clements R. Markham. 1865. Pages 12, 4, xxix, 88 + 1 map. Text written c. 1514.
Schilderung der Berichte von Pedrarias Davila in den Provinzen von Tierra Firme oder Castilla del Oro und von der Entdeckung der Südsee und den Küsten von Peru und Nicaragua. Geschrieben vom Adelantado Pascual de Andagoya. Übersetzt und herausgegeben, mit Anmerkungen und einer Einleitung von Clements R. Markham.
Pascual de Andagoya
1/35
A Description of the Coasts of East Africa and Malabar in the Beginning of the Sixteenth Century, by Duarte Barbosa, a Portuguese. Translated from an Early Spanish Manuscript in the Barcelona Library, with Notes and a Preface, by the Hon. Henry E. J. Stanley. 1866 (1865). Pages xi, 336 + 2 illustrations.
Eine Beschreibung der Küsten Ostafrikas und Malabars zu Anfang des sechzehnten Jahrhunderts, von Duarte Barbosa, einem Portugiesen. Übersetzt aus einem frühen spanischen Manuskript in der Barcelona-Bibliothek, mit Anmerkungen und Vorwort von Hon. Henry E. J. Stanley
Text ca. 1514 verfasst. Revidierte Ausgabe 2/44, 2/49 unten.
Henry Stanley, 3. Baron Stanley of Alderley
1/36
Cathay and the Way Thither. Being a Collection of Medieval Notices of China. Translated and Edited by Colonel Henry Yule, … . With a Preliminary Essay on the Intercourse between China and the Western Nations previous to the Discovery of the Cape Route. Volume I. 1866. Pages 4, 15, ccliii, 250, iii + 3 maps, 6 illustrations.
Cathay und der Weg dorthin. Eine Sammlung mittelalterlicher Nachrichten über China. Übersetzt und herausgegeben von Colonel Henry Yule.
Mit den Reisen des Mönchs Odoric von Pordenone, 1316–1330, und Briefen und Berichten von missionarischen Mönchen aus Cathay und Indien, 1292–1338, in englischer Übersetzung. 
(Digitalisat)
1/37
Cathay and the way thither. … Volume II. 1866. Pages 253-596, xcviii + 1 map, 3 illustrations.
Zeitgenössische Berichte über Cathay unter den Mongolen, von Raschid ad-Din; Pegolottis Berichte vom Landweg nach Cathay und vom asiatischen Handel im 14. Jahrhundert; Marignollis Erinnerungen an die östlichen Reise; Ibn Battutas Reisen in Bengalen und China; die Reise von Benedict Goës von Agra nach Cathay, alle in englischer Übersetzung, mit lateinischen und italienischen Texten von Odorichs Erzählung. Zu einer überarbeiteten Version des gesamten Werkes, siehe Second Series 33, 37, 38, 41 unten.
1/38
The Three Voyages of Martin Frobisher, in search of a Passage to Cathaia and India by the North-West, A.D. 1576-8. Reprinted from the First Edition of Hakluyt's Voyages, with Selections from Manuscript Documents in the British Museum and State Paper Office. By Rear-Admiral Richard Collinson, C.B. 1867. Pages 4, 16, xxvi, 376 + 2 maps, 1 illustration.
Die drei Reisen von Martin Frobisher, auf der Suche nach einer Passage nach Cathay und Indien von Nord-West, A.D. 1576-8.
Mit Edward Sellmans Bericht von der dritten Reise, und einer Liste von Artefakten aus Frobisher-Lagern, etc., gefunden von C.F. Hall und hinterlegt bei der Royal Geographical Society. Die ergänzenden Unterlagen beziehen sich auf zahlreiche Aspekte der Finanzierung und Ausstattung der Expedition. Laut Datumsstempel des Britischen Museums erfolgte trotz des genannten Veröffentlichungsdatums die tatsächliche Veröffentlichung erst 1869.
1/39
The Philippine Islands, Moluccas, Siam, Cambodia, Japan, and China, at the Close of the Sixteenth Century. By Antonio De Morga. Translated from the Spanish, with Notes and a Preface, and a Letter from Luis Vaez de Torres describing his Voyage through the Torres Straits. By the Hon. Henry E. J. Stanley. 1868. Pages xxiv, 431 + 2 illustrations.
Die Philippinischen Inseln, Molukken, Siam, Kambodscha, Japan und China, am Ende des 16. Jahrhunderts. Von Antonio De Morga. Übersetzt aus dem Spanischen, mit Anmerkungen und einem Vorwort und einem Brief von Luis Vaez de Torres, seine Reise durch die Torresstraße beschreibend.
Aus einer Abschrift der Ausgabe 1609 Mexiko. Der Anhang enthält eine kurze Fortsetzung der Geschichte der Philippinen bis 1868, insbesondere in Bezug auf Regierung und Wirtschaft. Überarbeitete Ausgabe, siehe Second Series 140 unten
1/40
The Fifth Letter of Hernan Cortes to the Emperor Charles V, containing an Account of his Expedition to Honduras. Translated from the Original Spanish by Don Pascual de Gayangos of the Spanish Academy; Corresponding Member of the Institute of France. 1868. Pages 3, xvi, 156. (Digitalisat – Internet Archive)
Der fünfte Brief von Hernán Cortés an Kaiser Karl V., einen Bericht von seiner Expedition nach Honduras enthaltend. Übersetzt aus dem spanischen Original von Don Pascual de Gayangos von der Spanischen Akademie, korrespondierendes Mitglied des Institut de France. 1868.
Der Brief ist mit 1526 datiert.
1/41
First Part of the Royal Commentaries of the Yncas by the Ynca Garcillasso de la Vega. Translated and Edited, with Notes and an Introduction, by Clements R. Markham. Volume I (Containing Books I, II, III, and IV). 1869. Pages xi, 359. (Digitalisat – Internet Archive)
Erster Teil der Wahrhaftigen Kommentare zum Reich der Inka (Comentarios Reales de los Incas) von Inca Garcilaso de la Vega. Übersetzt und bearbeitet, mit Anmerkungen und einer Einleitung von Clements R. Markham.
Aus der Ausgabe Lissabon 1609. Fortsetzung in 1/45 unten.
Comentarios Reales de los Incas
1/42
The Three Voyages of Vasco da Gama, and his Viceroyalty. From the Lendas da India of Gaspar Correa. Accompanied by Original Documents. Translated from the Portuguese, with Notes and an Introduction, by the Hon. Henry E. J. Stanley. 1869. Pages 2, lxxx, 430, xxxvi + 3 illustrations. (Digitalisat – Internet Archive)
Die drei Reisen von Vasco da Gama. Von den Lendas da India von Gaspar Correa. Begleitet von Originaldokumenten. Übersetzt aus dem Portugiesischen, mit Anmerkungen und einer Einleitung von der Hon. Henry E. J. Stanley.
Die zusätzlichen Dokumente, vor allem Briefe und Berichte an den König von Portugal, sind auf Portugiesisch.
1/43
Select Letters of Christopher Columbus, with other Original Documents relating to this Four Voyages to the New World. Translated and Edited by R. H. Major, … , Keeper of the Department of Maps and Charts in the British Museum and Hon. Sec. of the Royal Geographical Society. Second Edition. 1870. Pages iv, cxlii, 254 + 3 maps, 1 illustration (in colour). (Digitalisat – Internet Archive)
Revidierte Übersetzung der Dokumente in 1/2 oben. Übersetzt und herausgegeben von R. H. Major.
1/44
History of the Imâms and Seyyids of 'Omân by Salîl-ibn-Razîk, from A.D. 661-1856. Translated from the Original Arabic and Edited, with Notes, Appendices, and an Introduction, continuing the History down to 1870, by George Percy Badger, F.R.G.S., … . 1871. Pages cxxviii, 435 + 1 map. (Digitalisat – Internet Archive)
Geschichte der Imame und Seyyids von Oman von Salil-ibn-Razik von 661-1856. Übersetzt aus dem arabischen Original und herausgegeben, mit Anmerkungen, Anhängen und einer Einleitung versehen und die Geschichte bis zum Jahr 1870 fortsetzend von George Percy Badger.
George Percy Badger
1/45
First Part of the Royal Commentaries of the Yncas … . … by Clements R. Markham, C.B. Volume II (Containing Books V, VI, VII, VIII and IX). 1871. Pages 553.
Fortsetzung von 1/41 oben
1/46
The Canarian, or, Book of the Conquest and Conversion of the Canarians in the Year 1402, by Messire Jean de Béthencourt, Kt., Lord of the Manors of Bethencourt, Reville, Gourret, and Grainville de Teinturière, Baron of St. Martin le Gaillard, Councillor and Chamberlain in Ordinary to Charles V and Charles VI, composed by Pierre Bontier, Monk, and Jean le Verrier, Priest. Translated and Edited by Richard Henry Major, … . 1872. Pages 2, [2], 2, [2], lv, 229 + 1 map, 2 illustrations. (Digitalisat – Internet Archive)
Le Canarien, oder, Buch von der Eroberung und Konversion der Kanarischen Inseln im Jahr 1402, durch Messieur Jean de Béthencourt, Kt., Herr der Herrenhäuser von Bethencourt, Reville, Gourret, und von Grainville de Teinturière, Baron von St. Martin le Gaillard, Ratsmitglied und Chamberlain im Ordinariat von Karl V. und Karl VI., von Pierre Bontier, Mönch, und Jean le Verrier, Priester. 
Mit dem französischen Text aus dem 15. Jahrhundert.
1/47
Reports on the Discovery of Peru. I. Report of Francisco de Xeres, Secretary to Francisco Pizarro. II. Report of Miguel de Astete on the Expedition to Pachacamac. III. Letter of Hernando Pizarro to the Royal Audience of Santo Domingo. IV. Report of Pedro Sancho on the Partition of the Ransom of Atahuallpa. Translated and Edited, with Notes and an Introduction, by Clements R. Markham, … . 1872. Pages xxii, 143 + 1 map. Documents of c. 1533. (Digitalisat – Internet Archive)
Berichte über die Entdeckung von Peru. I. Bericht des Francisco de Xeres, Sekretär von Francisco Pizarro. II. Bericht von Miguel de Astete über die Expedition nach Pachacámac. III. Brief von Hernando Pizarro an die Königliche Audienz von Santo Domingo. IV. Bericht des Pedro Sancho über die Teilung des Lösegeldes von Atahuallpa. Übersetzt und herausgegeben, mit Anmerkungen und einer Einleitung, von Clements R. Markham.
1/48
Narratives of the Rites and Laws of the Yncas. Translated from the Original Spanish Manuscripts, and Edited, with Notes and an Introduction, by Clements R. Markham, … . 1873 (1872). Pages 4, 4, 12, xx, 220. Accounts by Cristóbal de Molina, c. 1570-84, Juan de Santa Cruz (an Indian), c. 1620, Francisco de Avila, 1608, and Polo de Ondegardo, c. 1560. (Digitalisat – Internet Archive)
Narratives of the Rites and Laws of the Yncas. Übersetzt aus den originalen spanischen Manuskripten und herausgegeben, mit Anmerkungen und einer Einleitung, von Clements R. Markham … Berichte von Cristóbal de Molina, ca. 1570-84, Juan de Santa Cruz (ein Indianer), ca. 1620, Francisco de Avila, 1608, und Polo de Ondegardo, ca. 1560.
Die Indices enthalten eines der Quichua-Vokabulare.
49a
Travels to Tana and Persia, by Josafa Barbaro and Ambrogio Contarini. Translated from the Italian by William Thomas, Clerk of the Council to Edward VI, and by S. A. Roy, Esq., And Edited, with an Introduction, by Lord Stanley of Alderley. 1873. Pages xi, 175. (Digitalisat – Internet Archive)
Reisen nach Tana und Persien, von Josafa Barbaro und Ambrogio Contarini (Der zweite Teil enthält Berichte der venezianischen Reisenden Caterino Zeno und Giovanni Maria Angiolello sowie von Vincentio d'Alessandri, einem venezianischen Botschafter in Persien im 16. Jahrhundert, und einem unbekannten Kaufmann.)
1/49b
A Narrative of Italian Travels in Persia in the Fifteenth and Sixteenth Centuries. Translated and Edited by Charles Grey. 1873. Pages xvii, 231.The two editions are bound together but separately paginated. (Digitalisat – Internet Archive)
Eine Schilderung italienischer Reisen in Persien im fünfzehnten und sechzehnten Jahrhundert. Übersetzt und herausgegeben von Charles Grey. 1873. Die beiden Editionen sind zusammen gebunden, aber separat paginiert.
Die zweite enthält Berichte von Caterino Zeno, Giovan Maria Angiolello, Vincentio d'Alessandri und einem unbekannten Kaufmann.
1/50
The Voyages of the Venetian Brothers, Nicolò and Antonio Zeno, to the Northern Seas in the XIVth Century, comprising the latest known Accounts of the Lost Colony of Greenland; and of the Northmen in America before Columbus. Translated and Edited, with Notes and an Introduction, by Richard Henry Major, … . 1873. Pages ciii, 64 + 4 maps. (Digitalisat – Internet Archive)
Die Reisen der venezianischen Brüder Nicolò und Antonio Zeno zu den Nördlichen Meeren im 14. Jahrhundert, umfasst die neuesten bekannten Berichte über die Verlorene Kolonie von Grönland; und über die Nordmänner in Amerika vor Kolumbus.
Der italienische Text des Berichtes der Zenos und die dänischen und lateinischen Texte von Ivar Bardsens Beschreibung Grönlands im 14. Jahrhundert, mit englischer Übersetzung.

#### Part I.2 (Nos. 51–100 (1874–1899))
1/51
The Captivity of Hans Stade of Hesse, in A.D. 1547-1555, among the Wild Tribes of Eastern Brazil. Translated by Albert Tootal, Esq., of Rio de Janeiro, and annotated by Richard F. Burton. 1874. Pages 12, xcvi, 169. (Digitalisat – Internet Archive)
Die Gefangennahme von Hans Staden aus Hessen, A.D. 1547–1555, unter den Wilden Stämmen von Ost-Brasilien. Übersetzt von Albert Tootal, Esq., aus Rio de Janeiro, und mit Anmerkungen versehen von Richard F. Burton.
Aus der Ausgabe Marburg 1577.
1/52
The First Voyage Round the World, by Magellan. Translated from the Accounts of Pigafetta, and other Contemporary Writers. Accompanied by Original Documents, with Notes and an Introduction, by Lord Stanley of Alderley. 1874. Pages lx, 257, xx + 2 maps, 5 illustrations. (Digitalisat – Internet Archive)
Die erste Weltreise, von Magellan. Übersetzt aus den Berichten von Pigafetta und anderen zeitgenössischen Autoren. Begleitet von Originaldokumenten, mit Anmerkungen und einer Einleitung von Lord Stanley von Alderley.
Enthält das Logbuch von Francisco Alvo oder Alvaro, Pigafettas Abhandlung über Navigation und seinen Bericht über die Reise, Gaspar Correas Bericht, andere anonyme Erzählungen und Dokumente in Bezug auf die Kosten und andere Aspekte der Expedition.
1/53
The Commentaries of the great Afonso Dalboquerque, second Viceroy of India. Translated from the Portuguese Edition of 1774, with Notes and an Introduction, by Walter de Gray Birch, F.R.S.L., Senior Assistant of the Department of Manuscripts in the British Museum; Honorary Secretary of the British Archaeological Association, etc. Volume I. 1875. Pages lx, 256 + 2 maps, 1 illustration. (Digitalisat – Internet Archive)
Die Kommentare des großen Afonso de Albuquerque, zweiter Vizekönig von Indien. Übersetzt aus der portugiesischen Ausgabe von 1774, mit Anmerkungen und einer Einleitung von Walter de Gray-Birch.
Fortsetzung 1/55, 1/62 und 1/69 unten.
1/54
The Three Voyages of William Barents to the Arctic Regions, 1594, 1595, and 1596, by Gerrit de Veer. First Edition Edited by Charles T. Beke, Phil.D., F.S.A. 1853. Second Edition, with an Introduction, by Lieutenant Koolemans Beynen (Royal Netherlands Navy). 1876. Pages clxxiv, 289 + 2 maps, 12 illustrations. (Digitalisat – Internet Archive)
Die Drei Reisen von Willem Barents in die Arktischen Gebiete, 1594 1595 und 1596, von Gerrit de Veer. Erste Ausgabe herausgegeben von Charles T. Beke 1853. Zweite Ausgabe, mit einer Einleitung von Lieutenant Koolemans Beynen (Königlich Niederländische Marine) 1876.
Revidierte Ausgabe von 1/13 oben.
1/55
The Commentaries of the great Afonso Dalboquerque … . … by Walter de Gray Birch, … , Honorary Librarian of the Royal Society of Literature. Volume II. 1877 (1875). Pages cxxxiv [lies: cxxxvi], 242 + 1 map, 2 illustrations.
Teil II der Ausgabe von 1774.
1/56
The Voyages of Sir James Lancaster, Kt., to the East Indies, with Abstracts of Journals of Voyages to the East Indies, during the Seventeenth Century, preserved in the India Office. And the Voyage of Captain John Knight (1606), to seek the North-West Passage. Edited by Clements R. Markham, C.B., F.R.S. 1877. Pages xxii, 314. (Digitalisat – Internet Archive)
Die Reisen des Sir James Lancaster, Kt., nach Ostindien, mit einer Zusammenfassung der Reisetagebücher nach Ostindien während des 17. Jahrhunderts, aufbewahrt im India Office. Und die Reise des Captain John Knight (1606) auf der Suche nach der Nordwestpassage.
Die Zusammenfassungen beziehen sich auf die Reisen von Keeling und Hawkins, Sharpeigh, Sir Henry Middleton, Thomas Love, Nicholas Downton und Ralph Cross. Mit einem Kalender von Schiffstagebüchern des 17. Jahrhunderts und einer Liste der Schiffe, die von der East India Company im gleichen Zeitraum verwendet wurden. Zu einer überarbeiteten Ausgabe der Reisen Lancasters, siehe 2/85 unten.
Sharpeigh, Alexander (DNB00)
1/57
The Hawkins' Voyages during the Reigns of Henry VIII, Queen Elizabeth, and James I. Edited, with an Introduction, by Clements R. Markham, … . 1878 (1877). Pages 7, lii, 453 + 1 illustration. (Digitalisat – Internet Archive)
Die Reisen von Hawkins während der Regierungszeit von Heinrich VIII., Königin Elisabeth und Jakob I.
Revidierte Ausgabe von 1/1 oben. Mit Berichten von den Reisen von Sir Richard Hawkins' Großvater William, seines Vaters Sir John und  William Hawkins, aus Handschriften und gedruckten Ausgaben.
1/58
The Bondage and Travels of Johann Schiltberger, a Native of Bavaria, in Europe, Asia, and Africa, 1396-1427. Translated from the Heidelberg MS edited in 1859 by Professor Karl Friedrich Neumann, by Commander J. Buchan Telfer, R.N., F.S.A., F.R.G.S. With Notes by Professor P. Bruun of the Imperial University of South Russia, at Odessa, and a Preface, Introduction and Notes by the Translator and Editor. 1879 (1878). Pages xxxii, 263, 3 + 1 map. (Digitalisat – Internet Archive)
Die Gefangenschaft und Reisen von Johann Schiltberger (gebürtig aus Bayern) in Europa, Asien und Afrika, 1396–1427. Übersetzt aus dem 1859 von Professor Karl Friedrich Neumann herausgegebenen Heidelberger Manuskript von Commander J. Buchan Telfer. Mit Anmerkungen von Professor P. Bruun von der Kaiserlichen Universität von Südrussland in Odessa.
Digitalisat
Nationale I.-I.-Metschnikow-Universität Odessa
1/59a
The Voyages and Works of John Davis the Navigator. Edited, with an Introduction and Notes, by Albert Hastings Markham, Captain R.N., F.R.G.S., Author of "A Whaling Cruise in Baffin's Bay," "The Great Northern Sea," and "Northward Ho!". 1880 (1878). Pages xcv, 392 + 2 maps, 15 illustrations. (Digitalisat – Internet Archive)
Reisen und Werke von John Davis dem Seefahrer. Herausgegeben, mit einer Einleitung und Anmerkungen versehen von Albert Hastings Markham.
Enthält: The worldes hydrographical Discription (1595), The seamans secrets (1607), eine Liste von Werken über Navigation, verfügbar vor und während der Herrschaft von Elisabeth, und ihr Letters Patent für Adrian Gilbert und andere für die Exploration einer Nordwestpassage.
Albert Hastings Markham
1/59b
The Map of the World, A.D. 1600, called by Shakspere "the new map, with the augmentation of the Indies". To illustrate the Voyages of John Davis. 1880. Pages 16. (Digitalisat)
Die Weltkarte von 1600, von Shakespeare als "die neue Karte, mit dem Zusatz von Indien" bezeichnet. Zur Veranschaulichung der Reisen von John Davis.
1/60
The Natural and Moral History of the Indies, by Father Joseph de Acosta. Reprinted from the English Translated Edition of Edward Grimston, 1604. And Edited, with Notes and an Introduction, by Clements R. Markham, … . Volume I The Natural History (Books I, II, III, and IV). 1880 (1879). Pages xlv, 295. (Digitalisat – Internet Archive)
Historia natural y moral de las Indias, von Pater José de Acosta. Nachdruck der ins Englische übersetzten Ausgabe von Edward Grimston, 1604.
Befasst sich hauptsächlich Mexiko und Peru.
(eingeschränkte Vorschau in der Google-Buchsuche)
1/61a
The Natural and Moral History of the Indies … . Volume II The Moral History (Books V, VI and VII). 1880 (1879). Pages xiii, 295 [sic]-551. (Digitalisat – Internet Archive)
The Natural and Moral History of the Indies, Band 2
1/61b
Map of Peru to illustrate the Travels of Cieza de León, in 1532-50; The Royal Commentaries of Garcilasso de la Vega (1609); and The Natural and Moral History of the Indies, by Father Joseph de Acosta (1608), by Clements R. Markham, C.B. n.d.
Karte von Peru zur Veranschaulichung der Reisen von Cieza de León in den Jahren 1532–1550, der Comentarios reales von Garcilasso de la Vega (1609) und der Natural and Moral History of the Indies von Pather Joseph de Acosta (1608), von Clements R. Markham
1/62
The Commentaries of the great Afonso Dalboquerque … . Volume III. 1880. Pages 2, lvi, 308, errata slip + 3 maps, 3 illustrations. (Digitalisat – Internet Archive)
Fortsetzung von 1/55 oben. Teil III der Ausgabe 1774. Mit Beschreibungen von Malakka und Goa von Pedro Barretto de Resendes Livro do Estado da India Oriental
Pedro Barreto de Resende
1/63
The Voyages of William Baffin, 1612-1622. Edited, with Notes and an Introduction by Clements R. Markham, … . 1881 (1880). Pages lix, 192 + 8 maps, 1 illustration. (Digitalisat – Internet Archive)
Die Reisen von William Baffin, 1612–1622. Herausgegeben und mit Anmerkungen und einer Einführung versehen von Clements R. Markham.
Aus Erzählungen und Tagebüchern von John Gatonbe, Robert Fotherby und anderen, mit Baffins Briefen, Zeitschriften und anderen Beobachtungen und verschiedenen Abhandlungen über die Wahrscheinlichkeit einer Nord-West-Passage.
1/64
Narrative of the Portuguese Embassy to Abyssinia during the Years 1520-1527, by Father Francisco Alvarez. Translated from the Portuguese, and Edited, with Notes and an Introduction, by Lord Stanley of Alderley. 1881. Pages xxviii, 416. (Digitalisat – Internet Archive)
Bericht von der portugiesischen Gesandtschaft nach Abessinien in den Jahren 1520–1527, von Pater Francisco Alvarez. Übersetzt aus dem Portugiesischen, und mit Anmerkungen und einer Einleitung herausgegeben von Lord Stanley von Alderley.
Revidierte Ausgabe 2/114, 2/115
1/65
The Historye of the Bermudaes or Summer Islands. Edited, from a MS. in the Sloane Collection, British Museum, by General Sir J. Henry Lefroy, R.A., C.B., K.C.M.G., F.R.S., etc. / formerly Governor of the Bermudas; Author of "Memorials of the Discovery and early Settlement of the Bermudas or Somers Islands". 1882 (1881). Pages xii, 327, 3 + 1 map, 3 illustrations. (Digitalisat – Internet Archive)
Geschichte der Bermudas oder Summer Islands. Herausgegeben aus einem Manuskript in der Sloane Collection, British Museum, von General Sir J. Henry Lefroy, ehemaliger Gouverneur der Bermudas
Der Bericht über die Zeit von 1609–1622 von Nathaniel Butler. Zusätzliche Dokumente enthalten einen Hinweis auf verfassungsrechtliche Verfahren bei der ersten in St. George’s gehaltenen Generalversammlung am 1. August 1620.
Hans Sloane; John Henry Lefroy
1/66
Diary of Richard Cocks, Cape-Merchant in the English Factory in Japan 1615-1622 with Correspondence. Edited by Edward Maunde Thompson. Volume I. 1883 (1882). Pages liv, 349. (Digitalisat – Internet Archive)
Tagebuch von Richard Cocks, Cape-Merchant in der English Factory in Japan 1615–1622 mit Korrespondenz. Herausgegeben von Edward Maunde Thompson.
Endet im Dezember 1617. Fortsetzung bis 1622 in der folgenden Nummer, zusammen mit Cocks’ Korrespondenz mit der East India Company und andere.
1/67
Diary of Richard Cocks … . Volume II. 1883 (1882). Pages 368.
Tagebuch von Richard Cocks … Band II
1/68
The Second Part of the Chronicle of Peru by Pedro de Cieza de León. Translated and Edited, with Notes and an Introduction, by Clements R. Markham, … . 1883. Pages lx, 247. (Digitalisat – Internet Archive)
Fortsetzung von 1/33 oben.
1/69
The Commentaries of the great Afonso Dalboquerque … . Volume IV. 1884 (1883). Pages xxxv, 324 + 6 illustrations. Continued from 62 above. Part iv of the 1774 edition. With Portuguese descriptions of places and fortresses in Portuguese India, and a pedigree of Albuquerque from British Library MSS. With an index to all four volumes. (Digitalisat – Internet Archive)
s.o.
1/70
The Voyage of John Huyghen van Linschoten to the East Indies. From the Old English Translation of 1598. The First Book, containing his Description of the East. In Two Volumes. Edited, the First Volume by the late Arthur Coke Burnell, Ph.D., C.I.E., of the Madras Civil Service. The Second Volume by Mr P. A. Tiele of Utrecht. Volume I. 1885 (1884). Pages lii, 307, 3. (Digitalisat – Internet Archive)
Die Reise von Jan Huygen van Linschoten nach Ostindien. Aus der alten englischen Übersetzung von 1598. Das Erste Buch, mit seiner Beschreibung des Ostens. In zwei Bänden.
1/71
The Voyage of John Huyghen van Linschoten … . Volume II. 1885 (1884). Pages xv, 341, 16.
1/72
Early Voyages and Travels to Russia and Persia by Anthony Jenkinson and other Englishmen. With some Account of the First Intercourse of the English with Russia and Central Asia by Way of the Caspian Sea. Edited by Edward Delmar Morgan, Member of the Hakluyt Society, and Charles Henry Coote, of the British Museum. Volume I. 1886 (1885). Pages clxii, 176. + 2 maps (one of parchment), 3 illustrations. (Digitalisat – Internet Archive)
Frühe Seereisen und Reisen nach Russland und Persien von Anthony Jenkinson und anderen Engländern. Mit einigen Berichten von der ersten Begegnung der Engländer mit Russland und Zentralasien über das Kaspische Meer. Herausgegeben von Edward Morgan Delmar, Mitglied der Hakluyt Society, und Charles Henry Coote, aus dem British Museum.
Aus Manuskripten von Jenkinson und anderen Agenten der Muscovy Company in der zweiten Hälfte des 16. Jahrhunderts, einschließlich der Korrespondenz zwischen Elisabeth I. und Iwan IV., und Berichten an Cecil und den Council.
1/73
Early Voyages and Travels to Russia and Persia … . Volume II. 1886. Pages 177-496, 16, 3 + 2 maps, 1 illustration. (Digitalisat – Internet Archive)
1/74
The Diary of William Hedges, Esq. (afterwards Sir William Hedges), during his Agency in Bengal; as well as on his Voyage Out and Return Overland (1681–1687). Volume I. The Diary, with Index. Transcribed for the Press, with introductory Notes, etc. by R. Barlow, Esq., and illustrated by Copious Extracts from Unpublished Records, etc. by Colonel Henry Yule, R.E., C.B., Ll.D., President of the Hakluyt Society. 1887 (1886). Pages xii, 265, 3.
Das Tagebuch von William Hedges, Esq. (später Sir William Hedges), während seiner Vertretung in Bengalen, sowie von seiner Reise hinaus und Rückkehr über Land (1681–1687). Band I. Das Tagebuch, mit Index.
Fortsetzung in 1/75 und 1/78.
William Hedges
1/75
The Diary of William Hedges, Esq. … . Volume II. Containing Notices regarding Sir William Hedges, documentary Memoirs of Job Charnock, and other biographical and miscellaneous Illustrations of the Time in India. … . 1888 (1886). Pages 3, ccclx, 16 + 13 illustrations.
1/76
The Voyage of François Pyrard of Laval to the East Indies, the Maldives, the Moluccas, and Brazil. Translated into English from the Third French edition of 1619, and Edited, with Notes, by Albert Gray, formerly of the Ceylon Civil Service, assisted by Harry Charles Purvis Bell, of the Ceylon Civil Service. Volume I. 1887. Pages lviii, 452 + 1 map, 11 illustrations. (Digitalisat – Internet Archive)
Die Reise von François Pyrard von Laval nach Ostindien, den Malediven, den Molukken und Brasilien. Übersetzt ins Englische aus der 3. französischen Ausgabe von 1619, herausgegeben und mit Anmerkungen versehen von Albert Gray, vormals im Ceylon Civil Service, unterstützt von Harry Charles Purvis Bell, Ceylon Civil Service.
Dieser Band umfasst die Zeit von 1601 bis Pyrards Ankunft in Goa im Jahre 1608. Fortsetzung in 1/77 und 1/80 unten.
1/77
The Voyage of François Pyrard … . Volume II, Pt. 1. 1888 (1887). Pages xlvii, 287 + 7 illustrations.
Die Reise von François Pyrard … Band II, Teil 1
Von 1608 bis Pyrards Abreise aus Goa 1610. Der Band hat eine fortlaufende Paginierung mit 1/80 unten.
1/78
The diary of William Hedges, Esq … . Volume III. Containing Documentary Contributions to a Biography of Thomas Pitt, Governor of Fort St George; with Collections on the early History of the Company's Settlement in Bengal; and on early Charts and Topography of the Húglí River. 1889 (1888). Pages 3, 19, cclxii + 1 map, 8 illustrations.
Das Tagebuch von William Hedges
Mit Ahnentafeln von Pitt of Blandford St Mary und Pitt of Stratfieldsay, und Indices von allen drei Bänden.
1/79a
Tractatus de globis et eorum usu. A Treatise descriptive of the Globes constructed by Emery Molyneux, and published in 1592. By Robert Hues. Edited, with Annotated Indices and an Introduction, by Clements R. Markham, … . 1889 (1888). Pages l, 229 + 1 illustration. (Digitalisat – Internet Archive)
Tractatus de globis et eorum usu. Eine beschreibende Abhandlung von den von Emery Molyneux konstruierten Globen, und veröffentlicht im Jahre 1592. Von Robert Hues.
Robert Hues
1/79b
Sailing Directions for the Circumnavigation of England, and for a Voyage to the Straits of Gibraltar, from a 15th Century MS. Edited, with an Account of the MS., by James Gairdner; with a Glossary by Edward Delmar Morgan. 1889 (1888). Pages 37, 16 + 1 map. (Digitalisat – Internet Archive)
Segelanleitungen für die Umrundung von England, und für eine Reise zur Straße von Gibraltar, aus einem Manuskript des 15. Jahrhunderts. Herausgegeben von James Gairdner
James Gairdner
1/80
The Voyage of François Pyrard … . Volume II, Pt. 2. 1890 (1889). Pages 4, xii, 289-572, 16 + 2 maps.
Die Reise von François Pyrard … Band II, Teil 2
Fortsetzung von 1/77 oben. Umfasst die Jahre 1610–1611, Rückkehr nach Frankreich.
1/81
The Conquest of the River Plate (1535–1555). I. Voyage of Ulrich Schmidl to the Rivers La Plata and Paraguai. From the Original German Edition, 1567. II. The Commentaries of Alvar Núñez Cabeza de Vaca, from the Original Spanish edition, 1555. Translated for the Hakluyt Society. With Notes and an Introduction, by Luis L. Dominguez, Minister Plenipotentiary of the Argentine Republic, Corresponding Member of the Argentine Geographical Institute and of the Royal Spanish Academy of History. 1891 (1889). Pages xxxix, 282 + 1 map. (Digitalisat – Internet Archive)
Die Eroberung des Río de la Plata (1535–1555). I. Reise von Ulrich Schmidl zu den Flüssen La Plata und Paraguai. Aus der ursprünglichen deutschen Ausgabe 1567. II. Die Kommentare von Álvar Núñez Cabeza de Vaca, aus der originalen spanischen Ausgabe 1555. Übersetzt für die Hakluyt Society. Mit Anmerkungen und einer Einführung von Luis L. Dominguez.
Der Übersetzer wird nicht genannt.
1/82
The Voyage of François Leguat of Bresse to Rodriguez, Mauritius, Java, and the Cape of Good Hope. Transcribed from the First English Edition. Edited and annotated by Captain Samuel Pasfield Oliver, late Royal Artillery. Volume I. 1889 (1890). Pages 4, lxxxviii, 137, 16 + 6 maps, 4 illustrations. (Digitalisat – Internet Archive)
Die Reise von François Leguat aus Bresse nach Rodriguez, Mauritius, Java und dem Kap der Guten Hoffnung.
Die Ausgabe von 1708. Dieser Band enthält die Jahre 1689–1693. 
1/83
The Voyage of François Leguat … . Volume II. 1891 (1890). Pages xviii, 139-433 + 5 maps, 5 illustrations.
Die Reise von François Leguat … Band II
Umfasst die Jahre 1693–1698.
1/84
The Travels of Pietro della Valle in India. From the old English Translation of 1664, by G. Havers. In Two Volumes. Edited, with a Life of the Author, an Introduction and Notes, by Edward Grey (late Bengal Civil Service). Volume I. 1892 (1891). Pages 4, lvi, 192 + 2 maps, 2 illustrations. Letters 1-3, 1623. (Digitalisat – Internet Archive)
Die Reisen des Pietro della Valle in Indien. Von der alten englischen Übersetzung von 1664 von G. Havers. In zwei Bänden.
Dieser und der folgende Band haben eine fortlaufende Paginierung.
Digitalisat – Internet Archive
1/85
The Travels of Pietro della Valle in India. … . Volume II. 1892 (1891), Pages xii, 193-455, 16. Letters 4-8, 1623–1624.
s.o.
1/86
The Journal of Christopher Columbus (during his First Voyage, 1492-93), and Documents relating to the Voyages of John Cabot and Gaspar Corte Real. Translated, with Notes and an Introduction, by Clements R. Markham, … , President of the Hakluyt Society. 1893 (1892). Pages liv, 259, 16 + 3 maps, 1 illustration. (Digitalisat – Internet Archive)
Tagebuch von Christoph Kolumbus (während seiner ersten Reise, 1492–1493), und Dokumente im Zusammenhang mit den Reisen von John Cabot und Gaspar Corte Real.
Mit Paolo Toscanellis Segelanweisungen in Briefen an Kolumbus und Dokumente im Zusammenhang mit Sebastian Cabot.
1/87
Early Voyages and Travels in the Levant. I.- The Diary of Master Thomas Dallam, 1599–1600. II.- Extracts from the Diaries of Dr John Covel, 1670–1679. With Some Account of the Levant Company of Turkey merchants. Edited, with an Introduction and Notes, by James Theodore Bent, F.S.A., F.R.G.S. 1893 (1892). Pages 3, xlv, 305, 16. (Digitalisat – Internet Archive)
Frühe Seefahrten und Reisen in die Levante. I. - Das Tagebuch von Meister Thomas Dallam, 1599–1600. II -. Auszüge aus den Tagebüchern von Dr. John Covel, 1670–1679. Mit einigen Berichten von der Levant Company von türkischen Händlern.
1/88
The Voyages of Captain Luke Foxe of Hull, and Captain Thomas James of Bristol, in Search of a North-West Passage, in 1631–32; with Narratives of the earlier North-West Voyages of Frobisher, Davis, Weymouth, Hall, Knight, Hudson, Button, Gibbons, Bylot, Baffin, Hawkridge, and others. Edited, with Notes and an Introduction, by Miller Christy, F.L.S. Volume I. 1894 (1893). Pages 3, ccxxxi, 259 + 2 maps, 2 illustrations. (Digitalisat – Internet Archive)
Die Seereisen von Captain Luke Foxe aus Hull und Kapitän Thomas James aus Bristol auf der Suche nach einer Nordwestpassage in den Jahren 1631–1632; mit Berichten von den früheren Nordwest-Seereisen von Frobisher, Davis, Weymouth, Hall, John Knight, Hudson, Knopf, Gibbons, Bylot, Baffin, Hawkridge und anderen.
Enthält einen Teil des Textes von North-west Fox, London, 1635. 
1/89
The Voyages of Captain Luke Foxe of Hull, and Captain Thomas James of Bristol … . Volume II. 1894 (1893). Pages viii, 261-681 + 3 maps, 1 illustration. (Digitalisat – Internet Archive)
Die Reisen von Captain Luke Foxe aus Hull und Captain Thomas James aus Bristol, Band 2
Der abschließende Teil von North-west Fox und der Text von The Strange and Dangerous Voyage of Captaine Thomas James, London, 1633, mit Dokumenten zu frühen Reisen in die Hudson Bay und in den Nordwesten.
1/90
The Letters of Amerigo Vespucci and Other Documents illustrative of his Career. Translated, with Notes and an Introduction, by Clements R. Markham, … , President of the Hakluyt Society. 1894. Pages xliv, 121, 16. (Digitalisat – Internet Archive)
Die Briefe von Amerigo Vespucci und andere Dokumente, seine Karriere veranschaulichend. Übersetzt, mit Anmerkungen und einer Einführung von Clements R. Markham, …, Präsident der Hakluyt Society
1/91
Narratives of the Voyages of Pedro Sarmiento de Gambóa to the Straits of Magellan. Translated and Edited, with Notes and an Introduction, by Clements R. Markham, … . President of the Royal Geographical Society. 1895 (1894). Pages xxx, 401, 3, 16.
Schilderungen der Reisen von Pedro Sarmiento de Gamboa zur Magellanstraße.
Die Reisen von 1579–1589. Übersetzt und herausgegeben, mit Anmerkungen und einer Einleitung versehen von Clements R. Markham.
1/92
The History and Description of Africa and of the Notable Things therein contained, written by Al-Hassan Ibn-Mohammed Al-Wezaz Al-Fasi, a Moor, baptised as Giovanni Leone, but better known as Leo Africanus. Done into English in the Year 1600, by John Pory. And now Edited, with an Introduction and Notes, by Dr. Robert Brown. Volume I. 1896 (1895). Pages viii, cxi, 224 + 4 maps. (Digitalisat – Internet Archive)
Die Geschichte und Beschreibung von Afrika und der darin enthaltenen bemerkenswerten Dinge, verfasst von Al-Hassan Ibn Mohammed Al-Wezaz Al-Fasi, einem Mohren, getauft als Giovanni Leone, aber besser als Leo Africanus bekannt. In die englische Sprache übersetzt im Jahr 1600 von John Pory. Nun herausgegeben und mit einer Einleitung und Anmerkungen versehen von Dr. Robert Brown.
Enthält das Buch I des Originals. Dieser und die folgenden beiden Bände haben eine fortlaufende Paginierung.
1/93
The History and Description of Africa … . Volume II. 1896 (1895). Pages 225–698.
Enthält die Bücher II-IV.
1/94
The history and Description of Africa … . Volume III. 1896 (1895). Pages 699-1119. (Digitalisat – Internet Archive)
Enthält die Bücher V-IX und Porys Ergänzungen.
1/95
The Chronicle of the Discovery and Conquest of Guinea. Written by Gomes Eannes de Azurara. Now first done into English by Charles Raymond Beazley, M.A., F.R.G.S., late Fellow of Merton College, Oxford; Corresponding Member of the Lisbon Geographical Society, and Edgar Prestage, B.A., Oxon., Knight of the Most Noble Portuguese Order of S. Thiago, Corresponding Member of the Lisbon Royal Academy of Sciences, the Lisbon Geographical Society, etc. Volume I. (Chapters I-XL) With an Introduction on the Life and Writings of the Chronicler. 1896. Pages lxvii, 127, 16 + 4 maps, 1 illustration. Written c. 1450. (Digitalisat – Internet Archive)
Die Chronik der Entdeckung und Eroberung von Guinea. Verfasst von Gomes Eannes de Azurara. Zum ersten Mal ins Englische übersetzt von Charles Raymond Beazley.
Fortsetzung in 1/100 unten.
1/96
Danish Arctic Expeditions, 1605 to 1620. In Two Books. Book I.- The Danish Expeditions to Greenland in 1605, 1606, and 1607; to which is added Captain James Hall's Voyage to Greenland in 1612. Book II.- The Expedition of Captain Jens Munk to Hudson's Bay in Search of a North-West Passage in 1619–20. Edited by C. C. A. Gosch. Book I. 1897 (1896). Pages xvi, cxvii, 205 + 10 maps. (Digitalisat – Internet Archive)
Dänische Arktis-Expeditionen, 1605–1620. In zwei Büchern. Buch I: Die dänischen Expeditionen nach Grönland 1605, 1606 und 1607, zu denen Captain James Halls Reise nach Grönland im Jahr 1612 hinzugefügt wird. Buch II: Die Expedition von Kapitän Jens Munk zur Hudson Bay auf der Suche nach einer Nordwestpassage in den Jahren 1619–1620.
Grönlandexpeditionen unter Christian IV.
1/97
Danish Arctic Expeditions … . Book II. 1897. Pages cxviii, 187 + 4 maps, 2 illustrations.
Dänische Arktis-Expeditionen … Buch 2
1/98
KOSMA AIGUPTIOU MONACOU CRISIANIKH TOPOGRAFA / The Christian Topography of Cosmas, an Egyptian Monk. Translated from the Greek, and Edited, with Notes and Introduction, by John W. McCrindle, M.A., M.R.A.S., F.R.G.S., late Principal of the Government College at Patna, and Fellow of Calcutta University; Author of a series of works on Ancient India, as described by the Classical Authors, including the "Indica" of Ctesias, Megásthenes, and Arrian; the "Periplus of the Erythraean Sea"; Ptolemy's "Geography of India"; and the "Invasion of India by Alexander the Great". 1897. Pages xii, xxvii, 398, 16 + 4 illustrations. (Digitalisat – Internet Archive)
Kosma Aigyptioy monachoy Christianikē topographia / Die Christliche Topographie von Kosmas, einem ägyptischen Mönch. Aus dem Griechischen übersetzt und mit Anmerkungen und einer Einführung herausgegeben von John W. McCrindle.
1/99
A Journal of the First Voyage of Vasco da Gama, 1497–1499. Translated and Edited, with Notes, an Introduction and Appendices. By E.G. Ravenstein, F.R.G.S., Corresponding Member of the Geographical Society of London. 1898. Pages xxxvi, 250, 16 + 8 maps, 23 illustrations. (Digitalisat – Internet Archive)
Tagebuch der ersten Reise von Vasco da Gama, 1497–1499.
Mit Briefen von König Manuel und Girolamo Sernigi, 1499, portugiesische Berichte aus dem frühen 17. Jahrhundert von Da Gamas erster Reise.
1/100
The Chronicle of the Discovery and conquest of Guinea … . Volume II (Chapters 41-97). With an Introduction on the early History of African Exploration, Cartography, etc. 1899 (1898). Pages cl, 362, 20 + 5 maps. (Digitalisat – Internet Archive)
Chronik von der Entdeckung und Eroberung von Guinea
Fortsetzung von 1/95 oben.

### Second Series

#### Part II.1 (Nos. 1–90 (1899–1944))
2/1
The Embassy of Sir Thomas Roe to the Court of the Great Mogul, 1615-1619, as Narrated in his Journal and Correspondence. Edited from Contemporary Records by William Foster, B.A., Editor of "Letters Received by the East India Company, 1615," Joint Editor of "The First Letter Book of the East India Company, 1600–1619," Honorary Secretary of the Hakluyt Society. Volume I. 1899. Pages x, lxviii, 271 + 1 map, 3 illustrations. (Digitalisat – Internet Archive)
Die Gesandtschaft von Sir Thomas Roe an den Hof des Großmoguls, 1615–1619, wie sie in seinem Tagebuch und seiner Korrespondenz erzählt wird. Nach zeitgenössischen Berichten herausgegeben von William Foster.
2/2
The embassy of Sir Thomas Roe … . Volume II. 1899. Pages viii, 273-586, 20 + 1 map, 3 illustrations.
Die Gesandtschaft von Sir Thomas Roe … Band II
s.o.
2/3
The Voyage of Sir Robert Dudley, afterwards styled Earl of Warwick and Leicester and Duke of Northumberland, to the West Indies, 1594–1595, narrated by Capt. Wyatt, by himself, and by Abram Kendall, Master. Edited by George F. Warner, Assistant-Keeper of Manuscripts, British Museum. 1899. Pages lxvi, 104, 20 + 1 map, 2 illustrations. (Digitalisat – Internet Archive)
Die Reise von Sir Robert Dudley, später zum Earl of Warwick and Leicester und Duke of Northumberland ernannt, nach Westindien, 1594–1595, erzählt von Capt. Wyatt, von ihm selbst und von Abram Kendall, Master. Herausgegeben von George F. Warner.
2/4
The Journey of William of Rubruck to the Eastern Parts of the World, 1253-55, as Narrated by Himself. With Two Accounts of the Earlier Journey of John of Pian de Caprine. Translated from the Latin and Edited, with an Introductory Notice, by William Woodville Rockhill, Honorary Corresponding Member of the Royal Geographical Society. 1900. Pages lvi, 304, 20. (Digitalisat – Internet Archive)
Die Reise des Wilhelm von Rubruk in die Östlichen Teilen der Welt, von 1253 bis 1255, von ihm selbst erzählt. Mit zwei Berichten früherer Reisen von Johannes de Plano Carpini.
2/5
The Voyage of Captain John Saris to Japan, 1613. Edited by Sir Ernest Mason Satow, K.C.M.G., Her Majesty's Envoy Extraordinary and Minister Plenipotentiary to China, and late Her Majesty's Envoy Extraordinary and Minister Plenipotentiary to Japan. 1900. Pages lxxxviii, 242, 20. (Digitalisat – Internet Archive)
Die Reise von Kapitän John Saris nach Japan 1613. Herausgegeben von Sir Ernest Mason Satow.
Saris’ Reisetagebuch, mit zwei von seinen Berichten an die East India Company, einem Brief, und Auszüge aus Purchas.
John Saris
2/6
The Strange Adventures of Andrew Battell of Leigh, in Angola and the Adjoining Regions. Reprinted from "Purchas his Pilgrimes." Edited, with Notes and a Concise History of Kongo and Angola, by E. G. Ravenstein. 1901 (1900). Pages xx, 210, 20 + 2 maps. (Digitalisat – Internet Archive)
Die seltsamen Abenteuer von Andrew Battell aus Leigh in Angola und den angrenzenden Regionen. Nachdruck aus "Purchas his Pilgrimes".
Abenteuer in den Jahren 1589 bis 1607. Mit einem Teil von Anthony Knivets Bericht über seine Aktivitäten in den gleichen Ländern, aus der gleichen Quelle.
2/7
The Discovery of the Solomon Islands by Alvaro de Mendaña in 1568. Translated from the Original Spanish Manuscripts. Edited, with Introduction and Notes, by Lord Amherst of Hackney, and Basil Thomson. Volume I. 1901. Pages lxxxvi, 191 + 3 maps. 17 illustrations. (Digitalisat – Internet Archive)
Die Entdeckung der Salomonen durch Alvaro de Mendaña im Jahre 1568. Übersetzt aus den originalen spanischen Manuskripten.
Vier Berichte, zwei davon werden Mendañas Begleitern Hernando Gallego und Pedro Sarmiento de Gamboa zugeschrieben.
2/8
The Discovery of the Solomon Islands … . Volume II. 1901. Pages 195-482, 20 + 2 maps, 16 illustrations.
Die Entdeckung der Solomonen-Inseln.
Drei weitere Berichte, darunter der von Gomez Catoira.
2/9
The Travels of Pedro Teixeira; with his "Kings of Harmuz", and Extracts from his "Kings of Persia." Translated and Annotated by William F. Sinclair, Bombay Civil Service (Retd.), with Further Notes and an Introduction by Donald Ferguson. 1902 (1901). Pages cvii, 292, 4, 24. (Digitalisat – Internet Archive)
Die Reisen des Pedro Teixeira, mit seinen "Kings of Harmuz" und Auszüge aus seinen "Kings of Persia".
Texte von ca. 1600
2/10
The Portuguese Expedition to Abyssinia in 1541–1543, as Narrated by Castanhoso, with Some Contemporary Letters, the Short Account of Bermudez, and Certain Extracts from Correa. Translated and Edited by R. S. Whiteway, Bengal Civil Service (Retired). 1902. Pages cxxxii, 296, 24 + 1 map, 2 illustrations. (Digitalisat – Internet Archive)
Die portugiesische Expedition nach Abessinien in den Jahren 1541–1543, erzählt von Castanhoso, mit einigen zeitgenössischen Briefen, dem Kurzbericht von Bermudez und einigen Auszügen aus Correa.
2/11
Early Dutch and English Voyages to Spitsbergen in the Seventeenth Century, including Hessel Gerritsz. "Histoire du pays nommé Spitsberghe," 1613, Translated into English, for the First Time, by Basil H. Soulsby, F.S.A., of the British Museum; and Jacob Segersz. van der Brugge "Journael of dagh register," Amsterdam, 1634, Translated into English, for the First Time, by J. A. J. de Villiers, of the British Museum. Edited, with Introduction and Notes, by Sir W. Martin Conway, F.S.A. 1904 (1902). Pages xvi, 191, 37 + 3 maps, 3 illustrations. (Digitalisat – Internet Archive)
Frühe niederländische und englische Reisen nach Spitzbergen im siebzehnten Jahrhundert, darunter Hessel Gerritsz. "Histoire du pays nommé Spitsberghe", 1613, zum ersten Mal ins Englische übersetzt von Basil H. Soulsby, F.S.A., vom British Museum, und Jakob Segersz van der Brugge "Journael von dagh register", Amsterdam, 1634, zum ersten Mal ins Englische übersetzt von J.A.J. de Villiers vom British Museum. Herausgegeben, mit Einleitung und Anmerkungen versehen von Sir W. Martin Conway, F.S.A.
2/12
A Geographical Account of Countries round the Bay of Bengal, 1669 to 1679, by Thomas Bowrey / Edited by Lt.-Col. Sir Richard Carnac Temple, Bart., C.I.E. 1905 (1903). Pages lvi, 387, 37 + 1 map, 19 illustrations. (Digitalisat – Internet Archive)
Ein geographischer Bericht über Länder rund um den Golf von Bengalen, 1669–1679, von Thomas Bowrey.
2/13
The Voyage of Captain Don Felipe Gonzalez in the Ship of the Line San Lorenzo, with the Frigate Santa Rosalia in Company, to Easter Island in 1770-1: Preceded by an Extract from Mynheer Jacob Roggeveen's Official Log of his Discovery and Visit to Easter Island in 1722. Transcribed, Translated, and Edited by Bolton Glanvill Corney, Companion of the Imperial Service Order. 1908 (1903). Pages lxxvii, 176, 40 + 3 maps, 4 illustrations. (Digitalisat – Internet Archive)
Die Reise von Captain Don Felipe Gonzalez im Schiff der Line San Lorenzo in Begleitung der Fregatte Santa Rosalia zur Osterinsel 1770-1
Tagebücher, Instruktionen, Protokolle und Depeschen, mit einem Auszug aus dem Tagebuch von George Peard aus dem Jahr 1825 von der H.M.S. Blossom. Vorwort von Cyprian Bridge. Beinhaltet eine Bibliographie zu 'Easter Island and the Pacific Ocean', pp. 147–58
2/14
The Voyages of Pedro Fernandez de Quiros, 1595 to 1606. Translated and Edited by Sir Clements Markham, K.C.B., P.R.G.S., President of the Hakluyt Society. Volume I. 1904. Pages xlviii, 320 + 3 maps. (Digitalisat – Internet Archive)
Die Reisen von Pedro Fernández de Quirós 1595 bis 1606. Übersetzt und herausgegeben von Sir Clements Markham.
Drei Berichte über Reisen in den Pazifik.
2/15
The Voyages of Pedro Fernandez de Quiros … . Volume II. 1904. Pages viii, 323-555, [4], 31 + 3 maps.
Die Reisen von Pedro Fernández de Quirós. Band II
Zwei weitere Berichte, darunter einer von Torquemada, und ein Anhang mit Briefen und Memoranda adressiert an Philipp III.
2/16
The Journal of John Jourdain, 1608–1617, describing his Experiences in Arabia, India, and the Malay Archipelago / Edited by William Foster, … , Editor of "The Embassy of Sir Thomas Roe to the Great Mogul," … , etc. 1905. Pages lxxxii, 394, 40 + 4 maps. (Digitalisat – Internet Archive)
Das Tagebuch von John Jourdain, 1608–1617, das seine Erfahrungen in Arabien, Indien und dem Malaiischen Archipelbeschreibt. Herausgegeben von William Foster.
Ein Bericht über die vierte Reise der East India Company, mit einem Anhang mit dem Bericht von William Revett aus dem Jahr 1609 über die Seychellen und Berichte über andere Orte von Händlern und Seeleuten aus der gleichen Zeit.
(web)
2/17
The Travels of Peter Mundy, in Europe and Asia, 1608-1667. Edited by Lt.-Col. Sir Richard Carnac Temple, Bart., … , Editor of 'A Geographical Account of Countries round the Bay of Bengal.' Vol. I: Travels in Europe, 1608–1628. 1907 (1905). Pages lxiii, 284 + 6 maps. (Digitalisat – Internet Archive)
Die Reisen von Peter Mundy in Europa und Asien, von 1608 bis 1667. Herausgegeben von Lt.-Col. Sir Richard Carnac Temple, Bart.
Mit einem Anhang von Auszügen aus den Schriften von Levante-Reisenden des 17. Jahrhunderts. Fortsetzung in 2/35, 2/45, 2/46, 2/55 und 2/78 unten.
Peter Mundy
2/18
The East and West Indian Mirror, Being an Account of Joris van Speilbergen's Voyage Round the World (1614-1617), and the Australian Navigations of Jacob le Maire. Translated and Edited, with Notes and an Introduction, by John A. J. de Villiers, … . 1906. Pages lxi, 272, 40 + 2 maps, 23 illustrations. (Digitalisat – Internet Archive)
Der Ost- und Westindische Spiegel, ein Bericht von Joris van Speilbergens Reise um die Welt (1614–1617), und die Australienschiffahrt von Jacob le Maire.
Aus der holländischen Ausgabe von 1619.
2/19
A New Account of East India and Persia. Being Nine Years' Travels, 1672–1681, by John Fryer. Edited, with Notes and an Introduction, by William Crooke, formerly of the Bengal Civil Service. Volume I. 1909. Pages xxxviii, 353, 35 + 1 map, 6 illustrations. (Digitalisat – Internet Archive)
Ein neuer Bericht über Ostindien und Persien. Neun Jahre Reisen, 1672–1681, von John Fryer. Herausgegeben, mit Anmerkungen und einer Einleitung versehen von William Crooke, ehemals Bengal Civil Service.
Zusammengesetzt in Form von Briefen und zuerst veröffentlicht 1698. Dieser Band enthält Briefe I-III. Fortsetzung in 2/20 und 2/39.
John Fryer
2/20
A new account of East India and Persia … . Volume II. 1912. Pages 371 + 1 map. (Digitalisat – Internet Archive)
Briefe IV und Teil V, mit einem Kapitel über indische Geschichte und Bräuche, und ein anderes über Münzen, Gewichte und Edelsteine.
Fortsetzung von 2/19
2/21
The Guanches of Tenerife / The Holy Image of Our Lady of Candelaria / and the Spanish Conquest and Settlement, by the Friar Alonso de Espinosa of the Order of Preachers. Translated and Edited, with Notes and an Introduction, by Sir Clements Markham, … . 1907. Pages xxvi, 221 + 2 maps, 4 illustrations. (Digitalisat – Internet Archive)
Die Guanchen von Teneriffa / Der Heilige Bild Unserer Lieben Frau von Candelaria (Mariä Lichtmess) / und die spanische Eroberung und Besiedlung, von Fray Alonso de Espinosa aus dem Predigerorden.
Verfasst 1580-90, zuerst veröffentlicht in Sevilla 1594.
Fray Alonso de Espinosa
2/22a
History of the Incas / by Pedro Sarmiento de Gamboa / and the Execution of the Inca Tupac Amaru / by Captain Baltasar de Ocampo / Translated and Edited, with Notes and an Introduction, by Sir Clements Markham, … . 1907. Pages xxii, 395 + 2 maps, 2 illustrations. (Digitalisat – Internet Archive)
Geschichte der Inkas / von Pedro Sarmiento de Gamboa / und die Hinrichtung des Inkas Tupac Amaru / von Kapitän Baltasar de Ocampo
Der erste Text wurde Philipp II. 1572 gewidmet, der zweite wurde 1610 geschrieben.
2/22b
History of the Incas … / With a Supplement: A Narrative of the Vice-Regal Embassy to Vilcabamba, 1571, and of the Execution of the Inca Tupac Amaru, December 1571, by Friar Gabriel de Oviedo, of Cuzco. 1573. Translated by Sir Clements Markham. 1908 (1907). Pages 397-412.
Geschichte der Inkas
Ein weiterer Augenzeugenbericht.
2/23
The True History of the Conquest of New Spain. By Bernal Diaz del Castillo, One of its Conquerors. From the Exact Copy made of the Original Manuscript. Edited and published in Mexico by Genaro García. Translated into English and Edited, with Introduction and Notes, by Alfred Percival Maudslay, M.A., Hon. Professor of Archaeology, National Museum, Mexico. [Volume I.] 1908. Pages lxv, 396 + 3 maps, 15 illustrations. (Digitalisat – Internet Archive)
Wahrhafte Geschichte der Eroberung von Neuspanien. Von Bernal Diaz del Castillo, einem seiner Eroberer. Aus der genauen Kopie des Original-Manuskripts. Herausgegeben und veröffentlicht in Mexiko von Genaro García.
Bücher I-IV (1517–1519) über die Entdeckung von Mexiko und die Expeditionen von Francisco Hernández de Cordova und Hernán Cortés, den Marsch ins Landesinnere und den Krieg in Tlaxcala.
Fortsetzung in 2/24, 2/25, 2/30 und 2/40 unten.
s.a. Tlaxcalteken
2/24
The True History of the Conquest of New Spain … . Volume II. 1910. Pages xvi, 343 + 1 map, 13 illustrations.
Wahrhafte Geschichte der Eroberung von Neuspanien … Band 2
Bücher V-IX (1519–1520) über dem Marsch nach Mexiko, den Aufenthalt dort, die Expedition gegen Narvaez, die Flucht aus Mexiko und der Halt in Tepeaca.
Fortsetzung von 2/23
2/25
The True History of the Conquest of New Spain … . Volume III. 1910. Pages 38 + 8 maps.
Wahrhafte Geschichte der Eroberung von Neuspanien … Band 2
Eine Box mit Karten und Plänen des Tales und der Stadt von Mexiko, einige wiedergegeben aus Originalen des 16. Jahrhunderts.
Fortsetzung von 2/23 usw.
2/26
Storm van 's Gravesande / The Rise of British Guiana / Compiled from His Despatches / By C. A. Harris, C.B., C.M.G., Chief Clerk, Colonial Office, and J. A. J. de Villiers, … . Volume I. 1911. Pages 372 + 3 maps, 4 illustrations. (Digitalisat – Internet Archive)
Essequibo (Kolonie)
2/27
Storm van 's Gravesande … . Volume II. 1911. Pages 373-704, xxxvi + 1 illustration.
2/28
Early Spanish Voyages to the Strait of Magellan / Translated and Edited, with a Preface, Introduction and Notes, by Sir Clements Markham, K.C.B., Vice-President of the Hakluyt Society. 1911. Pages xii, 288 + 12 maps. (Digitalisat – Internet Archive)
Frühe spanische Reisen zur Magellanstraße
Berichte von der zweiten Reise durch die Meerenge, kommandiert von Comendador Loaysa und Sebastián del Cano 1524–1526, der dritten Reise unter dem Kommando von Simón de Alcazaba 1534–1535, und der Erkundung von Bartolomé und Gonzalo de Nodal 1618–1619; mit einem Fragment betreffend die vom Bischof von Plasencia unter Alonso de Camargo ausgesandte Expedition 1539 bis 1541.
Expedición García de Nodal
2/29
Book of the Knowledge of All the Kingdoms, Lands, and Lordships that are in the World, and the Arms and Devices of each Land and Lordship, or of the Kings and Lords who possess them. Written by a Spanish Franciscan in the Middle of the XIV Century. Published for the First Time / with Notes by Marcos Jiménez de la Espada, in 1877. Translated and Edited by Sir Clements Markham, … . 1912. Pages xiii, 85, xxxvi + 20 illustrations. (Digitalisat – Internet Archive)
Buch der Kenntnisse über alle Königreiche, Länder und Herrschaften, die in der Welt sind, und die Waffen und Geräte von jedem Land und Herrschaft, oder von den Königen und Lords, die sie besitzen. Geschrieben von einem spanischen Franziskaner in der Mitte des 14. Jahrhunderts. Zum ersten Mal veröffentlicht / mit Anmerkungen von Marcos Jiménez de la Espada, im Jahre 1877.
2/30
The True History of the Conquest of New Spain … . Volume IV. 1912. Pages xiv, 395 + 3 maps, 3 illustrations.
Fortsetzung von 25 usw., Bücher X-XIII über die Belagerung und Eroberung von Mexiko 1521 und die anschließende Ansiedlung.
2/31
The War of Quito / by Pedro de Cieza de León / and Inca Documents / Translated and Edited by Sir Clements R. Markham, … . 1913. Pages xii, 212, xxxvi.
Der Krieg von Quito / von Pedro de Cieza de León / und Inka-Dokumente
Buch III (1543–1544) von Ciezas 'Bürgerkriege von Peru'. Die zusätzlichen Dokumente setzen den Bericht bis ca. 1568 fort. Für andere Abschnitte der gleichen Quelle, in den Bänden unterschiedlich betitelt, siehe 2/42 und 2/54 unten.
Um die Erschließung der Werke Ciezas für den englischen Leser machte sich Clements Markham verdient, dessen Ausgaben bei der Hakluyt Society erschienen:
- Civil Wars of Peru (Hakluyt Society, London).
  - The war of Las Salinas. 1923
  - The War of Chupas. 1918
  - Guerra de Quito. 1909
  - The second part of the chronicle of Peru. 1883
  - The travels of Pedro de Cieza de Leon, A.D. 1532-50. 1864

2/32
The Quest [for] and Occupation of Tahiti by Emissaries of Spain during the Years 1772–1776. Told in Despatches and other Contemporary Documents: Translated into English and Compiled, with Notes and an Introduction, by Bolton Glanvill Corney, Companion of the Imperial Service Order. Volume I. 1913. Pages lxxxviii, 363 + 3 maps, 8 illustrations.
Die Suche nach und Besetzung von Tahiti durch Emissäre Spaniens während der Jahre 1772 bis 1776. Erzählt in Depeschen und anderen zeitgenössischen Dokumenten.
2/33
Cathay and the Way Thither... . . . New Edition, Revised throughout in the Light of Recent Discoveries, by Henri Cordier, D.Litt., Hon. M.R.A.S., Hon. Cor. M.R.G.S., Hon. F.R.S.L., Member of the Institut de France, Professor at the École des Langues Orientales Vivantes, Paris. Volume II Odoric of Pordenone. 1913. Pages xiii, 367 + 1 map, 6 illustrations.
Cathay und der Weg dorthin. Neue Ausgabe … von Henri Cordier
Band I folgt (2/38 unten). Eine überarbeitete Ausgabe von 1/36 (1866) und 1/37 (1866) oben. Der Anhang enthält einen lateinischen und einen italienischen Text von Odorich von Portenaus Reisen im frühen 14. Jahrhundert. Fortsetzung in 2/37 und 1/41 unten.
2/34
New Light on Drake / A Collection of Documents relating to his Voyage of Circumnavigation, / 1577–1580. Translated and Edited by Zelia Nuttall / Illustrated by a Map and Plates. 1914. Pages lvi, 443, xxxvi + 3 maps, 14 illustrations.
Neues Licht auf Drake. Eine Sammlung von Dokumenten im Zusammenhang mit seiner Weltumsegelung 1577–1580. Übersetzt und herausgegeben von Zelia Nuttall.
Spanische offizielle Dokumente, Aussagen von Häftlingen, Dokumente betreffend Nuno da Silva usw.
2/35
The Travels of Peter Mundy … . . . Vol. II: Travels in Asia, 1628–1634. 1914. Pages lxxix, 437 + 3 maps, 29 illustrations.
Fortsetzung von 2/17
2/36
The Quest and Occupation of Tahiti … . Volume II. 1915. Pages xlvii, 521 + 8 illustrations.
Fortsetzung von 2/32.
2/37
Cathay and the Way Thither … . . . . Vol. III: Missionary Friars - Rashíduddín - Pegolotti - Marignolli. 1914. Pages xv, 270 + 1 map, 1 illustration.
Cathay und der Weg dorthin … Band III: Mönchsmissionare – Rashíduddín – Pegolotti – Marignolli
Briefe und Berichte der Mönchsmissionare von Cathay und Indien, 1292–1338; Cathay unter den Mongolen, aus Raschīd ad-Dīns Geschichte, ca. 1300–1307; Pegolottis Anmerkungen zum Landweg nach Cathay, ca. 1330–1340 und Giovanni de Marignollis Erinnerungen an Reise in den Osten, 1338–1353, seiner "Chronik von Böhmen" entnommen.
Francesco Balducci Pegolotti Giovanni de Marignolli
2/38
Cathay and the Way Thither … . Vol. I: Preliminary Essay on the Intercourse between China and the Western Nations previous to the Discovery of the Cape Route. 1915. Pages xxiii, 318, xxxvi + 1 map, 1 illustration.
Cathay und der Weg dorthin … Band I
Mit zahlreichen zusätzlichen Auszüge von Autoren des 1. bis 16. Jahrhunderts.
2/39
A new account of East India and Persia … . Volume III. 1915. Pages viii, 271.
Fortsetzung von 2/20 oben. Brief V (Fortsetzung) - Brief VIII
2/40
The True History of the Conquest of New Spain … . Vol 5. 1916. Pages xv, 463, xxxvi + 3 maps (in pocket), 2 illustrations.
Fortsetzung von 2/30 oben. Bücher XIV–XVII, beziehen sich auf die Expedition nach Honduras, die Rückkehr nach Mexiko, die Herrschaft der Audiencia dort, und den Bericht der Konquistadoren, mit einem Anhang, einschließlich des fünften Briefes von Cortés an Kaiser Karl V., 1526.
2/41
Cathay and the way thither … . Volume IV: Ibn Batuta - Benedict Goes - index. 1916. Pages xii, 359 + 1 map, 1 illustration.
Cathay und der Weg dorthin
Band I ist 2/33 oben. Ibn Battutas Reisen in Bengalen und China, ca. 1347, und die Reise von Agra nach Cathay, 1602-7, mit einem Index zu allen vier Bänden.
2/42
Civil Wars of Peru / by Pedro de Cieza de León / (Part IV, Book II) / The War of Chupas / Translated and Edited, with Notes and an Introduction, by Sir Clements R. Markham, …, F.R.S., D.Sc. (Cambridge and Leeds). 1918 (1917). Pages xlvii, 386, xxxix + 2 maps, 2 illustrations.
Dies ist ein Teil des ursprünglichen Buches II von Ciezas Bürgerkriege von Peru. Für die anderen Abschnitte der gleichen Quelle, in den Bänden unterschiedlich betitelt, siehe oben 2/31 und 2/54 unten.
2/43
The Quest and Occupation of Tahiti … . Volume III. Containing the Diary of Maximo Rodríguez. 1919 (1918). Pages xlix, 271 + 1 map, 7 illustrations.
The Quest and Occupation of Tahiti … . Band III. Enthält das Tagebuch von Maximo Rodríguez.
Fortsetzung von 2/36 oben. Mit dem Memorial, das Rodríguez dem Vizekönig von Peru 1788 vorlegte.
2/44
The Book of Duarte Barbosa. An Account of the Countries bordering on the Indian Ocean and their Inhabitants, Written by Duarte Barbosa, and Completed about the year 1518 A.D. Translated from the Portuguese Text First Published in 1812 A.D. by the Royal Academy of Sciences at Lisbon, in Vol. II of its Collection of Documents regarding the History and Geography of the Nations beyond the Seas, and Edited and Annotated by Mansel Longworth Dames, Indian Civil Service (Retired); Vice-President Royal Asiatic Society and Royal Anthropological Institute; F.R.N.S., M.F.S. Vol I. Including the Coasts of East Africa, Arabia, Persia and Western India as far as the Kingdom of Vijayanagar. 1918. Pages lxxxv, 238, xxxix + 2 maps. (Digitalisat Vol. 1 – Internet Archive) (Digitalisat Vol. 2 – Internet Archive)
Das Buch von Duarte Barbosa. Ein Bericht über die Anrainerstaaten des Indischen Ozeans und ihre Einwohner, verfasst von Duarte Barbosa, und abgeschlossen im Jahr 1518. Übersetzt aus dem portugiesischen Text, der zuerst 1812 von der Königlichen Akademie der Wissenschaften in Lissabon veröffentlicht wurde, in Band II ihrer Sammlung von Dokumenten über die Geschichte und Geographie der seefahrenden Nationen (Collection of Documents regarding the History and Geography of the Nations beyond the Seas).
Mit einer Übersetzung von Kapitel 2 der Geschichte von Rander aus Narmashankars 'Principal events of Surat' (Hauptereignisse von Surat). Fortsetzung in 2/49 unten.
Duarte Barbosa Königliche Akademie der Wissenschaften in Lissabon
2/45
The Travels of Peter Mundy … . Vol. III, Part 1: Travels in England, Western India, Achin, Macao, and the Canton River, 1634–1637. 1919. Pages l, 316 + 6 maps, 36 illustrations.
Fortsetzung von 2/35.
2/46
The Travels of Peter Mundy … . Vol. III, Part 2: Travels in Achin, Mauritius, Madagascar, and St Helena, 1638. 1919. Pages viii, 317-577, xl + 16 illustrations.
Die Reisen von Peter Mundy … Band III
2/47
The Chronicle of Muntaner. Translated from the Catalan by Lady Goodenough. Volume I. 1920. Pages xc, 370 + 2 maps.
Die Chronik von Muntaner. Aus dem Katalanischen übersetzt von Lady Goodenough. Band I.
Der Text umfasst die Jahre 1208-85. Fortsetzung bis 1328 in 2/50 unten.
Ramón Muntaner, Vier große katalanische Chroniken
2/48
Memorias antiguas historiales del Peru. By Fernando Montesinos. Translated and Edited by Philip Ainsworth Means, M.A., with an Introduction by the late Sir Clements R. Markham, K.C.B., F.R.S. 1920. Pages li, 130, xlii + 10 illustrations. (Digitalisat – Internet Archive)
Memorias antiguas historiales del Peru. Von Fernando Montesinos.
Im 17. Jahrhundert verfasster Text.
2/49
The Book of Duarte Barbosa … . Volume II. Including the Coasts of Malabar, Eastern India, Further India, China, and the Indian Archipelago. 1921. Pages xxxi, 286, xlii + 2 maps, 1 illustration.
Das Buch von Duarte Barbosa. Band II. Inklusive der Küsten Malabars, Ostindiens, Hinterindiens, Chinas und des Indischen Archipels.
Fortsetzung von 2/44 oben. Mit übersetzten Auszügen aus João de Barros, Decadas de Asia.
2/50
The Chronicle of Muntaner … . . . . Volume II. 1921. Pages xxxiv, 371-759 + 1 map.
Die Chronik von Muntaner. Band II.
Fortsetzung von 2/47 oben.
Ramón Muntaner, Vier große katalanische Chroniken
2/51
Journal of the Travels and Labours of Father Samuel Fritz in the River of the Amazons between 1686 and 1723 / Translated from the Evora MS. and Edited by The Rev. Dr. George Edmundson 1922. Pages viii, 164, xliii + 2 maps.
Journal von den Reisen und Arbeiten des Paters Samuel Fritz im Fluss Amazonas zwischen 1686 und 1723. Übersetzt aus dem Evora-Manuskript und herausgegeben von Rev. Dr. George Edmundson.
Mit einer Übersetzung der Besitzakte von Pedro Teixeira 1639 und der zeitgenössischen Zeugnisse in portugiesischen Quellen von der Arbeit von Pater Fritz am Oberen Amazonas.
(eingeschränkte Vorschau in der Google-Buchsuche)
2/52
The Journal of William Lockerby / Sandalwood Trader in the Fijian Islands during the Years 1808-1809: With an Introduction & Other Papers connected with the Earliest European Visitors to the Islands. Edited by Sir Everard Im Thurn, K.C.M.G., K.B.E., C.B., and Leonard C. Wharton. 1925 (1922). Pages cxi, 250 + 3 maps, 3 illustrations. (Digitalisat – Internet Archive)
Das Tagebuch von William Lockerby / Sandelholzhändler auf den Fidschi-Inseln in den Jahren 1808–1809: Mit einer Einführung und weiteren Papieren verbunden mit den frühesten europäischen Besuchern der Inseln. Herausgegeben von Sir Everard Im Thurn, K.C.M.G., K.B.E., C.B., and Leonard C. Wharton.
Die zusätzlichen Dokumente umfassen Samuel Pattersons Bericht über das Wrack der Eliza 1808, das Tagebuch der Missionare von der Hibernia 1809, Captain Richard Siddons Erfahrungen in Fidschi 1809 bis 1815.
2/53
The Life of the Icelander Jón Ólafsson / Traveller to India / Written by Himself and Completed about 1661 A.D. / with a Continuation, by Another Hand, up to his Death in 1679 / Translated from the Icelandic edition of Sigfús Blöndal, By Bertha S. Phillpotts, O.B.E., M.A., Litt.D., Mistress of Girton College, Cambridge; Author of Kindred & Clan, The Elder Edda and Ancient Scandinavian Drama, etc. / Volume I / Life and Travels: Iceland, England, Denmark, White Sea, Faroes, Spitzbergen, Norway / 1593–1622. Edited by the Translator. 1923. Pages xxxv, 238, xliii + 2 maps, 4 illustrations.
Das Leben des Isländers Jón Ólafsson.
Fortsetzung, mit zwei neuen Herausgebern, in 2/68 unten.
2/54
Civil Wars in Peru / The war of Las Salinas / by Pedro de Cieza de León / Translated, with an Introduction, by Sir Clements Markham. 1923. Pages xxiv, 304.
Civil Wars in Peru, Der Krieg von Las Salinas von Pedro de Cieza de León
Bürgerkriege in Peru. Buch I von Ciezas Chronik. Für andere Abschnitte der gleichen Quelle, in verschiedenen betitelten Bänden, siehe 2/31 und 42 oben.
2/55
The Travels of Peter Mundy … . Vol. IV: Travels in Europe 1639–1647. 1925 (1924). Pages xlvi, 280, xlv + 4 maps, 17 illustrations.
Die Reisen von Peter Mundy … Band IV. Reisen in Europa 1639–1647
Fortsetzung von 2/46 oben.
2/56
Colonising Expeditions to the West Indies and Guiana, 1623–1667. Edited by V. T. Harlow, B.A., B.Litt., F.R.Hist.S., Sometime Scholar of Brasenose College, Oxford. Lecturer in Modern History at the University College, Southampton. 1925 (1924). Pages xcv, 262 + 6 maps, 2 illustrations.
Kolonisierungsexpeditionen zu den Westindischen Inseln und nach Guayana, 1623–1667. Herausgegeben von V. T. Harlow
Tagebücher, Erzählungen und Beschreibungen zur britischen Kolonisation auf den Inseln St. Christopher, Nevis, Barbados, Tobago und Trinidad, und in Guyana, und zu Admiral de Ruyters Überfall auf die Westindischen Inseln 1664–1665.
2/57
Francis Mortoft: his Book / Being his Travels through France and Italy 1658–1659. Edited by Malcolm Letts, Author of "Bruges and its Past". 1925. Pages xxxiv, 216 + 2 maps, 1 illustration.
Francis Mortofts Buch: Reisen durch Frankreich und Italien 1658–1659. Herausgegeben von Malcolm Letts, Autor von "Bruges and its Past". 1925
2/58
The Papers of Thomas Bowrey / 1669–1713 / Discovered in 1913 by John Humphreys, M.A., F.S.A., and now in the possession of Lieut.-Colonel Henry Howard, F.S.A. / Part I. Diary of a Six Weeks' Tour in 1698 in Holland and Flanders / Part II. The Story of the Mary Galley, 1704–1710. Edited by Lieut.-Colonel Sir Richard Carnac Temple, Bt., C.B., C.I.E., F.B.A., F.S.A. 1927 (1925). Pages xxx, 398 + 5 maps, 9 illustrations. (Digitalisat – Internet Archive)
Die Papiere von Thomas Bowrey / 1669–1713 / Entdeckt im Jahr 1913 von John Humphreys, MA, FSA, und jetzt im Besitz von Oberstleutnant Henry Howard, FSA / Teil I. Tagebuch einer sechswöchigen Tour 1698 in Holland und Flandern / Teil II. Die Geschichte der Mary Galley 1704–1710.
2/59
Travels of Fray Sebastien Manrique 1629–1643. A Translation of the Itinerario de las Missiones Orientales with Introduction and Notes by Lieut.-Colonel C. Eckford Luard, C.I.E., M.A., assisted by Father H. Hosten, S.J. Volume I, Arakan. Oxford, 1927 (1926). Pages lxvi, 450 + 6 maps, 3 illustrations.
Reisen von Fray Sebastien Manrique 1629–1643. Eine Übersetzung des Itinerario de las Missiones Orientales
Fortsetzung in 61 unten.
2/60
A Relation of a Voyage to Guiana by Robert Harcourt 1613 / With Purchas' Transcript of a Report made at Harcourt's Instance on the Marrawini District / Edited / with Introduction and Notes / by Sir C. Alexander Harris, K.C.M.G., C.B., C.V.O. 1928 (1926). Pages xii, 191 + 3 maps, 1 illustration. 2/61.
Ein Bericht über eine Reise nach Guayana von Robert Harcourt 1613 / Mit Purchas’ Transcript of a Report made at Harcourt's Instance on the Marrawini District. Herausgegeben, mit Einleitung und Anmerkungen von Sir Alexander C. Harris
2/61
Travels of Fray Sebastien Manrique … . Volume II: China, India, etc. 1927 (1926). Pages xii, 481 + 13 maps, 3 illustrations.
Reisen von Fray Sebastien Manrique … . Band II: China, Indien usw.
2/62
Spanish Documents concerning English Voyages to the Caribbean 1527–1568 / Selected from the Archives of the Indies at Seville / by Irene A. Wright, B.A., F.R.Hist.S., Fellow of the Dutch Royal Historical Society, UItrecht. 1929 (1928). Pages x, 167, xlvii + 2 maps, 1 illustration.
Spanische Dokumente betreffend englischer Reisen in die Karibik 1527–1568. Ausgewählt aus dem Indienarchiv in Sevilla.
In englischer Übersetzung. Zu weiteren Dokumenten, siehe 2/71, 2/99, 2/111.
2/63
The Desert Route to India / Being the Journals of Four Travellers by the Great Desert Caravan Route between Aleppo and Basra / 1745–1751. Edited by Douglas Carruthers. 1929 (1928). Pages xxxvi, 196 + 1 map, 6 illustrations.
Die Wüstenroute nach Indien / Die Tagebücher von Vier Reisenden auf der großen Wüsten-Karawanenroute zwischen Aleppo und Basra / 1745–1751
Die Tagebücher von William Beawes, Gaylard Roberts, Bartholomew Plaisted und John Carmichael.
2/64
New Light on the Discovery of Australia / as Revealed by the Journal of Captain Don Diego de Prado y Tovar / Edited by Henry N. Stevens, M.A., F.A.G.S., Hon. Member Am. Antiq. Socy. With Annotated Translations from the Spanish by George F. Barwick, B.A., Keeper of Printed Books, British Museum 1914–1919. 1930 (1929). Pages xvi, 261 + 5 maps, 2 illustrations.
Neues Licht auf die Entdeckung von Australien / welches die Tagebücher von Captain Don Diego de Prado y Tovar darauf werfen. Herausgegeben von Henry N. Stevens.
Spanischer Text mit englischer Übersetzung von Prados Relación der Reise begonnen in der Gesellschaft von Quirós und Torres im Jahr 1607, zusammen mit einem Bericht des Spanischen Staatsrats über Quirós 1618 und Briefen von Torres und Prado 1607–1613.
Consejo de Estado de España
2/65
Select Documents illustrating the Four Voyages of Columbus / Including those contained in R. H. Major's Select Letters of Christopher Columbus / Translated and Edited / With Additional Material, an Introduction, and Notes / by Cecil Jane / Vol. I: The First and Second Voyages. 1930 (1929). Pages clv, 188 + 3 maps, 1 illustration.
Ausgewählte Dokumente, welche die Vier Reisen des Kolumbus illustrieren / Einschließlich der in R. H. Majors Ausgewählten Briefen von Christopher Columbus enthaltenen.
Fortsetzung in 2/70 unten.
2/66
Relations of Golconda in the Early Seventeenth Century. Edited by W.H. Moreland, C.S.I., C.I.E. 1931 (1930). Pages li, 109, xlvii + 2 maps.
Berichte von Golconda im frühen 17. Jahrhundert. Herausgegeben von W.H. Moreland.
William Methwolds 'Relation', nachgedruckt aus Purchas his Pilgrimes und zwei anderen "Relations", einer von Antony Schorer, übersetzt aus dem Niederländischen.
2/67
The Travels of John Sanderson in the Levant / 1584–1602 / With his Autobiography and Selections from his Correspondence / Edited by Sir William Foster, C.I.E. 1931 (1930). Pages xliv, 322 + 3 maps, 5 illustrations.
Die Reisen von John Sanderson in der Levante 1584–1602. Mit seiner Autobiographie und einer Auswahl aus seiner Korrespondenz. Herausgegeben von Sir William Foster.
2/68
The Life of the Icelander Jón Ólafsson … . Volume II / Life and Travels: Denmark, England, The Cape, Madagascar, Comoro Is., Coromandel Coast, Tranquebar, St Helena, Ascension Is., Ireland, Iceland / 1618–1679. Edited by the late Sir Richard Temple, Bart, … , and Lavinia Mary Anstey. 1932 (1931). Pages xxx, 290 + 1 map.
Das Leben des Isländers Jón Ólafsson … Band II / Leben und Reisen: Dänemark, England, Kap der Guten Hoffnung, Madagaskar, Komoren, Koromandelküste, Tranquebar, St. Helena, Ascension, Irland, Island 1618–1679. Herausgegeben von Sir Richard Temple, Bart … und Lavinia Mary Anstey.
Fortsetzung von 2/68 oben.
2/69
A Brief Summe of Geographie / by Roger Barlow / Edited with an Introduction and Notes / by E. G. R. Taylor, D.Sc., F.R.G.S. 1932 (1931). Pages lvi, 210 + 1 map, 3 illustrations.
A Brief Summe of Geographie (Eine kurze Summa der Geographie), von Roger Barlow. Mit einer Einführung und Anmerkungen herausgegeben von E. G. R. Taylor.
Transkript des Heinrich VIII. gewidmeten Manuskriptes, mit einem Stammbaum von Barlow.
2/70
Select Documents illustrating the Four Voyages of Columbus … . Vol. II: The Third and Fourth Voyages. With a Supplementary Introduction by E. G. R. Taylor. 1933 (1932). Pages lxxxix, 164 + 3 maps, 1 illustration.
Fortsetzung von 65 oben.
2/71
Documents concerning English Voyages to the Spanish Main / 1569–1580 / I Spanish Documents selected from the Archives of the Indies at Seville / II English Accounts / Sir Francis Drake revived, and Others Reprinted / By Irene A. Wright, … , Comendadora, Order of Afonso XII, … . 1932. Pages lxiv, 348 + 2 maps, 1 illustration.
Dokumente betreffend englische Seereisen in die Spanish Main (Spanischen Meere) 1569–1580 / I. Spanische Dokumente, ausgewählt aus dem Indienarchiv in Sevilla / II. Englische Berichte / Sir Francis Drake revived, und andere nachdruckt. Von Irene A. Wright, …, Comendadora, Orden von Alfons XII.
Orden de Alfonso XI
Spanish Main
Philip Nichols: Sir Francis Drake Revived (1626; Nachdruck 1652)
2/72
Bombay in the Days of Queen Anne / Being an Account of the Settlement written by John Burnell / With an Introduction and Notes by Samuel T. Sheppard, late Editor of The Times of India / To which is added Burnell's narrative of his adventures in Bengal / With an Introduction by Sir William Foster, … , and Notes by Sir Evan Cotton, C.I.E., and L.M. Anstey. 1933. Pp xxx, 192 + 3 maps.
Bombay in den Tagen von Königin Anne. Ein Bericht über die Siedlung von John Burnell. Mit einer Einleitung und Anmerkungen von Samuel T. Sheppard … Angefügt ist Burnells Bericht über seine Abenteuer in Bengalen. Mit einer Einführung von Sir William Foster … und Anmerkungen von Sir Evan Cotton und L.M. Anstey.
2/73
A New Voyage and Description of the Isthmus of America / by Lionel Wafer / Surgeon on Buccaneering Expeditions in Darien, the West Indies, and the Pacific / from 1680 to 1688 / With Wafer's Secret Report (1698), and Davis's Expedition to the Gold Mines (1704). Edited, with Introduction, Notes and Appendices, by L. E. Elliot Joyce. 1934 (1933). Pages lxxi, 221 + 4 maps, 4 illustrations. (Digitalisat – Internet Archive)
Eine Neue Reise und Beschreibung des Isthmus von Amerika, von Lionel Wafer, Chirurg auf den Freibeuter-Expeditionen in Darién, den Westindischen Inseln und auf dem Pazifik von 1680–1688. Mit Wafers Secret Report (1698) und Davis' Expedition to the Gold Mines (1704). Herausgegeben, mit Einleitung, Anmerkungen und Anhängen von L.E. Elliot Joyce.
Der Text der Ausgabe von 1699, mit geringfügigen Änderungen und zusätzlichem Material.
2/74
Peter Floris / his Voyage to the East Indies in the Globe / 1611–1615 / The Contemporary Translation of his Journal / Edited by W.H. Moreland, … . 1934. Pages lxx, 164 + 3 maps.
Pieter Floris, seine Reise zu den ‘East Indies in the Globe’ / 1611–1615. Die zeitgenössische Übersetzung seines Tagebuchs, herausgegeben von W.H. Moreland.
2/75
The Voyage of Thomas Best to the East Indies / 1612–14 / Edited by Sir William Foster, … . 1934. Pages lvi, 316.
Die Reise von Thomas Best zu den East Indies (Ostindischen Inseln) 1612–14. Herausgegeben von Sir William Foster.
Tagebücher, Auszüge aus Tagebüchern und Reiseberichten, geschrieben von Best und verschiedenen anderen Personen an Bord der Schiffe Dragon und Hosiander, mit der Korrespondenz von Best und Auszügen aus den ‚Court minutes’ der East India Company.
2/76
The Original Writings & Correspondence of the Two Richard Hakluyts / With an Introduction and Notes by E. G. R. Taylor, … , Professor of Geography, University of London. 1935. Volume I. Pages xiv, 210 + 2 maps, 4 illustrations.
2/77
The Original Writings … of the Two Richard Hakluyts … . Volume II. 1935. Pages xii, 211-516.
s.o.
2/78
The Travels of Peter Mundy … . Vol. 5 / Travels in South-West England and Western India, with a Diary of Events in London, 1658–1663, and in Penryn, 1664–1667. Edited by the late Sir Richard Carnac Temple, Bt., and Lavinia Mary Anstey. 1936. Pages xxvii, 226 + 1 map, 14 illustrations.
Fortsetzung von 55 oben.
2/79
Esmeraldo de situ orbis / By Duarte Pacheco Pereira / Translated and Edited by George H. T. Kimble, M.A., Lecturer in Geography in the University of Reading. 1937 (1936). Pages xxxv, 193 + 4 maps, 7 illustrations.
Esmeraldo de situ orbis, von Duarte Pacheco Pereira, übersetzt und herausgegeben von George H. T. Kimble.
Ein portugiesischer Bericht über die Küste Afrikas und ihre Entdeckung, verfasst ca. 1505–1508.
2/80
The Voyages of Cadamosto / And Other Documents on Western Africa in the Second Half of the Fifteenth Century / Translated and Edited by G. R. Crone. 1937. Pages xlv, 159 + 2 maps, 1 illustration.
Die Reisen von Cadamosto / Und andere Dokumente aus Westafrika in der 2. Hälfte des 15. Jahrhunderts / Übersetzt und herausgegeben von G. R. Crone.
Die zusätzlichen Dokumente, in Übersetzung, umfassen einen Brief von Antoine Malfante, 1447, einen Bericht über die Reisen von Diogo Gomes, ca. 1456, und Auszüge aus João de Barros’ Decadas de Asia.
2/81
The Voyage of Pedro Álvares Cabral to Brazil and India / From Contemporary Documents and Narratives / Translated / with Introduction and Notes / by William Brooks Greenlee. 1938 (1937). Pages lxix, 228 + 3 maps, 6 illustrations. (Digitalisat – Internet Archive)
Die Reise von Pedro Álvares Cabral nach Brasilien und Indien / Aus zeitgenössischen Dokumenten und Berichten.
Briefe, Berichte und Auszüge aus Tagebüchern usw. 1500–1501, überwiegend portugiesischen und venezianischen Ursprungs, in Übersetzung.
2/82
The Voyage of Nicholas Downton to the East Indies / 1614–15 / As Recorded in Contemporary Narratives and Letters / Edited by Sir William Foster, … / 1939 (1938). Pages xxxvii, 224 + 3 maps, 5 illustrations.
Die Reise von Nicholas Downton zu den East Indies (Ostindien) 1614–15, wie sie in zeitgenössischen Schilderungen und Briefen berichtet wird, herausgegeben von William Foster.
(web)
Ostindien (East Indies)
2/83
The Voyages and Colonising Enterprises of Sir Humphrey Gilbert / With an Introduction and Notes / by / David Beers Quinn, Ph.D., Lecturer in History, Queen's University, Belfast / Volume I. 1940 (1938). Pages xxix, 238 + 1 map, 1 illustration.
Die Reisen und Kolonisierungsunternehmungen von Sir Humphrey Gilbert. Mit einer Einführung und Anmerkungen von David Beers Quinn.
2/84
The Voyages … of Sir Humphrey Gilbert … . Volume II. 1940 (1939). Pages xiv, 239-534 + 4 maps, 1 illustration.
Die Reisen … von Sir Humphrey Gilbert … Band II
Beinhaltet Dokumente in Bezug auf das Munster plantation scheme 1569 und die Piraterie von Knollys 1579.
Plantation (Irland)
Francis Knollys
2/85
The Voyages of Sir James Lancaster to Brazil and the East Indies / 1591–1603 / A new edition / with Introduction and Notes / by Sir William Foster, … / 1940. Pages xl, 178 + 3 maps, 3 illustrations.
Vorherige Ausgabe 1/56 (1877) oben. Enthält drei zusätzliche Berichte und andere Dokumente und lässt bestimmtes zusätzliches Material aus.
2/86
Europeans in West Africa, 1540–1560 / Documents to illustrate the nature and scope of Portuguese enterprise in West Africa, the abortive attempt of Castilians to create n empire there, and the early English voyages to Barbary and Guinea / Translated and Edited by John William Blake, M.A. Volume I. 1942 (1941). Pp xxxvi, 246 + 2 maps.
Europäer in Westafrika 1540–1560. Dokumente zur Illustrierung der Art und des Umfangs der portugiesischen Unternehmungen in Westafrika, des gescheiterten Versuchs der Kastilier, dort ein Reich zu errichten, und der frühen englischen Reisen nach Barbary und Guinea. Übersetzt und herausgegeben von John William Blake.
Behandelt portugiesische und kastilische Unternehmungen.
2/87
Europeans in West Africa … . Volume II. 1942. Pages xi, 249-461 + 1 map.
Europäer in Westafrika … Band II
Dokumente betreffs früher englischer Reisen.
2/88
The Voyage of Sir Henry Middleton to the Moluccas / 1604–1606. A new and enlarged edition, with an Introduction and Notes by / Sir William Foster, … / 1943. Pages xliv, 209 + 2 maps, 2 illustrations.
Die Reise von Sir Henry Middleton zu den Molukken 1604–1606
Vorherige Ausgabe 1/19 (1854) oben. Das zusätzliche Material enthält einen Bericht von Edmund Scott über Begebenheiten auf Bantam 1603 bis 1605 und seine Beschreibung von Java.
2/89
The Suma Oriental of Tomé Pires / An Account of the East, from the Red Sea to Japan, written in Malacca and India in 1512–1515 / and The Book of Francisco Rodrigues / Rutter of a Voyage in the Red Sea, Nautical Rules, Almanack and Maps, Written and Drawn in the East before 1515 / Translated from the Portuguese MS in the Bibliothèque de la Chambre des Deputés, Paris, and Edited by Armando Cortesão.
Die Suma Orientalis von Tomé Pires. Ein Bericht über den Osten, vom Roten Meer nach Japan, geschrieben in Malakka und Indien 1512–1515 / und Das Buch von Francisco Rodrigues / Rutter einer Reise in das Rote Meer, Nautische Regeln, Almanach und Karten, geschrieben und gezeichnet im Osten vor 1515
Enthält die übersetzen Bücher I-IV der Suma Oriental.
2/90
The Suma Oriental of Tomé Pires … Vol. II. 1944. Pages 229-578 + 10 maps, 5 illustrations.
The Suma Oriental of Tomé Pires … Band II
Buch IV der Suma Orientalis, zusammen mit einer Übersetzung von Rodrigues Buch, des ganzen portugiesischen Textes, und eines Briefes von Pires an König Manuel 1516.

#### Part II.2 (Nos. 91–190 (1945–2000))
2/91
The Voyage of Captain Bellingshausen to the Antarctic Seas / 1819–1821 / Translated from the Russian / Edited by Frank Debenham, O.B.E., M.A., Director of the Scott Polar Institute, Cambridge. Volume I. 1945. Pages xxx, 259 + 5 maps, 24 illustrations.
Die Reise von Captain Bellingshausen in die antarktischen Meere 1819–1821, aus dem Russischen übersetzt
Verschiedene Übersetzer, insbesondere Edward Bullough und N. Volkov.
2/92
The Voyage of Captain Bellingshausen … . Volume II. 1945. Pages viii, 261-474 + 9 maps, 12 illustrations.
Die Reise von Captain Bellingshausen … Band II
Mit einem zusätzlichen Abschnitt mit dem Titel 'Short notes on the colonies of New South Wales' (Kurze Anmerkungen zu den Kolonien von Neusüdwales).
2/93
Richard Hakluyt & his Successors / A Volume Issued to Commemorate the Centenary of the Hakluyt Society / Edited by Edward Lynam, D.Litt., M.R.I.A., F.S.A. 1946. Pages lxviii, 192 + 8 illustrations.
Richard Hakluyt und seine Nachfolger / Zur Hundertjahrfeier der Hakluyt-Gesellschaft herausgegeben. / Herausgegeben von Edward Lynam.
Inhalt: (i) Richard Hakluyt, von JA Williamson, (ii) Samuel Purchas, von Sir William Foster (iii) Englische Sammlung von Seefahrten und Reisen 1625–1846, von G.R. Crone und R.A. Skelton, (iv) Die Hakluyt-Gesellschaft. Ein Rückblick 1846–1946, von Sir William Foster (v) Gegenwart und Zukunft [der Gesellschaft], von Edward Lynam. Ebenfalls ein Prospekt mit Listen von Publikationen, ausgewählte Karten und ein Mitgliederverzeichnis, die Satzung des Hakluyt Society und ein 'Index zu den Veröffentlichungen der Gesellschaft, 1847–1946'.
2/94
The Pilgrimage of Arnold von Harff / Knight / from Cologne, through Italy, Syria, Egypt, Arabia, Ethiopia, Nubia, Palestine, Turkey, France and Spain, which he Accomplished in the years 1496–1499 / Translated from the German and edited with notes and an introduction / by Malcolm Letts. 1946. Pages xxxv, 325.
Die Wallfahrt des Ritters Arnold von Harff von Köln durch Italien, Syrien, Ägypten, Arabien, Äthiopien, Nubien, Palästina, die Türkei, Frankreich und Spanien, die er in den Jahren 1496–1499 machte
2/95
The Travels of the Abbé Carré in India and the Near East / 1672 to 1674 / Translated from the manuscript journal of his travels in the India Office by Lady Fawcett, and Edited by Sir Charles Fawcett with the assistance of Sir Richard Burn / Volume One / From France through Syria, Iraq and the Persian Gulf to Surat, Goa, and Bijapur, with an account of his grave illness. 1947. Pages lvi, 315 + 3 maps, 2 illustrations.
Die Reisen des Abbé Carré in Indien und im Nahen Osten 1672–1674. Übersetzt aus dem Tagebuch-Manuskript seiner Reisen im India Office von Lady Fawcett und herausgegeben von Sir Charles Fawcett mit der Unterstützung von Sir Richard Burn. Band I: Von Frankreich über Syrien, den Irak und den Persischen Golf nach Surat, Goa und Bijapur, mit einem Bericht über seine schwere Krankheit.
2/96
The Travels of the Abbé Carré … / Volume Two / From Bijapur to Madras and St Thomé. Account of the capture of Trincomalee Bay and St Thomé by De la Haye, and of the siege of St Thomé by the Golconda army and hostilities with the Dutch. 1947. Pages xxiv, 317-675 + 3 maps, 1 illustration.
Die Reisen des Abbé Carré … Band II. Von Bijapur nach Madras und St. Thomé. Bericht der Einnahme der Bucht von Trincomalee und von St. Thomé durch De la Haye und die Belagerung von St. Thomé durch die Armee von Golconda und Feindseligkeiten mit den Holländern.
2/97
The Travels of the Abbé Carré … / Volume Three / Return Journey to France / with an account of the Sicilian revolt against Spanish rule at Messina. 1948. Pages xxiii, 677-984 + 3 maps, 3 illustrations.
Die Reisen des Abbé Carré … Band III. Rückkehr von der Reise nach Frankreich, mit einem Bericht von der sizilianischen Revolte gegen die spanische Herrschaft in Messina.
2/98
The Discovery of Tahiti / A Journal of the Second Voyage of H.M.S. Dolphin Round the World, under the Command of Captain Wallis, R.N., in the Years 1766, 1767, and 1768 / Written by her Master / George Robertson / Edited by Hugh Carrington / 1948. Pages xvii, 292 + 6 maps, 4 illustrations.
Die Entdeckung von Tahiti. Tagebuch von der zweiten Reise der Dolphin um die Welt, unter dem Kommando von Captain Wallis, R.N., in den Jahren 1766, 1767 und 1768, geschrieben von ihrem Master George Robertson. Herausgegeben von Hugh Carrington.
2/99
Further English Voyages to Spanish America / 1583–1594 / Documents from the Archives of the Indies at Seville illustrating English Voyages to the Caribbean, the Spanish Main, Florida, and Virginia / Translated and Edited by Irene A. Wright, …. , Gold Medallist of the Society of Women Geographers of America / 1951 (1949). Pages xciii, 314 + 8 maps.
Weitere englische Seereisen nach Spanisch-Amerika 1583–1594. Dokumente aus dem Indienarchiv in Sevilla, veranschaulichend die englischen Seereisen in die Karibik, die Spanish Main (Spanischen Meere), Florida und Virginia. Übersetzt und herausgegeben von Irene A. Wright.
2/100
The Red Sea and adjacent Countries at the Close of the Seventeenth Century / As described by Joseph Pitts / William Daniel / and Charles-Jacques Poncet / Edited by Sir William Foster, … / 1949. Pages xl, 192 + 2 maps, 1 illustration.
Das Rote Meer und angrenzende Länder am Ende des 17. Jahrhunderts / Wie von Joseph Pitts, William Daniel und Charles-Poncet Jacques beschrieben. Herausgegeben von Sir William Foster.
Mit zusätzlichen Dokumenten. Die erste Erzählung ist von Pitts 'Religion and Manners of the Mahometans' (Religion und Sitten der Mohammedaner (3. Ausgabe, 1731)); Daniels Tagebuch wurde 1702 gedruckt, das von Poncet im Jahre 1709.
2/101
Mandeville's Travels / Texts and Translations / By Malcolm Letts, F.S.A. Volume I. 1953 (1950). Pages lxiii, 223 + 2 maps, 1 illustration.
Mandevilles Reisen, Band I
Der Text des Manuskriptes British Library Egerton MS 1982, mit einem Essay über die kosmographischen Ideen aus der Zeit von Mandeville von E. G. R. Taylor.
2/102
Mandeville's Travels … . . Volume II. 1953 (1950). Pages xii, 226–554 + 3 illustrations.
Mandevilles Reisen … Band II
Das Pariser Text (französisch, mit Übersetzung), der Bodleian-Text und Auszüge aus anderen Versionen.
2/103
The Historie of Travell into Virginia Britania (1612) / by William Strachey, gent. Edited by Louis B. Wright and Virginia Freund. 1953 (1951). Pages xxxii, 221 + 3 maps, 1 illustration.
Die Geschichte der Reise nach Virginia Britania (1612) / von William Strachey, gent. Herausgegeben von Louis B. Wright und Virginia Freund. 1953 (1951).
Transkript des Princeton-Manuskriptes, mit Stracheys Vokabular eines algonkinschen Dialekts und eines Essays darüber von James A. Geary.
2/104
The Roanoke Voyages / 1584–1590 / Documents to illustrate / the English Voyages to North America / under the Patent granted / to Walter Raleigh / in 1584 / Edited by David Beers Quinn / Professor of History in the University College of Swansea / (University of Wales) Volume I. 1955 (1952). Pages xxxv, 496 + 6 maps, 2 illustrations.
Die Roanoke-Reisen / 1584–1590 / Dokumente, welche die englischen Reisen nach Nordamerika unter dem Walter Raleigh 1584 erteilten Patent zeigen. Herausgegeben von David Beers Quinn. Band I.
Texte aus Hakluyts Principall Navigations (1589), zusammen mit den von ihm 1600 hinzugefügten Punkten und vielem weiteren Material, einige Dokumente in zusammengefasster Form. Dieser Band bringt die Berichte bis Januar 1586/7 und beinhaltet eine veranschaulichende Liste von John Whites Zeichnungen der ersten Kolonie; der Bericht wird im folgenden Band bis 1590 fortgesetzt, mit fortlaufender Paginierung.
2/105
The Roanoke Voyages … . Volume II. 1955 (1952). Pages vi, 497–1004 + 2 maps, 2 illustrations.
Die Roanoke-Reisen. Band II.
2/106
South China in the Sixteenth Century / Being the narratives of Galeote Pereira / Fr. Gaspar da Cruz, O.P. / Fr. Martin de Rada, O.E.S.A. / (1550–1575) / Edited by C. R. Boxer, … / 1953. Pages xci, 388 + 10 maps, 10 illustrations.
Südchina im 16. Jahrhundert / Die Berichte von Galeote Pereira, Fr. Gaspar da Cruz, O.P., Fr. Martin de Rada, O.E.S.A. (1550–1575) / Herausgegeben von C. R. Boxer 1953.
Übersetzungen, die erste weitgehend basierend auf Richard Willes’: History of Travayle in the West and East Indies (Geschichte der Reisen in West- und Ostindien) (1577), die zweite stammt von Purchas his Pilgrimes (1624), die dritte vom Herausgeber von drei spanischen Versionen des 16. Jahrhunderts. Mit Anlagen zu verschiedenen Themen, darunter ein chinesisches Glossar und eine Tafel der chinesischen Dynastien und Kaiser.
Galeote Pereira
Charles Ralph Boxer
siehe auch:
Samuel Purchas: Hakluytus Posthumus or Purchas His Pilgrimes. Contayning a History of the World in Sea Voyages and Lande Travells by Englishmen and others. (Digitalisat)
2/107
Some Records of Ethiopia / 1593–1646 / Being Extracts from The History of High Ethiopia or Abassia by Manoel de Almeida / Together with Bahrey's History of the Galla / Translated and Edited by C. F. Beckingham and G. W. B. Huntingford / 1954. Pages xcviii, 267 + 5 maps, 5 illustrations.
Einige Aufzeichnungen aus Äthiopien 1593–1646, Auszüge aus der Geschichte von Hoch-Äthiopien oder Abassia von Manoel de Almeida / Zusammen mit Bahreys History of the Galla (Geschichte der Galla). Übersetzt und herausgegeben von C.F. Beckingham und G.W.B. Huntingford 1954.
Die Auswahl von Almeida beschreibt das Land und seine Leute und die Fahrten jesuitischer Missionare, die versuchen, Äthiopien zu betreten oder zu verlassen.
Manuel de Almeida
Bahrey
Oromo
2/108
The Travels of Leo of Rozmital / through Germany, Flanders, England, France, Spain, Portugal and Italy / 1465–1467 / Translated from the German and Latin and Edited by Malcolm Letts, … / Cambridge, 1957 (1955). Pages xv, 196 + 2 maps, 5 illustrations.
Die Reisen des Leo von Rozmital / über Deutschland, Flandern, England, Frankreich, Spanien, Portugal und Italien / 1465–1467 / übersetzt aus dem Deutschen und Lateinischen und herausgegeben von Malcolm Letts.
Aus dem deutschen Bericht von Gabriel Tetzel, mit ergänzenden Passagen aus den lateinischen Versionen (gedruckt im Jahre 1577, 1843 und 1951) des verlorenen Berichts auf Tschechisch von Václav Sasek, beide waren Rozmitals Begleiter.
(web) (Digitalisat – Internet Archive)
Václav Šašek z Bířkova
(eingeschränkte Vorschau in der Google-Buchsuche)
2/109
Ethiopian Itineraries circa 1400–1524 / Including those Collected by Alessandro Zorzi at Venice in the Years 1519-24 / Edited by O. G. S. Crawford, C.B.E., Litt.D., F.B.A. Cambridge, 1958 (1955). Pages xxix, 232 + 22 maps, 1 illustration.
Äthiopische Rundfahrten circa 1400–1524. Einschließlich der von Alessandro Zorzi in Venedig gesammelten in den Jahren 1519 bis 1524 / Herausgegeben von O.G.S. Crawford.
Zorzis italienischer Text mit Übersetzung von C.A. Ralegh Radford. Enthält ein Ortsverzeichnis zur Karte von Fra Mauro.
2/110
The Travels of Ibn Battuta / A.D. 1325–1354 / Translated with revisions and notes, from the Arabic Text Edited by C. Defrémery and B. R. Sanguinetti / by H. A. R. Gibb / Volume I. Cambridge, 1958 (1956). Pages xvii, 269 + 4 maps, 3 illustrations. Covers travels in North-West Africa, Egypt, Syria, and to Mecca. Continued in 117, 141, and 178 below (and the final volume to follow). The main pagination of all the volumes is continuous.
Die Reisen des Ibn Battuta, aus dem von C. Defrémery und B. R. Sanguinetti herausgegebenen Text übersetzt, revidiert und mit Anmerkungen versehen von H. A. R. Gibb.
Beinhaltet Reisen in Nordwestafrika, Ägypten, Syrien und nach Mekka. Fortsetzung in 117, 141 und 178 unten (und dem letzten noch folgenden Band). 
Charles Defrémery
2/111
English Privateering Voyages to the West Indies / 1588–1595 / Documents relating to English voyages to the West Indies, from the defeat of the Armada to the last voyage of Sir Francis Drake, including Spanish documents contributed by Irene A. Wright / Edited by Kenneth R. Andrews / Cambridge, 1959 (1956). Pages xxvii, 421 + 6 maps, 3 illustrations.
Englische Freibeuter-Reisen nach Westindien / 1588–1595 / Dokumente in Zusammenhang mit englischen Fahrten zu den Westindischen Inseln, von der Niederlage der Armada bis zur letzten Reise des Sir Francis Drake, darunter spanische Dokumente, beigetragen von Irene A. Wright. Herausgegeben von Kenneth R. Andrews.
Dokumente, einige ganz oder teilweise zusammengefasst, in Bezug auf fünfundzwanzig Reisen, vor allem aus den Aufzeichnungen des High Court of Admiralty gezogen, mit einer Auswahl von Berichten, gedruckt von Hakluyt und aus einer Menge von Übersetzungen von I. A. Wright von Originalen (1593-5) im Archivo General de Indias in Sevilla, bestimmt für einen weiteren Band über englische Westindien-Reisen (siehe 2/66, 2/71 und 2/99 oben). Die Einführung gibt einen Überblick über das Gericht selbst und von der Kaperei während des Spanischen Krieges und in Westindien.
Irene Aloha Wright
High Court of Admiralty
Probate, Divorce and Admiralty Division
High Court of Justice (England und Wales)
2/112
The Tragic History of the Sea / 1589–1622 / Narratives of the shipwrecks of the Portuguese East Indiamen São Thomé (1589), Santo Alberto (1593), São João Baptista (1622) and the journeys of the survivors in South East Africa. Edited from the original Portuguese by C. R. Boxer, Camoens Professor of Portuguese, University of London, King's College / Cambridge, 1959 (1957). Pages xiv, 297 + 9 maps, 7 illustrations.
Die tragische Geschichte des Meeres / 1589–1622 / Berichte über die Schiffswracks der portugiesischen Ostindienfahrer São Thomé (1589), Santo Alberto (1593), São João Baptista (1622) und die Reisen der Überlebenden in Südostafrika. Herausgegeben aus dem portugiesischen Original von C. R. Boxer.
Die Berichte von Diogo do Couto, João Baptista Lavanha und Francisco Vaz d'Almada, aus den Originalausgaben der Berichte übersetzt, die anschließend in der Historia Trágico-Marítima, herausgegeben von Bernardo Gomes de Brito in Lissabon 1735-6, aufgenommen wurden. Die Einführung und Anhänge diskutieren die 'Carreira da Índia'. Für eine weitere Auswahl aus der gleichen Quelle, siehe 132 unten.
 Bernardo Gomes de Brito
História trágico-marítima

2/113
The Troublesome Voyage of Captain Edward Fenton / 1582–1583 / Narratives & Documents Edited by E. G. R. Taylor, Emeritus Professor of Geography in the University of London. Cambridge, 1959 (1957). Pages lvii, 333 + 9 maps, 12 illustrations.
Die beschwerliche Reise von Captain Edward Fenton / 1582–1583 / Berichte & Dokumente herausgegeben von E.G.R. Taylor.
Transkripte einiger erhaltener Akten der Reise nach Cathay, gesponsert vom Privy Council, mit der Absicht, den ersten englischen Handelsstützpunkt im Fernen Osten zu etablieren. Enthält Fentons eigenes Reisetagebuch und Auszüge aus dem offiziellen Bericht von Richard Madox; zu diesem, siehe 147 unten.
Edward Fenton
Eva G. R. Taylor
Richard Madox
2/114
The Prester John of the Indies / A True Relation of the Lands of the Prester John / being the narrative of the Portuguese Embassy to Ethiopia in 1520 / written by Father Francisco Alvares / The translation of Lord Stanley of Alderley (1881) / revised and edited with additional material by C. F. Beckingham and G. W. B. Huntingford / Volume I. Cambridge, 1961 (1958). Pages xvi, 321 + 8 maps, 41 illustrations.
Priester Johannes von Indien
Die ersten 88 Kapitel, die die Mission des Dom Rodrigo de Lima darstellen, von seiner Landung in Massaua an der Westküste des Roten Meeres im April 1520 bis zu seiner Wiedereinschiffung sechs Jahre später, als die erste europäische Gesandtschaft bekannt, die den äthiopischen Hof erreichte und sicher zurückkehrte. 
2/115
The Prester John of the Indies … / Volume II. Cambridge, 1961 (1958). Pages vi, 323-617 + 2 maps, 8 illustrations.
Priester Johannes von Indien … Band II.
Die Kapitel 89 bis 142 von Álvares, mit dem Bericht von der Rückkehr nach Portugal, eine Übersetzung einer äthiopischen Beschreibung aus dem siebzehnten Jahrhundert von Aksum und Berichten der aus dem Fels gehauenen Kirchen in Lalibela und bestimmte andere Angelegenheiten.
Francisco Álvares
2/116
The History of the Tahitian Mission / 1799–1830 / Written by John Davies, Missionary to the South Sea Islands / With Supplementary Papers of the Missionaries / Edited by C. W. Newbury / Cambridge, 1961 (1959). Pages liv, 392 + 3 maps, 18 illustrations.
Die Geschichte der Tahiti-Mission / 1799–1830 / Geschrieben von John Davies, Missionar der Südsee-Inseln
Die Kapitel 6–12 und 14–20 von Davies' unveröffentlichter 'History', Kapitel 13 wurde ausgelassen, da bereits gedruckt (siehe S. 119–60 von 2/52 oben). Der 'Epilogue' des Herausgebers ist eine die Fortsetzung der Geschichte der Mission bis 1860, er umfasst einen Teil der Davies' 'Conclusion' und weitere Korrespondenz. Anhänge diskutieren die Pomaré-Dynastie und Rechtscodices der Missionare für Ost-Polynesien.
2/117
The Travels of Ibn Battuta … / Volume II. Cambridge, 1962 (1959). Pages xii, 271-537 + 5 maps, 1 illustration.
Die Reisen des Ibn Battuta … Band II
Fortsetzung von 2/110 oben. Umfasst das südliche Persien, den Irak, das südliche Arabien, Ostafrika, den Persischen Golf, Kleinasien und Südrussland.
2/118
The Travels and Controversies of Friar Domingo Navarrete / 1616–1686 / Edited from Manuscript and Printed Sources by J. S. Cummins / Volume I. Cambridge, 1962 (1960). Pages cxx, 163 + 3 maps, 7 illustrations.
Die Reisen und Controversias des Friar Domingo Navarrete
Eine Übersetzung der autobiographischen Teile des Tratados Historicos mit Interpolationen aus seinen unveröffentlichten 'Controversias' und anderen Werken. Beschreibt Reisen in China und die Hin- und Rückreisen. Ursprung und Natur der jesuitisch-dominikanischen Kontroverse über die chinesischen Riten sind in der Einleitung des Herausgebers zusammengefasst.
Domingo Fernández Navarrete
2/119
The Travels and Controversies of Friar Domingo Navarrete … / Volume II. Cambridge, 1962 (1960). Pages x, 165–475 + 3 maps, 10 illustrations.
Die Reisen und Controversias des Friar Domingo Navarrete … Band II.
Beinhaltet Navarretes Bericht von der Insel Santo Domingo (1679) und Appendices zu verschiedenen Themen, wie beispielsweise die Inhaftierung der Missionare in Canton 1666–1670 und Navarretes Beziehungen zu Richard Cony, dem Gouverneur von St. Helena.
2/120
The Cabot Voyages and Bristol Discovery under Henry VII / by James A. Williamson / with the Cartography of the Voyages by R. A. Skelton / Cambridge, 1962 (1961). Pages xvi, 332 + 18 maps, 2 illustrations.
Die Cabot-Reisen und die von Bristol ausgehenden Entdeckungen unter Heinrich VII.
Dokumente aus englischen, portugiesischen und spanischen Archiven, transkribiert oder in Übersetzung und aus gedruckten Quellen über die Atlantikfahrten von Bristol aus den Jahren 1480 bis 1508–1509, einschließlich der Reisen von John und Sebastian Cabot.
2/121
A Regiment for the Sea / and other Writings on Navigation / by William Bourne of Gravesend, a Gunner (c. 1535–1582) / Edited by E. G. R. Taylor, … / Cambridge, 1963 (1961). Pages xxxv, 464 + 7 maps, 9 illustrations.
A Regiment for the Sea und andere Schriften über Navigation, von William Bourne of Gravesend, einem Gunner (ca. 1535–1582). Herausgegeben von E. G. R. Taylor.
William Bourne John Dee
2/122
Byron's Journal of his Circumnavigation / 1764–1766 / Edited by Robert E. Gallagher / Cambridge, 1964 (1962). Pages lxxxii, 230 + 12 maps, 8 illustrations.
Byrons Tagebuch von seiner Weltumseglung / 1764–1766
Die Reise der Dolphin. Beinhaltet die geheimen Anweisungen der Admiralität, eine Liste der Besatzung, und Abschriften von Dokumenten im Zusammenhang mit der Reise. Der Anhang, über die Patagonier, enthält 'The Patagonian giants' (Die patagonischen Riesen) von Helen Wallis.
Helen Wallis
2/123
Missions to the Niger / Volume I / The Journal of Friedrich Horneman's Travels from Cairo to Murzuk in the Years 1797-98 / The Letters of Major Alexander Gordon Laing, 1824-26 / Edited by E. W. Bovill / Cambridge, 1964 (1962). Pages xii, 406 + 8 maps, 4 illustrations.
Reisen zum Niger / Band I: Tagebuch von Friedrich Hornemanns Reisen von Kairo nach Murzuk in den Jahren 1797 bis 1798. Die Briefe des Majors Alexander Gordon Laing, 1824–1826. Herausgegeben von E. W. Bovill.
2/124
Carteret's Voyage Round the World / 1766–1769 / Edited by Helen Wallis / Volume I. Cambridge, 1965 (1963). Pages xii, 273 + 16 maps, 4 illustrations.
Carterets Reise um die Welt 1766–1769
Zusammengestellt aus dem Kurzbericht von Philip Carteret nach seiner Reise und dem Tagebuch, den er davon zusammenstellte, und anderen Papiere aus der Zeit um 1773. 
2/125
Carteret's Voyage round the world … / Volume II. Cambridge, 1965 (1963). Pages vi, 275-564 + 2 maps, 3 illustrations.
Carterets Reise um die Welt … Band II
Eine Sammlung von Dokumenten 1756–1811 im Zusammenhang mit den Vorbereitungen zu der Reise selbst, dieser selbst und ihren Folgen.
2/126
La Austrialia del Espíritu Santo / The Journal of Fray Martin de Munilla O.F.M. / and other documents relating to The Voyage of Pedro Fernández de Quirós / to the South Sea (1605–1606) / and / the Franciscan missionary plan / (1617–1627) / Translated and Edited by Celsus Kelly O.F.M. / With ethnological introduction, appendix, and other contributions by G. S. Parsonson. Volume I. Cambridge, 1966 (1964). Pages xvii, 270 + 8 maps, 4 illustrations.
La Austrialia del Espíritu Santo. Das Tagebuch von Fray Martin de Munilla O.F.M. und andere Dokumente bezüglich der Reise von Pedro Fernández de Quirós in die Südsee (1605–1606) und der Franziskanische Missionierungsplan (1617–1627), übersetzt und herausgegeben von Celsus Kelly O.F.M.
Pedro Fernández de Quirós

Spanische Missionen
Franziskaner Mission
2/127
La Austrialia del Espíritu Santo … . Volume II. Cambridge, 1966. Pages xv, 273-446 + 1 map, 3 illustrations.
La Austrialia del Espíritu Santo. Band II.
Die 'Sumario Breve' von Juan de Iturbe, gefolgt von Dokumenten zu den Vorbereitungen für die Expedition, die Reise von Quirós, Quirós in Neu-Spanien, Verhandlungen für eine andere Expedition, und dem Missionsplan. Zwei Anhänge, einer von G. S. Parsonson.
2/128
Missions to the Niger / Volume II / The Bornu Mission 1822-25 / Part I … / Cambridge, 1966 (1965). Pages xiv, 306.
Reisen zum Niger. Band II. Die Bornu-Mission 1822-25. Teil I
Fortsetzung von 2/123 oben.
2/129
Missions to the Niger / Volume III / The Bornu mission 1822-25 / Part 2 … / Cambridge, 1966 (1965). Pages xii, 309-595 + 7 maps, 30 illustrations.
Reisen zum Niger. Band III. Die Bornu-Mission 1822-25. Teil II. Enthält Denhams Erzählung, mit zusätzlichen Dokumenten.
2/130
Missions to the Niger / Volume IV / The Bornu mission 1822-25 / Part 3 … / Cambridge, 1966. Pages x, 599-798 + 6 maps, 3 illustrations.
Reisen zum Niger. Band IV. Die Bornu-Mission 1822-25. Teil III. Enthält Clappertons Bericht, mit einem Anhang von aus dem Arabischen übersetzten Dokumenten sowie zusätzlichen Dokumenten.
2/131
The Journal and Letters of Captain Charles Bishop on the North-West Coast of America, in the Pacific, and in New South Wales 1794–1799 / Edited by Michael Roe / Cambridge, 1967 (1966). Pages lvi, 342 + 6 maps, 1 illustration.
Reisetagebuch und Briefe von Captain Charles Bishop an der Nordwestküste Amerikas, im Pazifik und in Neusüdwales 1794–1799, herausgegeben von Michael Roe.
Bericht über die Reise der Ruby von Bristol nach Amboyna und von der Reise der Nautilus von Amboyna nach Macau.
2/132
Further Selections from the Tragic History of the Sea / 1559–1565 / Narratives of the Shipwrecks of the Portuguese East Indiamen Aguia and Garça (1559), / São Paulo (1561) and the Misadventures of the Brazil-ship Santo Antonio (1565) / Translated and Edited from the Original Portuguese by C. R. Boxer / Cambridge, 1968 (1967). Pages x, 170 + 4 maps, 11 illustrations.
Eine weitere Auswahl aus der Tragic History of the Sea.
Die Reiseberichte von Diogo do Couto, Henrique Dias und Afonso Luis. Für eine vorherige Auswahl aus der gleichen Quelle, siehe 2/112 oben.
2/133
The letters of F. W. Ludwig Leichhardt / Collected and newly translated by M. Aurousseau / Volume I. Cambridge, 1968 (1967). Pages xvi, 423 + 4 maps.
Die Briefe von F. W. Ludwig Leichhardt. Gesammelt und neu übersetzt von M. Aurousseau.
Gesamter Text aller Briefe, zusammen mit Übersetzungen von denen auf Deutsch, Französisch und Italienisch. Dieser Band enthält die in Deutschland geschriebenen Briefe 1832–1837 und die zwischen 1837 und Leichhardts Abreise nach Sydney im Jahr 1841.
2/134
The letters of F. W. Ludwig Leichhardt … / Volume II. Cambridge, 1968. Pages v, 425–819 + 5 maps.
Die Briefe von F. W. Ludwig Leichhardt … Band II.
Die Jahre der wissenschaftlichen Erkundung in Australien 1842–1844, um Sydney und Newcastle, im Hunter-Goulburn Valley und dem Moreton Bay District.
2/135
The letters of F. W. Ludwig Leichhardt … / Volume III. Cambridge, 1968. Pages v, 821-1175 + 2 maps.
Die Briefe von F. W. Ludwig Leichhardt … Band III.
Leichhardt wichtigste Erkundung, von 1844 bis zu seinem Verschwinden im Jahr 1848, mit einer Tabelle der nachfolgenden Ereignisse.
2/136
The Jamestown Voyages under the First Charter / 1606–1609. Documents relating to the Foundation of Jamestown and the History of the Jamestown Colony up to the Departure of Captain John Smith, last President of the Council in Virginia under the First Charter, early in October, 1609 / Edited by Philip L. Barbour / Volume I. Cambridge, 1969. Pages xxviii, 247 + 6 maps, 2 illustrations.
Die Jamestown-Reisen unter der Ersten Charta 1606–1609. Dokumente im Zusammenhang mit der Gründung von Jamestown und die Geschichte der Kolonie Jamestown bis zur Abreise von Kapitän John Smith, dem letzten Präsidenten des Rates in Virginia unter der Ersten Charta, Anfang Oktober 1609 / Herausgegeben von Philip L. Barbour.
Enthält eine Liste mit den Namen der ursprünglichen Pflanzer bis zum 1. Oktober 1608.
(Digitalisat)
(Digitalisat)
(Digitalisat) Erste Charter von Virginia, 10. April 1606
Charter of 1606
Council in Virginia
2/137
The Jamestown Voyages … / Volume II. Cambridge, 1969. Pages viii, 249–524.
Die Jamestown-Reisen … Band II.
2/138
Russian Embassies to the Georgian Kings (1589–1605) / Volume I / Edited with Introduction, Additional Notes, Commentaries and Bibliography by W. E. D. Allen / Texts translated by Anthony Mango / Cambridge, 1970. Pages xxxii, 368 + 6 maps, 11 illustrations.
Russische Gesandtschaften zu den Georgischen Königen (1589–1605). Band I. Herausgegeben mit einer Einleitung, zusätzlichen Notizen, Kommentaren und Bibliographie von W.E.D. Allen. Alle Texte wurden von Anthony Mango übersetzt.
Dokumente und Kommentare in Bezug auf die Gesandtschaften von Zvenigorodski und Antonov 1589–1590.
Semen Zvenigorodski / Звенигородский, Семен
Torkh Antonov
Kachetien
Kartlien (Kartli)
2/139
Russian embassies … / Volume II … / Cambridge, 1970. Pages ix, 369-640 + 2 maps, 7 illustrations.
Russische Gesandtschaften … Band II
Die Gesandtschaft von Tatishchev und Ivanov 1604 bis 1605, mit ergänzenden Dokumenten von der Gesandtschaft von Sovin und Polukhanov 1596-9 und genealogischen Notizen und Tabellen.
Michail Ignatjewitsch Tatischtschew 
Andrei Iwanow 
Dyak
-
2/140
Sucesos de las Islas Filipinas / by Antonio de Morga / Translated and Edited by J. S. Cummins, Reader in Spanish, University College, London / Cambridge, 1971. Pages xi, 347 + 2 maps, 3 illustrations.
Begebenheiten auf den Philippinischen Inseln, von Antonio de Morga, übersetzt und herausgegeben von J. S. Cummins.
Nach der ersten Ausgabe, Mexiko 1609. Eine neue Ausgabe von 1/39 oben.
Sucesos de las Islas Filipinas
2/141
The Travels of Ibn Battuta, A.D. 1325–1354 … / Volume III. Cambridge, 1971. Pages xii, 539-772 + 3 maps, 5 illustrations.
Die Reisen des Ibn Battuta, 1325–1354. Band 3
Fortsetzung von 2/117 oben. Umfasst Turkestan, Chorasan, Sindh, Nordwest-Indien und Delhi, einschließlich eines Berichts von der Herrschaft von Sultan Muhammad bin Tughluq.
2/142
The Last Voyage of Drake & Hawkins / Edited by Kenneth R. Andrews / Cambridge, 1972. Pages xiv, 283 + 4 maps, 8 illustrations.
Die letzte Reise von Drake & Hawkins.
Abschriften oder Übersetzungen von Dokumenten, vor allem aus Handschriften, darunter viele aus den Archiven in Sevilla. Mit einem Anhang über die Kunst der Navigation zur Zeit von Drake von D. W. Waters.
2/143
To the Pacific and Arctic with Beechey / The Journal of Lieutenant George Peard of H.M.S. 'Blossom' 1823-8 / Edited by Barry M. Gough / Cambridge, 1973 (1972). Pages x, 272 + 5 maps, 3 illustrations.
In den Pazifik und die Arktis mit Beechey / Das Tagebuch von Lieutenant George Peard von der H.M.S. 'Blossom' 1823-8
Von British Library Additional MS 35141.
George Peard, siehe Peard
2/144
The Hakluyt Handbook / Edited by D. B. Quinn / Volume I. 1974. Pages xxvi, 331 + 6 maps, 11 illustrations.
The Hakluyt Handbook (Das Hakluyt-Handbuch)
2/145
The Hakluyt Handbook … / Volume II. 1974. Pages xiii, 335-707 + 37 illustrations.
The Hakluyt Handbook (Das Hakluyt-Handbuch)
2/146
Yermak's Campaign in Siberia / A selection of documents translated from the Russian by Tatiana Minorsky and David Wileman, and edited, with an introduction and notes, by Terence Armstrong / 1975 (1974). Pages x, 315 + 2 maps, 155 illustrations.
Jermaks Feldzug in Sibirien.
Die Sibirischen Chroniken dokumentieren Jermaks Feldzug in den 1580er Jahren: die Stroganov-Chronik, Yesipov-Chronik, Remezov-Chronik und Neue Chronik sind in Übersetzung wiedergegeben, zusammen mit den 154 Federzeichnungen, die die Remezov-Chronik von ca. 1700 illustrieren. Inklusive sieben Urkunden und Briefen von Iwan IV. in Bezug auf den Vorstoß über den Ural.
2/147
An Elizabethan in 1582 / The Diary of Richard Madox, Fellow of All Souls / [Edited] by Elizabeth Story Donno / 1976 (1976, slip corrects to 1974). Pages xvi, 365 + 5 maps, 13 illustrations.
Ein Elisabethaner im Jahr 1582 / Das Tagebuch von Richard Madox, Fellow of All Souls
Vervollständigt die Veröffentlichung der Tagebücher der beiden Kapläne der für Cathay bestimmten Fenton-Expedition und ersetzt die Auszüge aus einem Tagebuch in 2/113 oben. Die hauptsächlich beschriebenen Lokalitäten sind Sierra Leone und Brasilien.
Edward Fenton
2/148
Sir Francis Drake's West Indian Voyage / 1585-86 / Edited by Mary Frear Keeler / 1981 (1975). Pages xiv, 358 + 3 maps, 11 illustrations.
Sir Francis Drakes Westindien-Reise 1585-86, herausgegeben von Mary Frear Keeler.
Veröffentlichte und unveröffentlichte Dokumente, insbesondere Tagebüchern geführt an Bord der Schiffe, einschließlich des neu entdeckten Leicester-Tagebuchs, mit Zeichnungen von Episoden vom Künstler der Reise.
2/149
François Valentijn's Description of Ceylon / Edited by Sinnappah Arasaratnam / 1978 (1975). Pages xv, 395 + 7 maps, 12 illustrations.
François Valentijns Beschreibung von Ceylon / Herausgegeben von Sinnappah Arasaratnam
Die ersten zwölf Kapitel über Ceylon in Valentijns Oud en Nieuw Oost-Indien (Dordrecht, 1724–1726).
2/150
The Travel Journal of Antonio de Beatis / Germany, Switzerland, the Low Countries, France and Italy, 1517–1518 / Translated from the Italian by J. R. Hale and J. M. A. Lindon / Edited by J. R. Hale / 1979 (1976). Pages xii, 206 + 1 map, 2 illustrations.
Reisetagebuch von Antonio de Beatis. Deutschland, Schweiz, Benelux-Länder (Low Countries), Frankreich und Italien, 1517–1518. Aus dem Italienischen übersetzt von J. R. Hale und J. M. A. Lindon.
Übersetzt aus dem 1905 veröffentlichten italienischen Text.
Antonio de Beatis
2/151
The Periplus of the Erythraean Sea / by an unknown author / With some extracts from Agatharkhides 'On the Erythraean Sea' / Translated and edited by G. W. B. Huntingford. 1980 (1976). Pages xiv, 225 + 11 maps, 10 illustrations.
Periplus Maris Erythraei (Periplus des Erythräischen Meeres) / von einem unbekannten Autor. Mit einigen Auszügen aus Agatharchides' 'Über das Erythräische Meer'
Ein anonymer Händler-Führer für das Rote Meer und den angrenzenden Küsten des Indischen Ozeans, vermutlich zwischen 95 und 130 n. Chr. geschrieben: hier in Übersetzung. Anhänge diskutieren die Topographie, die Geschichte und den zeitgenössischen Handel der Gegend und andere Angelegenheiten. Für eine ausführlichere Ausgabe des Agatharchides, siehe 2/172 unten.
Erythräisches Meer

2/152
The Resolution Journal of Johann Reinhold Forster / 1772–1775 / Edited by Michael E. Hoare / Volume I. 1982. Pages xvii, 182 + 2 maps, 6 illustrations.
Reisetagebuch von Johann Reinhold Forster 1772–1775.
Das bisher unveröffentlichte Tagebuch des wichtigsten Naturforschers auf Cooks zweiter Reise. Die Einführung beschreibt Forsters Karriere. Der Hauptpaginierung dieses Bandes und der folgenden drei Bände ist fortlaufend.
2/153
The Resolution Journal … / Volume II. 1982. Pages viii, 183-370 + 5 maps, 7 illustrations.
Reisetagebuch von Johann Reinhold Forster … Band II.
2/154
The Resolution Journal … / Volume III. 1982. Pages viii, 371-554 + 5 maps, 8 illustrations.
Reisetagebuch von Johann Reinhold Forster … Band III.
2/155
The Resolution Journal … / Volume IV. 1982. Pages viii, 555-831 + 6 maps, 6 illustrations.
Reisetagebuch von Johann Reinhold Forster … Band IV.
Mit einer Liste von Georg Forsters Pflanzenzeichnungen von Cooks zweiter Reise.
Zweite Reise von James Cook
2/156
The Three Voyages of Edmond Halley in the Paramore / 1698–1701 / Edited by Norman J.W. Thrower / Volume I. 1982. Pages 392 + 6 maps, 9 illustrations.
Die drei Reisen von Edmond Halley auf der Paramore 1698–1701, herausgegeben von Norman J. W. Thrower.
HMS Paramour (1694)
2/157
The Three Voyages of Edmond Halley … / Volume II. 1982.
Die drei Reisen von Edmond Halley … Band II.
2/158
The Expedition of the St Jean-Baptiste to the Pacific / 1769–1770 / From Journals of Jean de Surville and Guillaume Labé. Translated and edited by John Dunmore / 1981. Pages x, 310 + 8 maps, 14 illustrations.
Die Expedition der St.-Jean-Baptiste in den Pazifik / 1769–1770 / aus Reisetagebüchern von Jean de Surville und Guillaume Labé. Übersetzt und herausgegeben von John Dunmore.
Übersetzung von französischen Manuskripten an Bord des Schiffes, mit einem Bericht von der Reise.
2/159
The Voyage of Semen Dezhnev in 1648: Bering's Precursor / With selected documents / [Edited] by Raymond H. Fisher / 1981. Pages xiv, 326 + 23 maps, 3 illustrations.
Die Reise von Semjon Deschnjow 1648: Berings Vorgänger. / Mit ausgewählten Dokumenten.
Deschnjow war der erste Europäer, der die nordöstliche Spitze Asiens umsegelte. Übersetzung veröffentlichter russischer Dokumente, mit einer umfangreichen kritischen Darlegung ihrer Bedeutung.
2/160
Newfoundland Discovered / English Attempts at Colonisation, 1610–1630 / edited by Gillian T. Cell / 1982. Pages xviii, 310 + 3 maps, 2 illustrations.
Neufundland entdeckt / Englische Versuche der Kolonisierung, 1610–1630, herausgegeben von Gillian T. Cell.
Überwiegend unveröffentlichte Dokumente aus britischen Archiven.
2/161
The English New England Voyages / 1602–1608 / Edited by David B. Quinn and Alison M. Quinn / 1983. Pages xxiv, 580 + 20 maps, 16 illustrations.
Die englischen Neuengland-Reisen 1602–1608, herausgegeben von David B. Quinn und Alison M. Quinn.
Veröffentlichte und unveröffentlichte Dokumente, mit Appendices, darunter eines zu Karten von Neuengland 1606–1610, und eines (von Philip L. Barbour) von einem frühen Vokabular einer Algonkin-Sprache.
2/162
The Itinerario of Jerónimo Lobo / Translated by / Donald M. Lockhart / From the Portuguese Text Established and Edited by M. G. Da Costa / With an Introduction and Notes by C. F. Beckingham / 1983. Pages xxxvi, 417 + 4 maps, 9 illustrations.
Das Itinerar von Jerónimo Lobo
Lobo, ein portugiesischer Jesuit, diente 1625–1634 in Äthiopien. Er beschreibt auch einen berühmten 1635–1636 Schiffbruch an der Küste von Natal. Eine französische zusammenfassende Version von seinem Bericht wurde 1728 veröffentlicht, aber das vollständige Manuskript wurde erst 1947 entdeckt.
2/163
George Vancouver / A Voyage of Discovery to the North Pacific Ocean and Round the World / 1791–1795 / With an Introduction and Appendices / Volume I / Edited by W. Kaye Lamb / 1984. Pages xx, 442 + 5 maps, 14 illustrations. Book 1, the voyage to Australia and Tahiti, of a new and annotated edition of A Voyage of Discovery … (London, 1798).
George Vancouver, Entdeckungsreise in den Nordpazifik und um die Welt 1791–1795
Band I. Herausgegeben von W. Kaye Lamb, Buch 1: Die Reise nach Australien und Tahiti, von einer neuen und mit Anmerkungen versehenen Ausgabe von A Voyage of Discovery … (London, 1798).
W. Kaye Lamb
2/164
The Voyage of George Vancouver … / Volume II / … / 1984. Pages ix, 443-786 + 5 maps, 14 illustrations. Book 2 and part of Book 3, the voyage to Hawaii and the North American coast.
George Vancouver, Entdeckungsreise … Band II. Buch 2 und ein teil von Buch 3: die Reise nach Hawaii und zur nordamerikanischen Küste.
2/165
The Voyage of George Vancouver … / Volume III / … / 1984. Pages viii, 787-1230 + 4 maps, 5 illustrations.
George Vancouver, Entdeckungsreise … Band III. Der Rest des Buches 3, das ganze Buch 4, ein Teil von Buch 5, Reise an die Pazifikküste von Nordamerika und Rückkehr nach Hawaii.
2/166
The Voyage of George Vancouver … / Volume IV / … / 1984. Pages viii, 1231–1752 + 2 maps, 6 illustrations. Remainder of Book 5, on the coast of North America. Appendices include documents relating to the voyage and a list of the ships' company.
George Vancouver, Entdeckungsreise … Band IV. Der Rest von Buch 5, an der Küste von Nordamerika. Appendices beinhalten Dokumente zur Reise und eine Liste der ‚ships' company’.
2/167
Jerusalem Pilgrimage / 1099–1185 / [Edited by] John Wilkinson with Joyce Hill and W. F. Ryan / 1988. Pages xi, 372 + 24 maps.
Jerusalemreise 1099–1185. Herausgegeben von John Wilkinson mit Joyce Hill und W. F. Ryan. Ausgabe der bisher veröffentlichten Übersetzungen von Texten auf Latein, Griechisch, Arabisch und anderen Sprachen, sowie neue Übersetzungen von Texten auf Isländisch und Russisch.
2/168
The Iceland Journal of Henry Holland / 1810 / Edited by Andrew Wawn / 1987. Pages xvii, 342 + 11 maps, 19 illustrations.
Das Island-Tagebuch von Henry Holland, 1810, herausgegeben von Andrew Wawn.
Henry Hollands Manuskript, ein Teil davon wurde in George Mackenzies Travels in Iceland (Edinburgh, 1811) verwendet und ist hier im vollen Wortlaut veröffentlicht. Die Karten sind meist Hollands eigene Kartenskizzen. Appendices beinhalten Tabellen zu Bevölkerung und Wirtschaft, eine Liste der Pfarreien, eine Seite aus einem Kirchenbuch und ein Wetter-Register.
2/169
The Journal of Rochfort Maguire / 1852–1854 / Two years at Point Barrow, Alaska, aboard H.M.S. Plover in the search for Sir John Franklin / Volume I / Edited by John Bockstoce / 1988. Pages xiv, 318 + 5 maps, 6 illustrations.
Tagebuch von Rochfort Maguire 1852–1854. Zwei Jahre in Point Barrow, Alaska, an Bord der H.M.S. Plover auf der Suche nach Sir John Franklin
Insbesondere über die Begegnung und die Beziehungen zu den lokalen "Eskimos".
Rochfort Maguire
2/170
The Journal of Rochfort Maguire … / Volume II / … / 1988. Pages vi, 319-584 + 1 map, 2 illustrations.
Tagebuch von Rochfort Maguire … Band II.
Appendices beinhalten Berichte über Bootsexpeditionen entlang der Küste und einen Essay über die Eskimos des südöstlichen Alaska, von dem Schiffsarzt John Simpson.
Rochfort Maguire
2/171
English and Irish Settlement on the River Amazon / 1550–1646 / Edited by Joyce Lorimer / 1989. Pages xxvi, 499 + 10 maps.
Englische und irische Siedlungen am Fluss Amazonas / 1550–1646 / Herausgegeben von Joyce Lorimer.
Dokumente, viele aus Handschriften in englischen, irischen, niederländischen, spanischen und portugiesischen Archiven.
2/172
Agatharchides of Cnidus / On the Erythraean Sea / Translated and edited by Stanley M. Burstein / 1990. Pages xi, 202 + 1 map.
Agatharchides aus Knidos. Über das Erythräische Meer (Ερυθρά Θάλασσα, Erythra Thalassa). Übersetzt und herausgegeben von Stanley M. Burstein.
Geschrieben 'irgendwann vor 100 v. Chr.' und gehalten für einen Appendix zu einem größeren, nicht erhaltenen historischen Werk. Eine Übersetzung der bei späteren griechischen Autoren vorgefundenen Kurzfassungen. Vervollständigt die Auszüge in 2/151 oben.
2/173
The Mission of Friar William of Rubruck / His Journey to the court of the Great Khan Möngke / 1253–1255 / Translated by Peter Jackson / Introduction, notes and appendices by Peter Jackson with David Morgan / 1990. Pages xv, 312 + 4 maps, 1 illustration.
Die Mission des Mönches Wilhelm von Rubruk. Seine Reise an den Hof des Großkhans Möngke 1253–1255. Übersetzt von Peter Jackson; Einführung, Anmerkungen und Appendices von Peter Jackson und David Morgan.
Eine erweiterte Version von 2/4 oben. Mit einer Stammtafel der mongolischen kaiserlichen Familie und neun Appendices zu Detailfragen.
2/174
Prutky's Travels in Ethiopia and Other Countries / Translated and edited by J. H. Arrowsmith-Brown / and annotated by Richard Pankhurst / 1991. Pages xxviii, 546 + 4 maps, 1 illustration.
Prutkys Reisen in Äthiopien und anderen Ländern
Václav Prutky, ein böhmischer Doktor der Medizin und Franziskaner-Missionar, arbeitete 1752–1753 in Äthiopien. Seine Darstellung auf Latein enthält Material über den Nahen Osten und Indien, aber Material über Syrien und Palästina ist in dieser Übersetzung nicht enthalten. Ein Appendix dokumentiert Prutkys Mission nach Russland 1766–1769.
Remedius Prutky
2/175
Barbot on Guinea / The writings of Jean Barbot / on West Africa 1678–1712 / Edited by P. E. H. Hair, Adam Jones and Robin Law / Volume I. 1992 Pages cxxv, 327 + 8 maps, 18 illustrations.
Barbot über Guinea. Die Schriften von Jean Barbot über Westafrika 1678–1712
Eine Ausgabe des Originalmaterials in einem handschriftlichen Bericht über die Küste Guineas auf Französisch aus den 1680er Jahren, zum Teil von Barbots zwei Handelsfahrten nach Guinea stammend, in Übersetzung; zusammen mit zusätzlichen Originalmaterial von einer erweiterten Version des Berichtes auf Englisch geschrieben und schließlich 1732 veröffentlicht. Die Quellen des erlangten Materiales werden mit Anmerkungen versehen. Barbots eigene Zeichnungen beinhalten den frühesten Satz von Illustrationen zu den europäischen Festungen in Guinea. Dieser Band umfasst die Küste von Senegal bis zur Goldküste.
2/176
Barbot on Guinea … / Volume II. 1992. Pages vii, 331-916 + 4 maps, 26 illustrations.
Barbot über Guinea. Band II.
Die Küste vom Volta bis zum Cap Lopez.
2/177
Voyages to Hudson Bay in Search of a Northwest Passage / 1741–1747 / Volume I / The Voyage of Christopher Middleton / 1741–1742 / Edited by William Barr and Glyndwr Williams / 1994. Pages xii, 333 + 8 maps, 3 illustrations.
Reisen in die Hudson Bay auf der Suche nach einer Nordwestpassage 1741–1747. Band 1. die Reisen von Christopher Middleton 1741–1742. Herausgegeben von William Barr und Glyndwr Williams. 1994.
Dokumente aus britischen und kanadischen Archiven, darunter Middletons Reisetagebuch und seine gedruckte Verteidigung. Fortsetzung in 2/181 unten.
2/178
The Travels of Ibn Battuta / A.D. 1325–1354 … / Volume IV / The translation completed with annotations by C. F. Beckingham / 1994. Pages xvi, 773-983 + 5 illustrations.
Die Reisen von Ibn Battuta 1325–1354, Band 4
Fortsetzung von 2/141 oben. Umfasst Südindien, Südostasien, China, Marokko, Spanien und Westafrika.
Charles Fraser Beckingham (1914–1998)
2/179
The Journal of Jean-François de Galaup de la Pérouse / 1785–1788 / Volume I / Translated and edited by John Dunmore / 1994. Pages ccxl, 232 + 8 maps, 3 illustrations.
Reisetagebuch von Jean-François de Galaup de la Pérouse 1785–1788, Band 1
Eine Übersetzung des Tagebuchs, mit Kürzungen veröffentlicht 1797, in voller Länge im Jahr 1985. Die Einführung beschreibt den Hintergrund der Reise und ihrer Errungenschaften, trotz der Katastrophe an ihrem Ende. Dieser Band umfasst die Reise nach Australien, die Pazifikküste von Nordamerika und Macau.
2/180
The Journal of Jean-François de Galaup de la Pérouse … / Volume II … / 1995. Pages vi, 233-613 + 17 maps, 4 illustrations.
Reisetagebuch von Jean-François de Galaup de la Pérouse … Band II.
Die Reise zwischen den Philippinen und Kamtschatka, dann nach Australien. Die Anhänge umfassen Korrespondenz und die Musterrollen der Schiffe.
2/181
Voyages to Hudson Bay … / Volume II / The Voyage of William Moor and Francis Smith / 1746–1747 / … / 1995. Pages xv, 393 + 13 maps, 7 illustrations.
Reisen in die Hudson Bay
Fortsetzung von 2/177 oben.
2/182
Olaus Magnus, A Description of the Northern Peoples, 1555. Volume I. Edited by PETER FOOTE. Transl. PETER FISHER and HUMPHREY HIGGINS / 1996. pp. xciii + 281. 50 woodcuts, 2 maps.
Olaus Magnus, Historia de gentibus septentrionalibus (Geschichte der nördlichen Völker)
Einleitung und Anmerkungen zum Text und den ersten fünf Büchern von Olaus Magnus’ Arbeit. Der Band ist die einzige vollständige Übersetzung ins Englische und ist vollständig mit Abbildungen. Die Arbeit ist eine ethnographische Abhandlung, sie kombiniert Fakten und Fantasien über das vorreformatorische Schweden und Skandinavien. Fortsetzung unter 2/187 und 2/188.
2/183
Compassing the Vaste Globe of the Earth: Studies in the History of the Hakluyt Society 1846–1996 with Listing of Hakluyt Society Publications 1847–1995. Edited by R. C. Bridges and P. E. H. Hair. 1996. pp. xi + 336. 30 plates.
Compassing the Vaste Globe of the Earth: Studien zur Geschichte der Hakluyt Society 1846–1996 mit einer Auflistung der Publikationen von 1847–1995
Inhalt: P.E.H. Hair, ‘The Hakluyt Society: from Past to Future’; R.C. Bridges, ‘William Desborough Cooley and the Foundation of the Hakluyt Society’; Tony Campbell, ‘R.H. Major and the British Museum’; R.J. Bingle, ‘Henry Yule: India and Cathay’; Ann Savours, ‘Clements Markham: longest serving Officer, most prolific Editor’; C.F. Beckingham, ‘William Foster and the Records of the India Office’; D.B. Quinn, ‘R.A. Skelton of the Map Room’; Michael Strachan, ‘Esmond S. de Beer: Scholar and Benefactor’; R.C. Bridges and P.E.H. Hair, ‘The Hakluyt Society and World History’.
2/184
Juan Maria Schuver's Travels in North East Africa, 1880–1883. Edited by Wendy James, Gerd Bauman and Douglas H. Johnson. 1996. pp. xciii + 379. 14 plates, 4 maps (2 in colour).
Juan Maria Schuvers Reisen in Nordostafrika, 1880–1883. Herausgegeben von Wendy James, Gerd Bauman und Douglas H. Johnson.
Die erste vollständige Bericht von Schuvers Reisen aus wiederentdeckten Handschriften auf Englisch, mit ursprünglich französischen Passagen ergänzt. Die Appendices sind Abschriften von damit verbundenen Briefen und anderen Papieren.
Juan Maria Schuver
2/185
The Purchas Handbook: Studies of the Life, Times and Writings of Samuel Purchas 1577–1626. Edited by L. E. Pennington. Vol. 1. 1997. pp. xvii + 380. 11 plates.
The Purchas Handbook: Untersuchungen zu Leben, Zeit und Schriften von Samuel Purchas 1577–1626. Herausgegeben von L. E. Pennington.
Eine Sammlung von genau abgegrenzten Essays von neunzehn verschiedenen Mitwirkenden, welche das Leben und die Arbeit von Samuel Purchas diskutieren, seine Bedeutung als Autor und Geograph, und die Quellen seiner Pilgrimes
2/186
The Purchas Handbook … / Volume II. 1997. pp. vii + 381-811. 18 plates.
The Purchas Handbook … Band II.
Ein umfangreicher Katalog zu den Artikeln von Samuel Purchas’ Pilgrimes und dessen Quellen, zusammen mit einer Zählung der überkommenen Kopien und einer Bibliographie von Werken, die Purchas substantiell als Primärquelle zitiert haben. 
2/187
Olaus Magnus … / Volume II. 1998. pp. v + 289-770. Numerous woodcuts.
Olaus Magnus … / Band II.
2/188
Olaus Magnus … / Volume III. 1998. pp. v + 771-1247. Numerous woodcuts.
Olaus Magnus … / Band III.
2/189
Petr Petrovich Semenov / Travels in the Tian'-Shan' / 1856–1857. Edited by Colin Thomas. Translated by Liudmila Gilmour, Colin Thomas & Marcus Wheeler. 1998. pp. xliii + 269. 15 colour plates, 4 maps.
Pjotr Petrowitsch Semjonow: Reisen in den Tian Shan 1856–1857. Herausgegeben von Colin Thomas. Übersetzt von Liudmila Gilmour, Colin Thomas & Marcus Wheeler. 1998
Die erste englische Übersetzung von Semjonows Reisetagebuch, weitgehend basierend auf der russischen Ausgabe von N.G. Fradkin, Moskau 1946. Semjonows führte die erste wissenschaftliche Expedition durch, um in die feindlichen und weitgehend unbekannten russisch-chinesischen Grenzgebiet einzudringen, er kehrte mit ethnologischen Daten und einer großen Sammlung von geologischen und botanischen Proben zurück.
2/190
The Travels of Ibn Battuta / A.D. 1325–1354 / Index / Volume V. Compiled by A. D. H. Bivar. 2000. pp. x + 153.
Die Reisen des Ibn Battuta

### Third Series
3/1
Searching for Franklin / the Land Arctic Searching Expedition 1855 / James Anderson's and James Stewart's Expedition via the Back River. Edited by William Barr. 1999. pp. xv + 292. 13 half tone plates.
Suche nach Franklin / die Arktische Suchexpedition über Land 1855 / James Andersons und James Stewarts Expedition über den Back River.
Abschriften von Briefen und Zeitschriften aus verschiedenen Archiven bezüglich der Arktis-Expedition von James Stewart und James Anderson. Mit erläuterndem Text und einer kritischen Bewertung.
3/2
The Discovery of River Gambra (1623) by Richard Jobson. Edited, with additional material, by David P. Gamble and P. E. H. Hair. 1999. pp. xvi + 341. 2 colour plates, 13 half tone plates and illustrations, 8 line drawings, 3 maps.
Die Entdeckung des Flusses Gambia (1623) von Richard Jobson
Ausgabe von Jobsons Bericht über seine Reise auf dem Fluss Gambia, die früheste in englischer Sprache erhaltene, und zuerst im Jahr 1623 veröffentlicht; sein Tagebuch, zuerst von Purchas im Jahre 1625 veröffentlicht, und eine Petition. Inklusive Übersetzungen früherer portugiesischer Berichte über den Fluss.
3/3
The Travel Diary of Robert Bargrave Levant Merchant (1647–1656). Edited by Michael G. Brennan. 1999. pp. xix + 288. 17 illustrations.
Das Reisetagebuch des Levante-Händlers Robert Bargrave (1647–1656).
Vollständige Abschrift eines handschriftlichen Tagebuchs in der Bodleian Library, das Details zu vier verschiedenen Fahrten liefert, zwei zwischen Konstantinopel und England zu Wasser und über Land, einer nach Spanien und Venedig und einer von Venedig nach England. Mit einer Einführung und Bewertung der Bedeutung des Tagebuchs.
3/4
The Discovery of the South Shetland Islands / The Voyage of the Brig Williams, 1819–1820 and The Journal of Midshipman C.W. Poynter. Edited by R. J. Campbell. 2000. pp. xv + 248. 16 colour plates, 6 monochrome plates, 9 maps.
Die Entdeckung der Südlichen Shetlandinseln / Die Reise auf der Brig Williams, 1819–1820 und das Tagebuch des Midshipman C. W. Poynter. Herausgegeben von R. J. Campbell. 2000
Abschriften von Midshipman (Fähnrich) Poynters Bericht aus erster Hand von der Reise und andere Abschriften von zeitgenössischen Dokumenten im Zusammenhang mit verschiedenen Fahrten zu den Südlichen Shetlandinseln. Mit einer Einführung und historischen Auswertung.
3/5
Pieter van den Broecke's Journal of Voyages to Cape Verde, Guinea and Angola (1605–1612). Edited by James D. La Fleur. 2000. pp. xv + 139. 1 colour plate, 1 illustration, 7 maps.
Pieter van den Broeckes Tagebuch der Reisen nach Kap Verde, Guinea und Angola (1605 bis 1612).
Eine englische Übersetzung von einer Originalhandschrift, die zuerst in einer gekürzten und veränderten Form 1634 veröffentlicht wurde. Die Übersetzung ist aus dem Abschnitt der Handschrift, der vier Handelsfahrten nach Afrika beschreibt und wird ausführlich kommentiert. Mit einer erläuternden Einführung.
3/6
The Third Voyage of Martin Frobisher to Baffin Island, 1578. Edited by James McDermott. 2001. pp. x + 268. 5 half tone plates, 1 map.
Die dritte Reise von Martin Frobisher zur Baffininsel, 1578. Herausgegeben von James McDermott. 2001
Abschriften verschiedener zeitgenössischer Berichte über diese Reise. Einige sind Abschriften von zum ersten Mal veröffentlichten Handschriften, darunter Tagebücher und Schiffstagebücher, und andere sind neue Ausgaben von zeitgenössischen gedruckten Berichten. Mit einer Einführung.
3/7
João Rodrigues's Account of Sixteenth-Century Japan. Edited by Michael Cooper. 2001. pp. xli + 428. 30 monochrome plates.
João Rodrigues’ Bericht aus dem Japan des 16. Jahrhunderts. Herausgegeben von Michael Cooper. 2001.
Eine kommentierte Übersetzung aus dem Portugiesischen von Rodrigues’ Bericht über japanisches Leben und Kultur. Zum ersten Mal in englischer Sprache wiedergegeben. Mit einer Einführung, darunter auch ein Bericht über Rodrigues’ separate 'Geschichte' (História da Igreja no Japão).
3/8
The Malaspina Expedition 1789–1794 / The Journal of the Voyage by Alejandro Malaspina / Volume I / Cadiz to Panama. Edited by Andrew David, Felipe Fernandez-Armesto, Carlos Novi and Glyndwr Williams. 2001. pp. xcviii + 338. 39 colour and monochrome plates, 9 maps.
Die Malaspina-Expedition 1789–1794 / Tagebuch der Reise von Alejandro Malaspina / Band I / von Cadiz nach Panama.
Band I. Übersetzungen aus dem Spanischen von Malaspinas Tagebüchern 1789–1790 zu seinen Reisen um Südamerika. Mit Appendices von damit verbundener Korrespondenz und Papieren. Die Einführung enthält eine Erläuterung von Malaspinas ursprünglicher Absicht, eine Ausgabe seiner Reisen in sieben Bänden anzufertigen. Zu Band 2, siehe 3/11.
Alessandro Malaspina di Mulazzo
3/9
The Pacific Journal of Louis-Antoine de Bougainville, 1767–1768. Edited by John Dunmore. 2002. pp. lxxvii + 313. 2 colour plates, 3 illustrations, 6 maps.
Tagebuch der Pazifik-Reise von Louis-Antoine de Bougainville 1767–1768. Herausgegeben von John Dunmore. 2002.
Englische Übersetzung einer Ausgabe von Bougainvilles Reisetagebuch, Erstveröffentlichung aus dem französischen Original. Umfasst auch eine Auswahl von Dokumenten, die von Bougainvilles Reisebegleitern geschrieben wurden. Mit einer Einführung.
3/10
The Central Australian Expedition 1844–1846 / The Journals of Charles Sturt. Edited by Richard C. Davis. 2002. pp. lxxi + 366. Colour frontispiece, 1 colour plate, 3 half tone plates, map.
Die Zentralaustralien-Expedition 1844–1846. Die Tagebücher von Charles Sturt. Herausgegeben von Richard C. Davis. 2002.
Abschrift und kommentierte Ausgabe von Sturts Tagebüchern aus einem Manuskript in Privatbesitz. Mit einer Einführung und kritischen Beurteilung der Expedition und Appendices mit zusätzlichen Dokumenten.
3/11
The Malaspina Expedition 1789–1794 / … / Volume II / Panama to the Philippines. Edited by Andrew David, Felipe Fernandez-Armesto, Carlos Novi and Glyndwr Williams. 2003. pp. xx + 511. 44 colour and monochrome plates, 7 maps.
Die Malaspina-Expedition 1789–1794 / … / Band 2 / von Panama zu den Philippinen. Herausgegeben von Andrew David, Felipe Fernandez-Armesto, Carlos Novi und Glyndwr Williams. 2003.
Band 2. Übersetzungen aus dem Spanischen aus Tagebüchern 1790–1792, umfassend Malaspinas Reisen entlang der Pazifikküste von Mittel- und Nordamerika und über den Pazifik zu den Philippinen. Mit Appendices zu damit verbundener Korrespondenz und einer Erklärung einer Abzweigung von der Expedition im Jahr 1791. Zu Band 1, siehe 3/8. 
3/12
The Arctic Whaling Journals of William Scoresby the Younger / Volume I / The Voyages of 1811, 1812 and 1813. Edited by C. Ian Jackson. 2003. pp. lxi + 242. 9 monochrome illustrations, 5 maps.
Die arktischen Walfang-Tagebücher von William Scoresby dem Jüngeren / Band I / Reisen von 1811, 1812 und 1813. Herausgegeben von C. Ian Jackson.
3/13
The Malaspina Expedition 1789–1794 / … / Volume III / Manila to Cadiz. Translated by Sylvia Jamieson. Edited by Andrew David, Felipe Fernandez-Armesto, Carlos Novi and Glyndwr Williams. 2004, pp. xxi + 487, colour frontispiece, 4 colour half-tones, 13 sepia half-tones, 41 black and white half-tones, 6 maps.
Die Malaspina-Expedition 1789–1794 / … / Band III / von Manila nach Cadiz. Übersetzt von Sylvia Jamieson. Herausgegeben von Andrew David, Felipe Fernandez-Armesto, Carlos Novi und Glyndwr Williams. 2004
Band 3. Übersetzungen aus dem Spanischen des Tagebuchs November 1792 bis September 1794, umfassend die Reisen Malaspinas von Manila nach Australien und Neuseeland und über den Südpazifik nach Südamerika und heim nach Cádiz. Enthält eine Bibliographie, Biographien der Offiziere, und verschiedene Appendices bezüglich der Schiffe, Navigationsinstrumente usw.
3/14
The Origins of the Grand Tour / 1649–1663 / The Travels of Robert Montagu, Lord Mandeville, William Hammond and Banaster Maynard. Edited by Michael Brennan. 2004, pp. xvii+ 331, 49 plates.
Die Ursprünge der Grand Tour, 1649–1663, Reisen von Robert Montagu, Lord Mandeville (1649–1654), William Hammond (1655–1658) und Banaster Maynard (1660–1663).
Drei bisher unveröffentlichte Berichte englischer Reisender in Westeuropa, zusammen mit biografischen Informationen für die Reisenden und einem einleitenden Essay über die Ursprünge und die Entwicklung der "Grand Tour".
3/15
Sir Walter Ralegh's Discoverie of Guiana. Edited by Joyce Lorimer. 2006, pp. xcvii + 360, 6 plates, 5 maps.
Sir Walter Raleighs Discoverie of Guiana (Entdeckung von Guayana)
Der kommentierte Text einer bisher unveröffentlichten Kopie von Raleghs schönemhandschriftlichem Entwurf des Discoverie of Guaina, mit, auf gegenüberliegenden Seiten, der anschließenden gedruckten Version. Die Einführung liefert einen umfassenden historischen Hintergrund der Reise. Appendices enthalten zahlreiche bisher unveröffentlichte Briefe und Korrespondenzen.
3/16
The Guiana Travels of Robert Schomburgk / 1835–1844 / Volume I / Explorations on behalf of the Royal Geographical Society, 1835–1839. Edited by Peter Rivière. 2006, pp. xiii + 406, 13 plates, 3 maps.
Die Guayana-Reisen von Robert Schomburgk 1835–1844, Band 1, Erkundungen im Auftrag der Royal Geographical Society, 1835–1839. Herausgegeben von Peter Rivière. 2006.
Band 1, die vollständigen Berichte über die Erkundungen Schomburgks des Inneren Guayanas für die Royal Geographical Society in den Jahren 1835 bis 1839, einschließlich seiner Überlandfahrt zum Orinoco, um an die Erkundungen von Alexander von Humboldt anzuknüpfen. Mit einem einleitenden Essay und einer Biografie von Schomburgk.
3/17
The Guiana Travels of Robert Schomburgk / … / Volume II / The Boundary Survey, 1840–1844. 2006, pp. xii + 266, 12 plates, 3 maps.
Die Guayana-Reisen von Robert Schomburgk, Band 2. Der Boundary Survey, 1840–1844.
Vollständiger Bericht des Surveys von Schomburgk um im Namen der britischen Regierung die Grenzen der britischen Kolonie Guyana festzulegen, 1841–1843. 
3/18
Four Travel Journals / The Americas, Antarctica and Africa / 1775–1874. Edited by Herbert K. Beals, R. J. Campbell, Ann Savours, Anita McConnell & Roy Bridges. 2007, pp. x + 404, 50 plates, 8 maps.
- 1. The 1775 Journal of Juan Francisco de la Bodega y Quadra compiled during a Spanish survey of the north-west coast of America. Edited by Herbert K. Beals.
- 2. The Journal of HMS Beagle in the Strait of Magellan by Pringle Stokes, Commander RN, 1827. Edited by R. J. Campbell.
- 3. Journal kept by Midshipman Joseph Henry Kay during the voyage of HMS Chanticleer, 1828–31. Edited by Ann Savours and Anita McConnell.
- 4. Jacob Wainwright's Diary of the Transportation of Dr Livingstone's Body to the Coast, May 1873 to February 1874. Edited by Roy Bridges.

Vier Reiseberichte / Amerika, Antarktis und Afrika / 1775–1874
1. Das Tagebuch aus dem Jahr 1775 von Juan Francisco de la Bodega y Quadra, erstellt während einer spanischen Erkundung der Nordwestküste von Amerika. Herausgegeben von Herbert K. Beals.
2. Das Tagebuch der Beagle in der Magellanstraße von Pringle Stokes, Commander RN, 1827. Herausgegeben von R. J. Campbell.
3. Tagebuch geführt von Midshipman Joseph Henry Kay während der Reise der Chanticleer, 1828–1831. Herausgegeben von Ann Geschmack und Anita McConnell.
4. Jacob Wainwrights Tagebuch vom Transport von Dr. Livingstones Leichnam zur Küste, Mai 1873 bis Februar 1874. Herausgegeben von Roy Bridges.

Roy Bridges HMS Chanticleer
3/19
A Traveller in Thirteenth-Century Arabia / Ibn al-Mujawir's Tarikh al-Mustabsir
Trans. & edited by G. Rex Smith. 2008, pp. xix + 341, 1 plate, 15 plans & maps. ISBN 978-0-904180-91-6.
Ein Reisender im Arabien des 13. Jahrhunderts / Ibn al-Mujawirs Tarikh al-Mustabsir
Die erste englische Übersetzung von Ibn al-Mujawirs Reisen nach Mekka, Jemen, Aden und entlang der Küste von Südarabien bis zum Persischen Golf. Historische und biographische Einleitung, Bibliographie und Glossar der arabischen Begriffe.
Ibn al-Mujawir
3/20
The Arctic Whaling Journals of William Scoresby the Younger / Volume II / The Voyages of 1814, 1815 and 1816 / Edited by C. Ian Jackson / With an Appendix by George Huxtable. 2008, pp. xxxvii + 308, 8 plates, 3 maps.
Die arktischen Walfang-Tagebücher von William Scoresby dem Jüngeren / Band II
Band 2 enthält die unveröffentlichten Berichte von Scoresbys drei Reisen in der Esk in den Jahren 1814–1816. Bibliographie und ein Essay über Scoresbys Navigationsmethoden von George Huxtable.
3/21
The Arctic Whaling Journals of William Scoresby the Younger / Volume III / The Voyages of 1817, 1818 and 1820 / Edited by C. Ian Jackson / With an Appendix by Fred M. Walker. 2009, pp. xlii + 245, 2 plates, 3 maps, 6 line drawings.
Die arktischen Walfang-Tagebücher von William Scoresby dem Jüngeren / Band III
Band III, mit den unveröffentlichten Tagebüchern von Scoresbys Reise in der Esk im Jahr 1817, in der Fame im Jahr 1818 und im neuen Schiff Baffin im Jahr 1820. Enthält ein Essay über das Design und die Konstruktion arktischer Walfangschiffe von Fred M. Walker. Bibliographie, Index, Umrechnungstabellen und Glossar.
3/22
William Robert Broughton's Voyage of Discovery to the North Pacific 1795–1798 / Edited by Andrew David / With an Introduction by Barry Gough. 2010, pp. lxx + [14] + 315, 9 plates, 12 maps.
William Robert Broughtons Entdeckungsreise in den Nordpazifik 1795–1798
Das vollständige Transkript des handschriftlichen Tagebuchs von William Broughton von seiner Erkundung des nordwestlichen Pazifiks, der Kurilen-Inseln, der sibirischen Küste, Japans und Koreas, und seiner Reise durch Mexiko im Jahre 1793. Bibliographie, Index, Anhänge von Korrespondenz, Biographien der Schiffsmannschaft, usw.
3/23
Pedro Páez's History of Ethiopia, 1622 / Volume I / Edited by Isabel Boavida, Hervé Pennec & Manuel João Ramos. Translated by Christopher J. Tribe. 2011, pp. xx + [4] + 501, 16 plates, 2 maps.
Pedro Páez, Geschichte Äthiopiens (História da Etiópia), 1622 / Band I / Hrsg. von Isabel Boavida, Hervé Pennec & Manuel João Ramos. Übersetzt von Christopher J. Tribe.
Die erste englische Übersetzung der Bücher 1 und 2 der História da Etiópia des spanischen jesuitischen Missionars Pedro Páez (1564–1622). Basierend auf der neuen kritischen Ausgabe von Isabel Boavida, Hervé Pennec und Manuel João Ramos, Lissabon 2008.
3/24
Pedro Páez's History of Ethiopia, 1622 / Volume II / Edited by Isabel Boavida, Hervé Pennec & Manuel João Ramos. Translated by Christopher J. Tribe. 2011, pp. ix + 429, 1 plate.
Pedro Páez, Geschichte Äthiopiens (História da Etiópia), 1622 / Band II / Hrsg. von Isabel Boavida, Hervé Pennec & Manuel João Ramos. Übersetzt von Christopher J. Tribe.
Dieser zweite Band ist mit den Büchern 3 und 4 eine Fortsetzung der História von Páez, gefolgt von einem historischen Glossar, einer Bibliographie und einem Index zu den beiden Bänden.
3/25
Japanese Travellers in Sixteenth-Century Europe: A Dialogue Concerning the Mission of the Japanese Ambassadors to the Roman Curia (1590) / Edited by Derek Massarella. Translated by J. F. Moran. 2012, pp. 504, 13 plates, 3 maps.
Japanische Reisende im Europa des sechzehnten Jahrhunderts: Ein Dialog über die Gesandtschaft japanischer Botschafter bei der römischen Kurie (1590) / Herausgegeben von Derek Massarella. Übersetzt von J. F. Moran.
Eine kommentierte Übersetzung von De Missione Legatorum Iaponensium ad Romanum curiam (Macau, 1590), beschreibt die Reise der vier von Alessandro Valignano, dem Besucher der Jesuitenmission in Ostindien, 1582 bis 1590 nach Europa geschickten japanischen Adligen.
De Missione Legatorum Iaponensium ad Romanam Curiam („Über die Mission der japanischen Botschafter zur Römischen Kurie“)

Mancio Ito
Tenshō-Gesandtschaft

### Extra Series
Extra [1-12]
The Principal / Navigations Voyages / Traffiques & Discoveries / of the English Nation / Made by Sea or Over-land to the Remote and Farthest Distant Quarters of the Earth at any Time within the Compasse of these 1600 Yeeres / By Richard Hakluyt / Preacher, and sometime Student of Christ-Church in Oxford / 12 vols, I-III, 1903; IV-XI, 1904; XII, 1905.
Die wichtigsten Fahrten, Reisen und Entdeckungen der englischen Nation. Von Richard Hakluyt.
Reprint der Ausgabe 1598–1600 mit leicht modifizierter Orthographie. Mit zeitgenössischen Karten, Plänen und Diagrammen in Faksimile und in Band XII. ein Essay von Walter Raleigh über Leben und Werk von Hakluyt sowie ein neuer Index von Marie Michon und Elizabeth Carmont. Veröffentlicht von MacLehose, Glasgow, ohne Erwähnung der Hakluyt Society.
Extra [13]
The Texts and Versions of John de Plano Carpini and William de Rubruquis / as printed for the first time by Hakluyt in 1598 / together with some shorter pieces. Edited by C. Raymond Beazley, M.A., F.R.G.S. / Fellow of Merton College, Oxford. 1903. Pages xx, 345.
Ein Nachdruck der Texte und Versionen, Latein und Englisch, und kürzerer Stücke, vor allem der Reisen von Ohthere und Wulfstan, mit kritischen und erläuternden Kommentar. Die Titelseite erwähnt die Extra Series nicht.
The Voyages of Ohthere of Hålogaland and Wulfstan of Hedeby (Digitalisat)
Extra [14-33]
Hakluytus Posthumus / or / Purchas His Pilgrimes / Contayning a History of the World in Sea Voyages and Lande Travells by Englishmen and others / By Samuel Purchas, B.D. 20 vols, I-X, 1905; XI-XIX, 1906; XX, 1907.
Hakluytus Posthumus oder Purchas His Pilgrimes
Reprint der Ausgabe von 1625, leicht modifiziert in der Rechtschreibung, mit dem Zusatz eines neuen Index von Marie Michon. Veröffentlicht von MacLehose, Glasgow, ohne Erwähnung der Hakluyt Society.
Extra 34a
The Journals of Captain James Cook on his Voyages of Discovery / The Voyage of the Endeavour 1768–1771 / Edited by J. C. Beaglehole / 1955. Reprinted, with addenda and corrigenda, 1968. Pages cclxxxiv, 684/696 + 20 maps, 25 illustrations.
Die Tagebücher von Captain James Cook auf seinen Entdeckungsreisen. Die Reise auf der Endeavour 1768–1771. Herausgegeben von J. C. Beaglehole.
Extra 34b
The Journals of Captain James Cook … / Charts & Views / Drawn by Cook and his Officers and Reproduced from the Original Manuscripts / edited by R. A. Skelton / 1955, second edition 1969. Pages viii + 58 loose maps, charts, plans, profiles, views and other illustrations.
Die Tagebücher von Captain James Cook … Charts & Views
Extra 35
The Journals of Captain James Cook … / The Voyage of the Resolution and Adventure 1772–1775 / … / 1961. Reprinted, with addenda and corrigenda, 1969. Pages clxx, 1021/1028 + 19 maps, 63 illustrations. Half-title gives II as number within the set.
Die Tagebücher von Captain James Cook … Die Reise der Resolution und Adventure 1772–1775.
Extra 36a
The Journals of Captain James Cook … / The Voyage of the Resolution and Discovery 1776–1780 / … / Part One / 1967. Pages ccxxiv, 718 + 17 maps, 64 illustrations.
Die Tagebücher von Captain James Cook … Die Reise der Resolution und Discovery 1776–1780, Teil 1
Mit ergänzenden Auszügen aus den Tagebüchern oder Logbüchern von James King, Charles Clerke, James Burney, Richard Gilbert, Thomas Edgar.
Extra 36b
The Journals of Captain James Cook … 1776–1780 / Part Two / 1967. Pages viii, 723-1647 + 2 maps, 10 illustrations.
Die Tagebücher von Captain James Cook … 1776–1780. Teil 2
Appendices enthalten die Tagebücher William Anderson und David Samwell; Auszüge aus anderen Tagebüchern u.a.
Extra 37
The Life of Captain James Cook / by J. C. Beaglehole / 1974. Pages xi, 760 + 11 maps, 38 illustrations.
Das Leben von Captain James Cook. Von J. C. Beaglehole.
Extra 38
The Journal of Christopher Columbus / Translated by Cecil Jane / revised and annotated by L. A. Vigneras / with an Appendix by R. A. Skelton / Ninety illustrations from prints and maps of the period / 1960. Pages xii, 227 + 16 maps, 74 illustrations.
Das Tagebuch von Christoph Kolumbus. Übersetzt von Cecil Jane, überarbeitet und mit Anmerkungen versehen L.A. Vigneras, mit einem Anhang von R.A. Skelton.
Eine Revision von 2/65 oben. Von der Abschrift von Cesare De Lollis und Julian Paz für die Raccolta Colombiana (1892). Inklusive Kolumbus’ Brief vom Februar und März 1493, beschreibt die Ergebnisse seiner ersten Reise
Extra 39a
The Principall Navigations / Voiages and Discoveries / of the English Nation / by Richard Hakluyt / Imprinted at London, 1589 / * [i.e. vol I] / A Photo-lithographic Facsimile with an Introduction by David Beers Quinn and Raleigh Ashlin Skelton and with a new Index by Alison Quinn / 1965. Pages lx, 501.
The Principall Navigations, Voiages and Discoveries of the English Nation von Richard Hakluyt. Ein photo-lithographisches Faksimile mit einer Einführung von David Beers Quinn und Raleigh Ashlin Skelton und einem neuen Index von Alison Quinn.
Extra 39b
The Principall Navigations … / ** [i.e. vol. II] / … / 1965. Pages 506-975.
The Principall Navigations
Dritter und letzter Teil.
Extra 40
The Diary of A. J. Mounteney Jephson / Emin Pasha Relief Expedition 1887–1889. Edited by Dorothy Middleton / With Preface, Prologue and Epilogue compiled by the Editor in Collaboration with Maurice Denham Jephson / 1969. Pages xii, 456 + 2 maps, 16 illustrations.
Das Tagebuch von A. J. Mounteney Jephson. Expedition zur Befreiung von Emin Pascha 1887–1889.
Extra 41
The Journals and Letters of Sir Alexander Mackenzie / Edited by W. Kaye Lamb / 1970. Pages viii, 552 + 6 maps, 3 illustrations.
Tagebücher und Briefe von Sir Alexander Mackenzie, herausgegeben von W. Kaye Lamb. 1970.
Mackenzies "Allgemeine Geschichte" (General history) des Pelzhandels "von Kanada bis in den Nord-Westen" und sein Tagebuch seiner Expedition von Fort Chipewyan bis zum Pazifik im Jahr 1793, nachgedruckt nach der Ausgabe 1801, zusammen mit seinem unveröffentlichten Tagebuch seiner Expedition von Fort Chipewyan in die Arktis im Jahr 1789 und allen seinen bekannten Briefen oder Brieffragmenten.
Extra 42
Ma Huan / Ying-Yai Sheng-Lang / 'The Overall Survey of the Ocean's Shores' / [1433] / Translated from the Chinese Text Edited by Feng Ch'eng-Chün / with Introduction, Notes and Appendices by J. V. G. Mills, formerly Puisne Judge / Straits Settlement / 1970. Pages xix, 393 + 5 maps, 6 illustrations.
Ma Huan / Yingyai shenglan / 'The Overall Survey of the Ocean's Shores' / [1433] / Aus dem von Feng Chengjun (冯承钧/馮承鈞) herausgegebenen Text übersetzt von J. V. G. Mills.
Der vollständigste Bericht von Chinas Übersee-Expansion im frühen 15. Jahrhundert. Anhänge diskutieren verschiedene Themen, wie die den Chinesen 1433 bekannten südasiatischen Ortsnamen, die Mao-Kun-Karte, vier chinesische Sterndiagramme und das früheste europäische Seebuch der Reise von Malakka nach China.
Mao-Kun-Karte Yingyai shenglan 瀛涯胜览 John Vivian Gottlieb Mills (1887–1987)
Extra 43
The Charts & Coastal Views of Captain Cook's Voyages / Volume One / The Voyage of the Endeavour / 1768–1771 / With a Descriptive Catalogue of all the known original surveys and coastal views and the original engravings associated with them / Together with original drawings of the Endeavour and her boats / Chief Editor / Andrew David / Assistant Editors for the Views / Rüdiger Joppien and Bernard Smith / 1988. Pages lxiv, 328 + colour frontispiece, 480 half-tone plates.
Die Karten & Küstenansichten von Captain Cooks Reisen, Band I, Die Reise auf der Endeavour 1768–1771, mit einem Beschreibenden Katalog aller bekannten ursprünglichen Erkundungen und Küstenansichten und der mit ihnen verbundenen originalen Stiche. Zusammen mit den originalen Zeichnungen von der Endeavour und ihren Booten.
Extra 44
The Charts & Coastal Views of Captain Cook's Voyages / Volume Two / The Voyage of the Resolution and Adventure / 1772–1775 / … / 1992. Pages c, 332 + colour frontispiece, 23 colour plates, 320 half-tone plates.
Die Karten & Küstenansichten von Captain Cooks Reisen, Band II, Die Reise der Resolution und Adventure 1772–1775
Extra 45
A Particuler Discourse Concerning the Greate Necessitie and Manifolde Commodyties that are like to Growe to this Realm of Englande by the Westerne Discoueries lately Attempted, Written in the Yere 1584. By Richarde Hackluyt of Oxforde / Known as / Discourse of Western Planting / Edited by David B. Quinn and Alison M. Quinn / 1993. Pages xxxi, 229 + 69 half tone plates, 6 other illustrations.
Discourse Concerning Western Planting von Richard Hakluyt aus Oxford. Herausgegeben von David B. Quinn und Alison M. Quinn.
Discourse Concerning Western Planting (Digitalisat)
Extra 46
The Charts and Coastal Views of Captain Cook's Voyages / Volume Three / The Voyage of the Resolution and Discovery / 1776–1780 / … / together with the running journal of James King 1779-80 / 1997. Pages cxxxvi + 319. Colour frontispiece, 22 colour plates, 298 half-tone plates.
Die Karten & Küstenansichten von Captain Cooks Reisen, Band III. Die Reisen der Resolution und Discovery 1776–1780, zusammen mit dem fortlaufenden Tagebuch von James King 1779-80.
Extra 47
Richard Hakluyt and Travel Writing in Early Modern Europe. Edited by Daniel Carey and Claire Jowitt / 2012. Pages 398 + 25 mono plates, 4 colour plates.
Richard Hakluyt and Travel Writing in Early Modern Europe. Herausgegeben von Daniel Carey und Claire Jowitt.

### Weitere
Occasional Booklets
OB 1. Richard Hakluyt: his life and work. With a short account of the aims and achievements of the Hakluyt Society. An address delivered by Sir Clements Markham, K.C.B., F.R.S. (President), on the occasion of the fiftieth anniversary of the foundation of the society, London, 1896. Pages 19.
OB 2. Address by Sir Clements R. Markham K.C.B. on the fiftieth anniversary of the foundation of the society, December 15th, 1896. Revised on the occasion of the sixty-fifth anniversary, 1911, London, 1911. Pages 16.
OB 3. A reproduction of the tablet erected in Bristol Cathedral to the memory of Richard Hakluyt, 1911., [1911].
OB 4. An address on the occasion of the tercentenary of the death of Richard Hakluyt 23 November, 1916 with a note on the Hakluyt family... By Albert Gray, C.B., K.C., President of the Hakluyt Society, London, 1917. Pages 19.
OB 5. Guide for Editors of the Hakluyt Society's Publications, 1929; revised 1958; 2nd edition [with a Preface by E. S. de Beer], 1975, Pages 34. The Guide for Editors, constantly updated, was subsequently made available on typed, photocopied or printed sheets on application to the Society. The most recent revision, dated October 2011, may be downloaded from this website (see Information for Authors).
OB 6. The Hakluyt Society: A Retrospect. By Sir William Foster, C.I.E., 1946 [a reprint of the essay in 2/93]
OB 7. Prospectus of the Hakluyt Society with List of Publications and Maps, 1956 [also contains indexes and Laws of the Society, as revised 1950: the final and fullest of a series of 'Prospectus' issued since 1846, many untraced], pp. lvi.
OB 8. Cook and the Russians An addendum to the Hakluyt Society's edition of the The voyage of the Resolution and Discovery, 1776–1780. Edited by J. C. Beaglehole. 1973. Pages 9.
Annual Reports, Prospectuses and Membership Lists
The Annual Report, which includes statements of accounts and the Council's report, has been issued to all subscribers since the year 1848. In the early days it was almost invariably included in at least one of the Society's volumes for each year, but since 1894 the Report has been printed as a separately paginated brochure. The sole exception is the Report for 1903 which, for reasons uncertain, was bound into Series II, no. 15 in its original blue covers.
Prospectuses, which included invitations for membership, books in print and forthcoming publications, and something of the Society's history and objectives, were issued almost annually for more than a century. The first prospectus, which marked the Society's foundation, appeared in 1846 (pp. 3, 4vo), followed by a second, which included a membership list, in 1849 (8vo). Many of the later prospectuses cannot be traced.
Lists of Officers and Council members appear in every publication of the Society. Complete membership lists, with names and addresses, were often included in the early Annual Reports and Prospectuses, sometimes bound into the Society's main publications. The first separately printed membership list in booklet form was issued in 1974, followed by updated lists in 1990 (64 pages) and 1996 (96 pages). No list has been printed since 1996.
Talks in Annual Reports and separately published Annual Lectures
From 1972, talks given at the Annual General Meeting were published in the Annual Report in extenso, sometimes in a revised version and with annotation. The brochures carry no publication date but appeared in the year after the date of the Annual Report. The year of the Annual Report and the pagination of the talk are given below.
From 1996 the Annual Lecture was published separately and distributed free to members. These are given their publication date in the list below, which is the year following that of the lecture.
D. B. Quinn, 'Richard Hakluyt and his followers', 1972, pages 1–11
E. S. de Beer, 'The literature of travel in the seventeenth century', 1975, pages 1–6
T. E. Armstrong, 'Editing the Siberian Chronicles', 1976, pages 1–6
R. C. Bridges, 'The documentation of David Livingstone: some new materials', 1977, pages 1–8
C. R. Boxer, 'Some second thoughts on "The Tragic History of the Sea, 1550–1650"', 1978, pages 1–9 + 4 maps C.
F. Beckingham, 'Arabic texts and the Hakluyt Society', 1979, pages 1–13 + 1 illustration
Dorothy Middleton, 'Travel literature in the Victorian and Edwardian eras', 1980, pages 1–10
G. V. Scammell, 'The great age of discovery, 1400-1650', 1981, pages 1–9
P. J. Marshall, 'Thomas Hyde: Stupor Mundi', 1982, pages 1–11
H. C. Porter, 'The Tudors and the North American Indians', 1983, pages 1–13
K. R. Andrews, 'The coastal profiles relating too Drake's last voyage', 1984, pages 10–11
Dorothy Middleton, 'The Hakluyt Society 1846-1923', 1984, pages 12–23 (Not an AGM talk but an account researched at the request of the Council).
J. S. Cummins, 'Las Casas goes East', 1985, pages 10–22
Ann Savours, 'Discovering the Discovery', 1986, pages 13–25
Andrew David, 'The charts and coastal views of Captain Cook's voyages', 1987, pages 11–20
Glyndwr Williams, 'From Dampier to Cook: English perceptions of Australia', 1988, pages 12–25 + 4 maps
Derek Howse, 'A buccaneer's atlas: Basil Ringrose's atlas of the Pacific coast of the Americas', 1989, pages 10–22 + 7 maps
G. S. P. Freeman-Grenville, 'Travellers to Christ's tomb', 1990, pages 14–28 + 6 plates of illustrations
P. E. H. Hair, '"An accomplish'd traveller will take draughts": Barbot's illustrations of Guinea', 1991, pages 12–20 + 4 illustrations
Anthony Farrington, 'The English in Japan 1613-1623', 1992, pages 10–18 + 4 illustrations
Roy Bridges, 'James Augustus Grant's visual record of East Africa', 1993, pages 12–24 + 7 illustrations
Peter Jackson, 'Early missions to the Mongol empire: Carpini and contemporaries', 1994, pages 14–32 + 2 maps, 4 illustrations
Wendy James, Re-discovering Schuver’s Africa, 1995, pages 1–18, 1 map, 9 illustrations.
Annual Lectures separately published
The Annual Lecture for 2004 (Professor John Hattendorf, 'Sailing on a Sea of Ink: Printing, Books and Reading in the Maritime World 1450-1840') was never published; nor was the lecture for 2009 which was delivered ex tempore
Anthony Payne, Richard Hakluyt and His Books, 1997. 76 pages. ISBN 0-904180-56-5. Includes 'An Interim Census of Surviving Copies of Hakluyt's Divers Voyages & Principal Navigations' by Anthony Payne & P. A. Neville-Sington.
James McDermott, The Navigation of the Frobisher Voyages, 1998. 24 pages. ISBN 0-904180-57-3.
Felipe Fernández-Armesto, Philip II's Empire: A Decade at the Edge, 1999. 20 pages. ISBN 0-904180-65-4.
Andrew David, The Voyage of Alejandro Malaspina to the Pacific, 1789–1794, 2000. 24 pages, 22 illustrations. ISBN 0-904180-66-2.
Sarah Tyacke, Before Empire: The English Cartographic View of the World in the Sixteenth and Seventeenth Centuries, 2001. 24 pages, 11 illustrations. ISBN 0-904180-74-3.
Michael Brennan, English Civil War Travellers and the Origins of the Western European Grand Tour, 2002. 32 pages, 15 illustrations. ISBN 0-904180-75-1.
Ann Savours, The North West Passage in the Nineteenth Century: Perils and Pastimes of a Winter in the Ice, 2003. 32 pages, 26 illustrations. ISBN 0-904180-77-8.
Anna Agnarsdóttir, ‘This Wonderful Volcano of Water’: Sir Joseph Banks Explorer and Protector of Iceland 1772–1820, 2004. 31 pages, 9 illustrations. ISBN 0-904180-83-2.
C. Ian Jackson, Fort Yukon: The Hudson's Bay Company in Russian America, 2006. 24 pages, 9 illustrations. ISBN 1584 090 4180 891.
Joyce Lorimer, Untruth and Consequences: Raleigh's Discoverie of Guiana and the 'Salting' of the Gold Mine, 2007. 22 pages, 3 maps, 1 illustration. ISBN 0-904180-93-X / ISBN 978-0-904180-93-0.
Anne Salmond, Voyaging Worlds, 2008. 19 pages. ISBN 978-0-904180-94-7.
Daniel Carey, Continental Travel and Journeys beyond Europe in the Early Modern Period: An Overlooked Connection, 2009. 23 pages, 6 illustrations. ISBN 978-0-904180-96-1.
Raymond Howgego, Invented and Apocryphal Narratives of Travel: from Ancient Egypt to the Present Day, 2011. 20 pages, 7 illustrations. ISBN 978-0-904180-98-5
Manuel João Ramos, Pedro Páez's History of Ethiopia: On Exploration, Refutation and Censorship, 2012. 15 pages, bibliography. ISBN 978-1-908145-04-8.
Daniel Carey, Richard Hakluyt as Editor, 2013. 28 pages, 6 illustrations. ISBN 978-1-908145-05-5.
(Richard Hakluyt als Herausgeber)